# 15. August
Der 15. August ist der 227. Tag des gregorianischen Kalenders (der 228. in Schaltjahren), somit bleiben 138 Tage bis zum Jahresende.

## Ereignisse

### Politik und Weltgeschehen
- 0029 v. Chr.: Octavian wird im dritten Triumphzug nacheinander in Rom als Eroberer Ägyptens gefeiert und übernimmt die Herrschaft über das Römische Reich. In der Folge wird an diesem Tag der Feiertag der feriae Augusti gefeiert.
- 0717: Während der islamischen Expansion beginnt ein arabisches Heer unter dem Feldherrn Maslama mit der Belagerung von Konstantinopel.
- 0718: Die Seeblockade von Konstantinopel wird aufgegeben, nachdem die arabischen Landtruppen zuvor durch einen Kampf mit dem Heer des mit Byzanz verbündeten bulgarischen Khans Terwel erheblich dezimiert worden sind.
- 0778: Die Nachhut des fränkischen Heeres Karls des Großen wird im Tal von Roncesvalles von ortsansässigen Basken überfallen und völlig vernichtet. Unter den Gefallenen befindet sich auch der bretonische Markgraf Hruotland, dem später das Rolandslied gewidmet wird.
- 0927: Die vom Slawen Sabir al-Fata geführten Sarazenen zerstören die griechisch-römische Stadt Tarentum.
- 1057: Der schottische König Macbeth fällt in der Schlacht bei Lumphanan gegen Duncans Sohn Malcolm III., der sich der Unterstützung Edwards des Bekenners versichert hat.
- 1235: Auf dem von Kaiser Friedrich II. einberufenen Reichstag in Mainz wird der Mainzer Landfriede beschlossen.
- 1261: Nach der Rückeroberung von Konstantinopel zieht Michael VIII. in die Hauptstadt des Byzantinischen Reiches ein und wird ein zweites Mal gekrönt. Das Lateinische Kaiserreich ist mit der Flucht seines Regenten Balduin II. beendet.

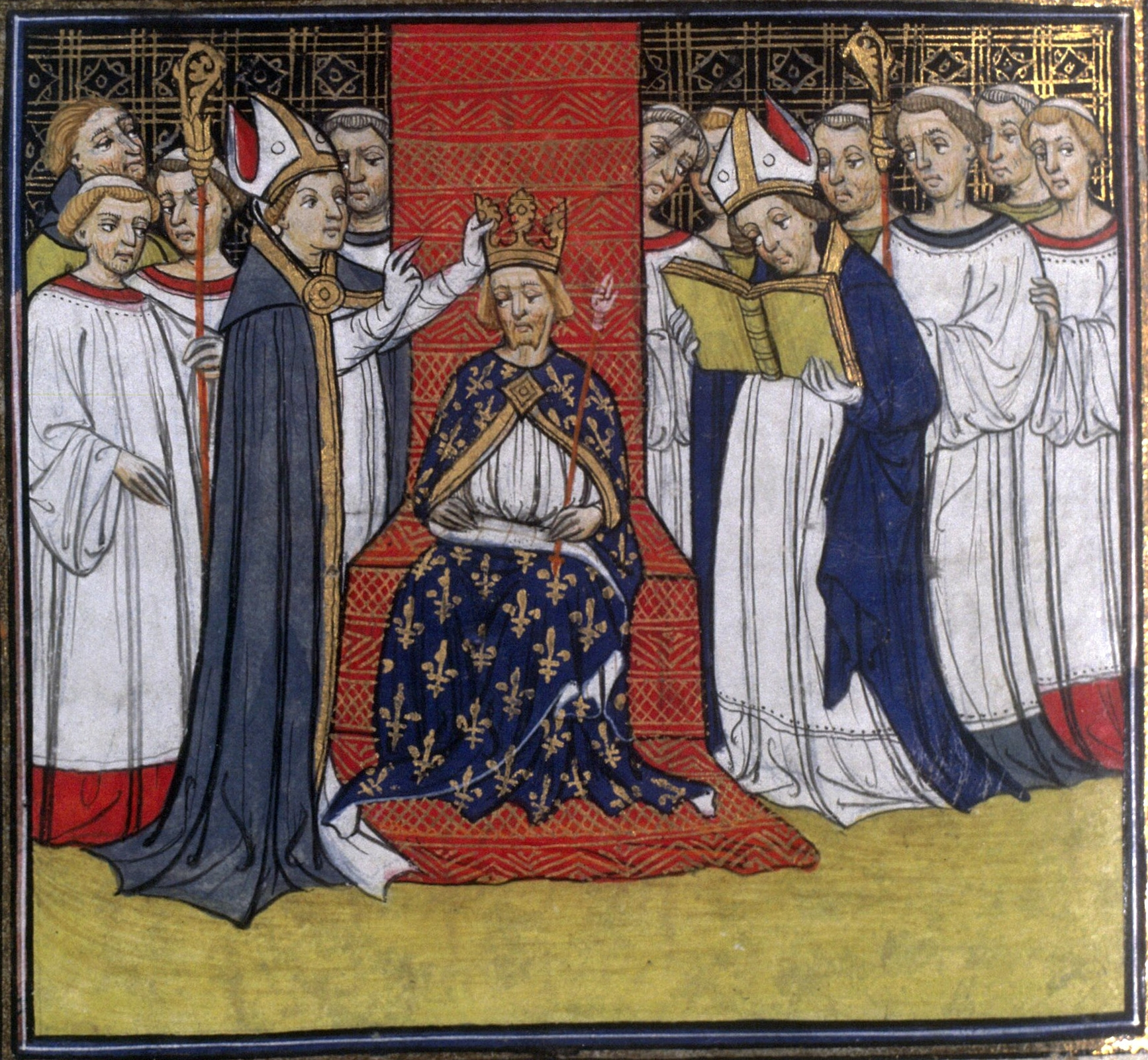
1271: Krönung Philipps III.

- 1271: Der französische König Philipp III. wird in der Kathedrale von Reims gekrönt. Die Krönungsprozession führt an ihrer Spitze erstmals das Schwert Joyeuse Karls des Großen mit, was eine Tradition begründet.
- 1326: Gerhard III. lässt sich vom dänischen König Waldemar III. – dessen Onkel und Vormund er ist – mit dem Herzogtum Schleswig belehnen. Schleswig und Holstein sind damit erstmals unter einem Herrscher vereinigt.
- 1373: Im Vertrag von Fürstenwalde erhält Kaiser Karl IV. die Mark Brandenburg vom Markgrafen Otto V. Das Haus Wittelsbach erhält im Gegenzug 500.000 Gulden sowie einige Städte und Schlösser in der Oberpfalz aus kaiserlichem Besitz.
- 1416: Heinrich V. von England und der römisch-deutsche König Sigismund schließen in Canterbury einen gegen Frankreich gerichteten Bündnisvertrag.
- 1461: Das griechische Reich von Trapezunt an der südöstlichen Schwarzmeerküste kapituliert vor den osmanischen Truppen.
- 1511: Der spanische Eroberer Diego Velázquez de Cuéllar gründet auf Kuba die Siedlung Baracoa, die sich zur ersten Hauptstadt entwickelt.
- 1511: Portugiesische Truppen unter ihrem Anführer Afonso de Albuquerque erobern nach 40-tägiger Belagerung das malayische Malakka.
- 1519: Der spanische Konquistador Pedro Arias Dávila gründet den Ort Panama-Stadt.
- 1537: Juan de Salazar und Gonzalo de Mendoza gründen an der Mündung des Río Pilcomayo in den Río Paraguay die Stadt Asunción, die spätere Hauptstadt Paraguays.

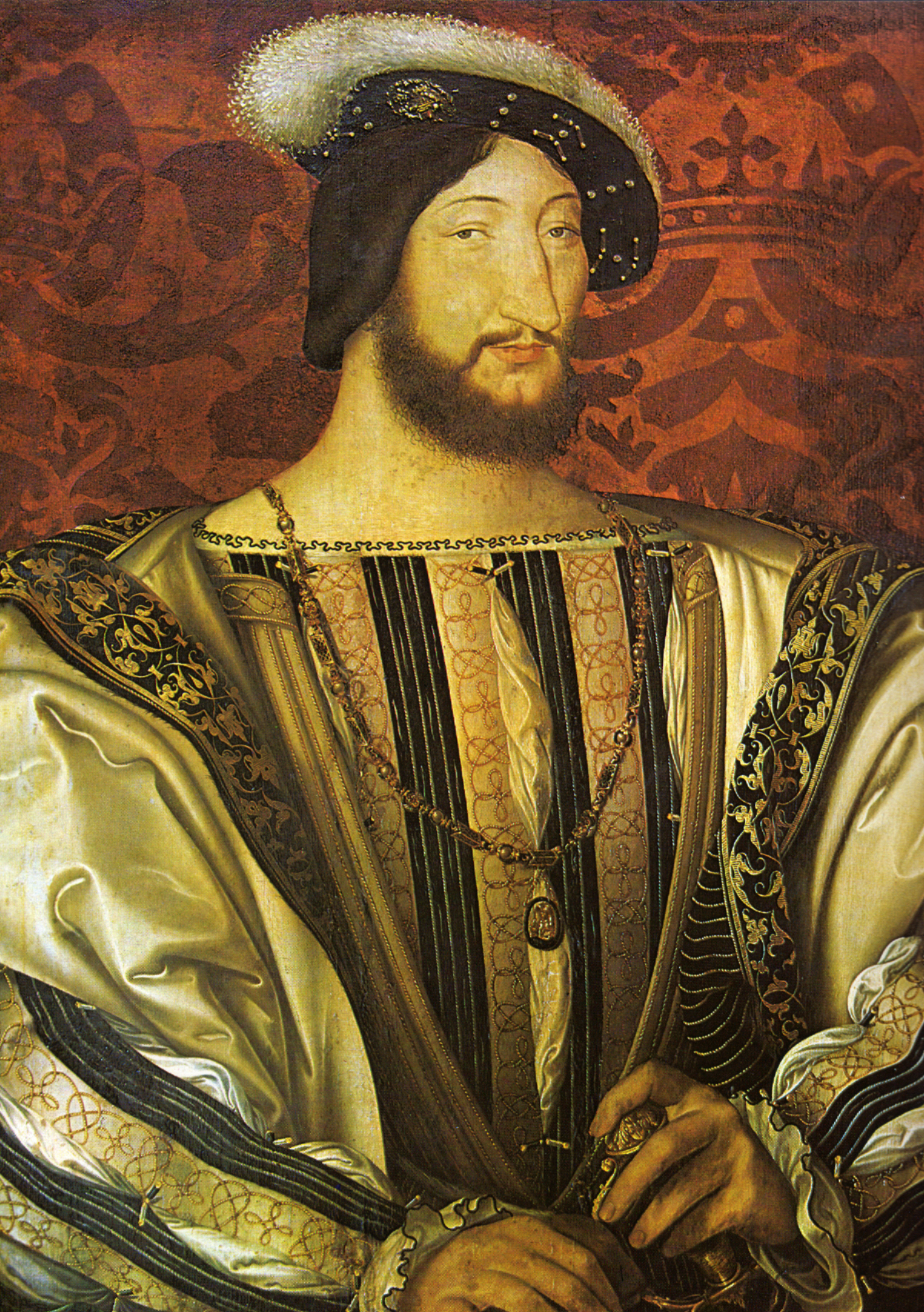
1539: Franz I.

- 1539: König Franz I. legt im Edikt von Villers-Cotterêts fest, dass nur noch die französische Sprache in Urkunden und in der Verwaltung anzuwenden ist, Latein wird in Frankreich in Rechtssachen abgeschafft.
- 1599: Bei der Schlacht am Curlew Pass während des Neunjährigen Krieges gewinnen die irischen Rebellen gegen die englischen Truppen.
- 1620: Die beiden Segelschiffe Mayflower und Speedwell verlassen den Hafen von Southampton auf dem Weg nach Amerika, müssen jedoch nach ein paar Tagen in Dartmouth anlegen, weil die Speedwell leckt.
- 1649: Oliver Cromwell landet mit einem Heer in Irland, um einen Aufstand katholischer Royalisten zu bekämpfen.
- 1684: Im Waffenstillstand von Regensburg vereinbaren Kaiser Leopold I. und Reich mit Frankreichs König Ludwig XIV. eine Waffenruhe an der Westgrenze. Frankreich wird das von ihm in Reunionen annektierte Reichsgebiet auf die Dauer von 20 Jahren überlassen.

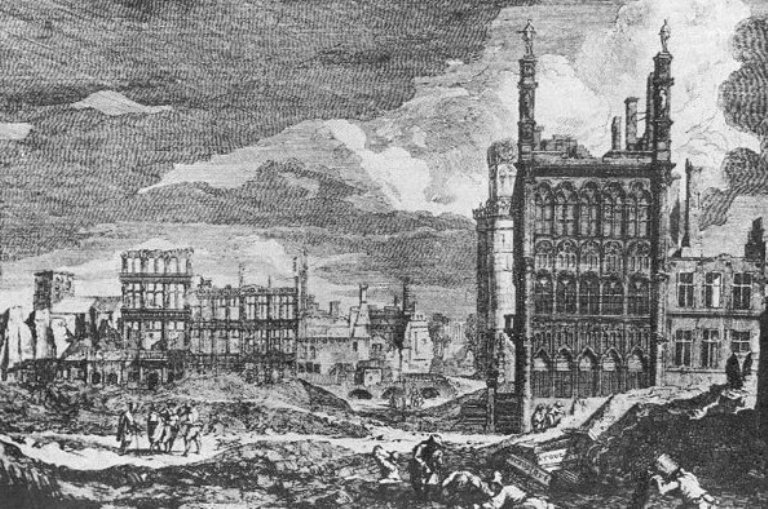
1695: Ruinen am Großen Markt in Brüssel

- 1695: Ein dreitägiger Beschuss der Stadt Brüssel während des Pfälzischen Erbfolgekriegs durch die französische Armee unter dem Befehl von François de Neufville, duc de Villeroy endet. Ausbrechende Feuer in diesen Tagen tragen mit dazu bei, dass ein Drittel der Stadt zerstört wird.
- 1744: Friedrich der Große tritt im Bündnis mit Frankreich erneut in den Österreichischen Erbfolgekrieg ein, was in der deutschen Geschichtsschreibung als „Zweiter Schlesischer Krieg“ gegen Österreich eingeht.

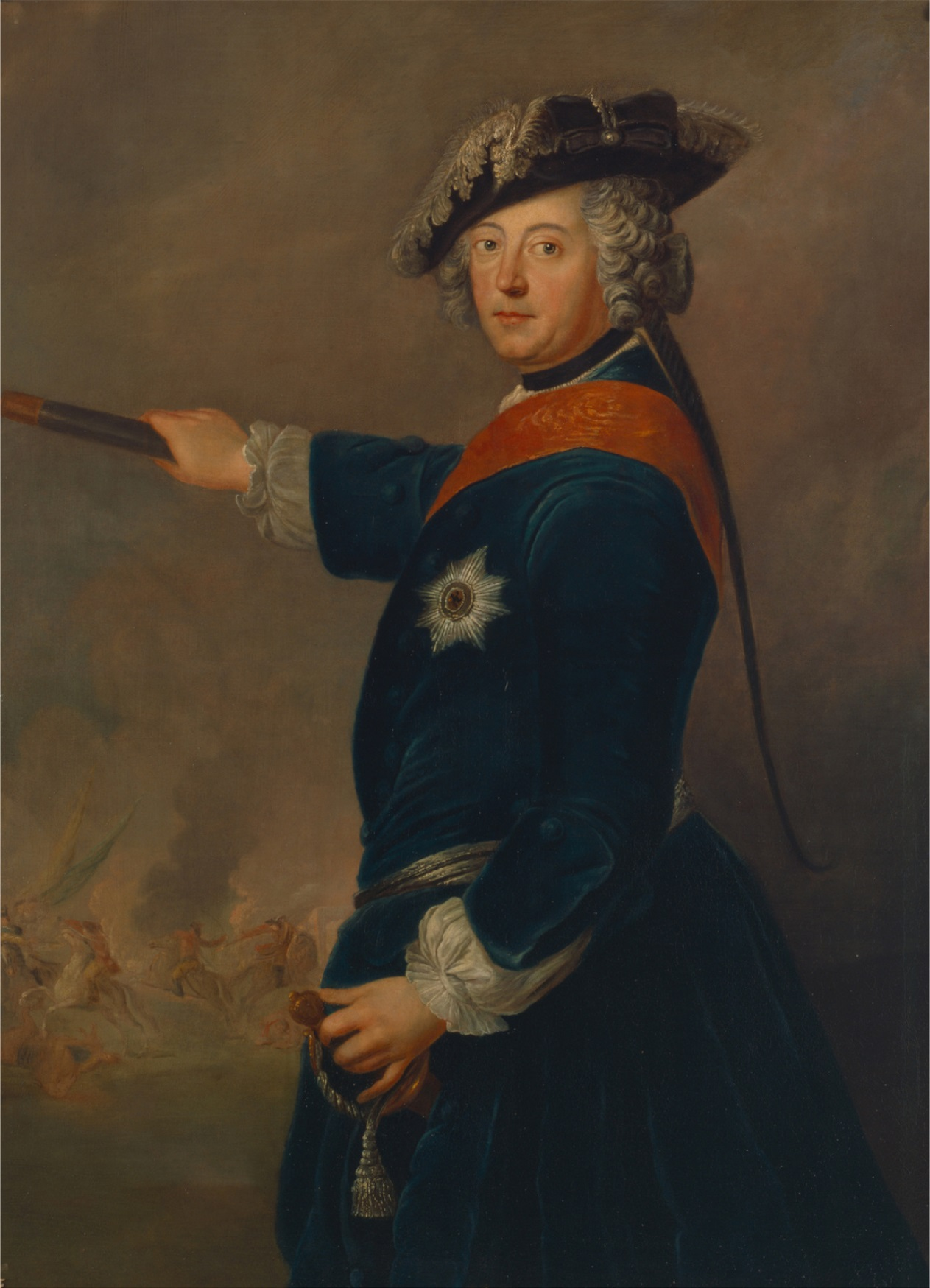
1744/1760: Friedrich der Große

- 1760: Friedrich der Große kann in der Schlacht bei Liegnitz während des Siebenjährigen Krieges der Einkreisung durch doppelt so starke österreichische Truppen knapp entgehen.
- 1761: Der Siebenjährige Krieg bewirkt den Abschluss des bourbonischen Hausvertrages zwischen den Dynastien in Frankreich und Spanien. Beide Seiten sichern sich ihren territorialen Besitzstand zu und verabreden gegenseitige Hilfe im Kriegsfalle.
- 1785: Mit der Verhaftung von Kardinal Rohan auf Veranlassung König Ludwigs XVI. wird die Halsbandaffäre öffentlich.

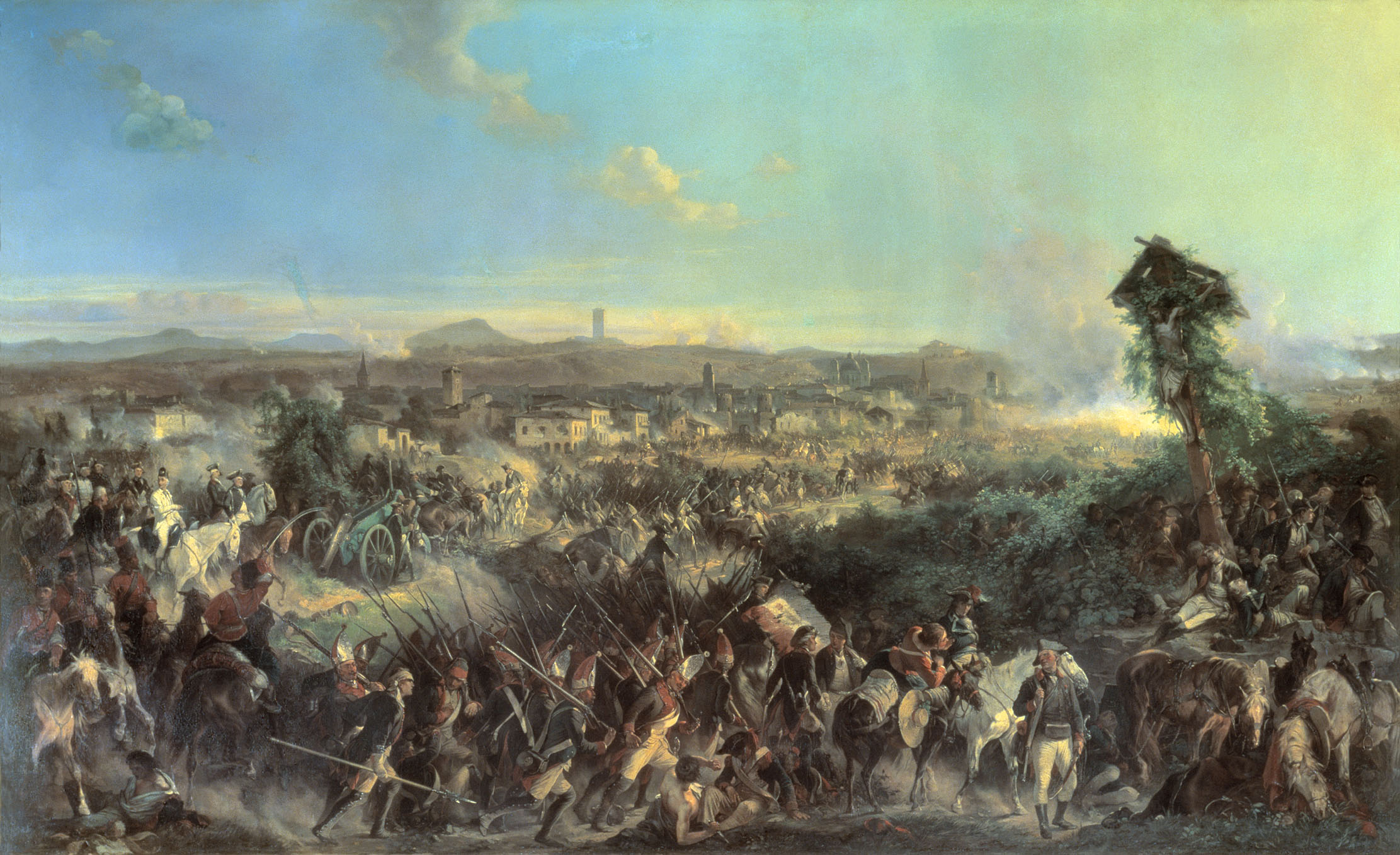
1799: Schlacht bei Novi

- 1799: In der Schlacht bei Novi siegt während des Zweiten Koalitionskriegs die russisch-österreichische Streitmacht über die französischen Truppen.
- 1836: Eine bolivianische Armee unter General Andrés de Santa Cruz marschiert in Perus Hauptstadt Lima ein. Die anschließende Bildung einer Konföderation wird zum Anlass für den Peruanisch-Bolivianischen Konföderationskrieg.
- 1888: In dem von der Deutsch-Ostafrikanischen Gesellschaft vom Sultan von Sansibar gepachteten Küstenbereich Ostafrikas beginnt der Araberaufstand, der das Eingreifen von regulären Truppen des Deutschen Reichs erforderlich macht und damit zur Gründung der Kolonie Deutsch-Ostafrika führt.
- 1912: Eduardo Schaerer wird Staats- und Regierungschef Paraguays. Ihm gelingt es, die innenpolitische Lage zu stabilisieren und den Aufbau der brachliegenden Wirtschaft einzuleiten.
- 1936: In Steinhöring (Oberbayern) wird Hochland, das erste Lebensborn-Heim eröffnet.
- 1940: Im Vorfeld des Griechisch-Italienischen Krieges torpediert das italienische U-Boot Delfino im Hafen von Tinos in der Ägäis den griechischen Kreuzer Elli, wobei neun Menschen ums Leben kommen.
- 1944: Die Alliierten des Zweiten Weltkriegs landen im Zuge der Operation Dragoon (auch Anvil) an der Mittelmeerküste in Südfrankreich. Sie können ohne größeren Widerstand an der Deutschen Westfront schnell ins Landesinnere vordringen.

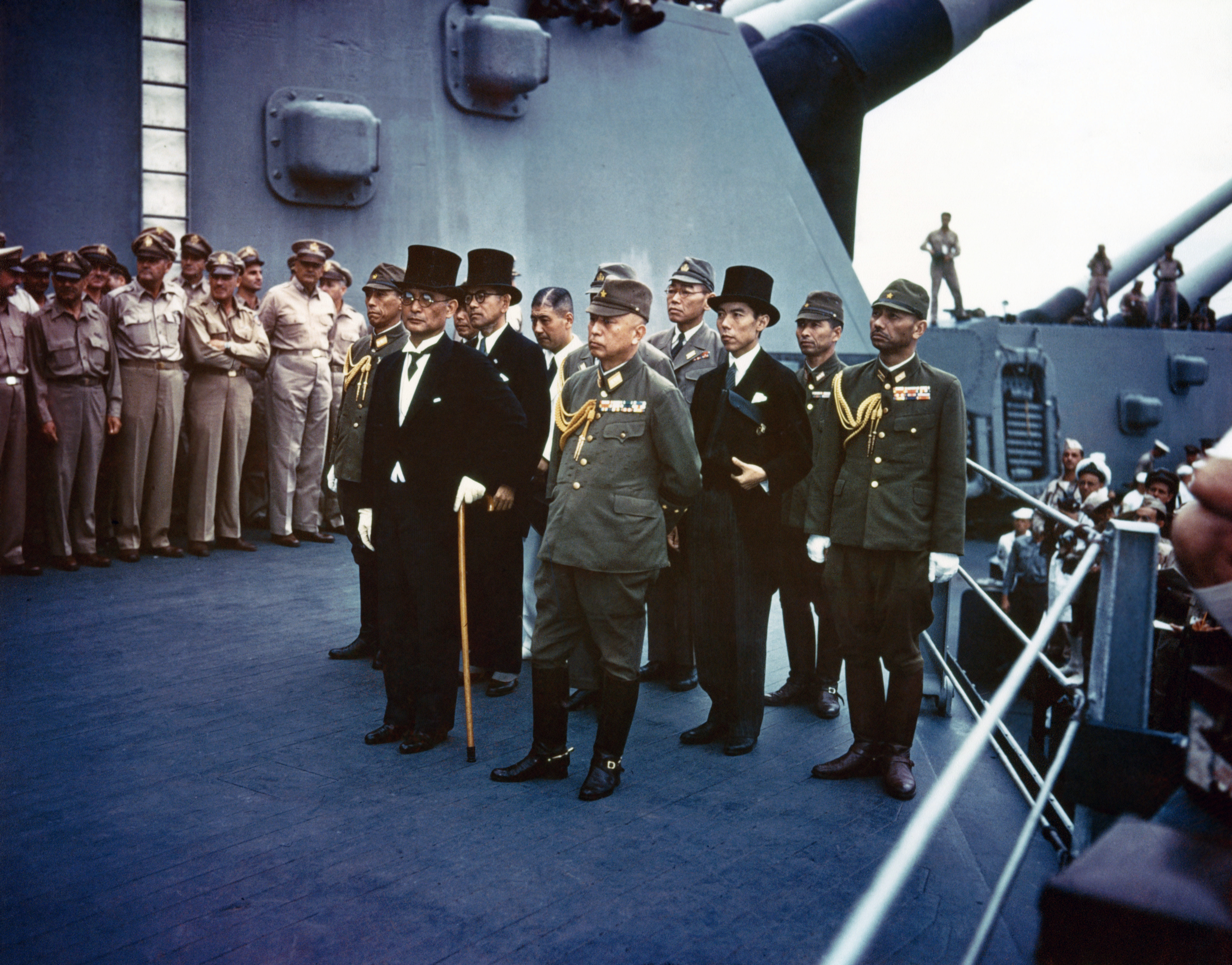
1945: Japanische Delegierte zur Kapitulationsunterzeichnung

- 1945: Kaiser Hirohito verkündet die bedingungslose Kapitulation Japans. Korea erlangt seine Unabhängigkeit zurück.
- 1947: Der Mountbattenplan tritt in Kraft, mit dem die britische Kolonialherrschaft in Indien endet. Gegen den Widerstand Gandhis und Nehrus wird die ehemalige Kolonie in die Dominions Indien und Pakistan geteilt.

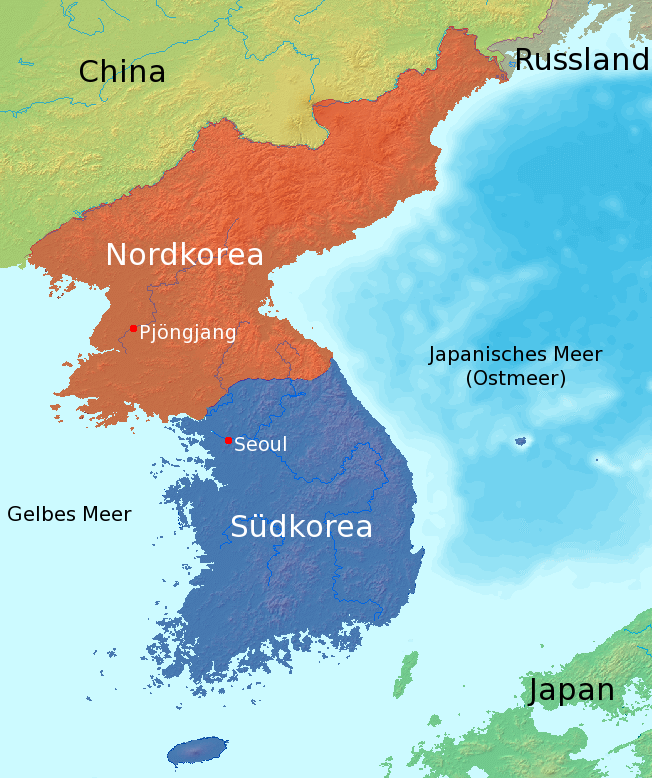
1948: Das geteilte Korea

- 1948: Die Republik Korea wird gegründet.
- 1960: Die Republik Kongo mit der Hauptstadt Brazzaville und Fulbert Youlou als erstem Staatspräsidenten erlangt ihre volle Unabhängigkeit von Frankreich.
- 1961: Während der Bewachung der noch im Bau befindlichen Berliner Mauer flieht der Volkspolizist Conrad Schumann mit einem Sprung über den Stacheldraht in den Westen. Der Sprung wird von Peter Leibing in einem berühmt gewordenen Foto festgehalten.
- 1965: Nach immer wieder aufflammenden Kämpfen zwischen pro-pakistanischen Mudschahedin und indischen Sicherheitskräften in Kaschmir eskaliert der Kaschmir-Konflikt. Indische Truppen überschreiten von Jammu und Kashmir aus die 1949 nach dem Ersten Indisch-Pakistanischen Krieg festgelegte Waffenstillstandslinie und eröffnen damit den Zweiten Indisch-Pakistanischen Krieg.
- 1971: Das ehemalige Protektorat Bahrain erhält seine Unabhängigkeit von Großbritannien.

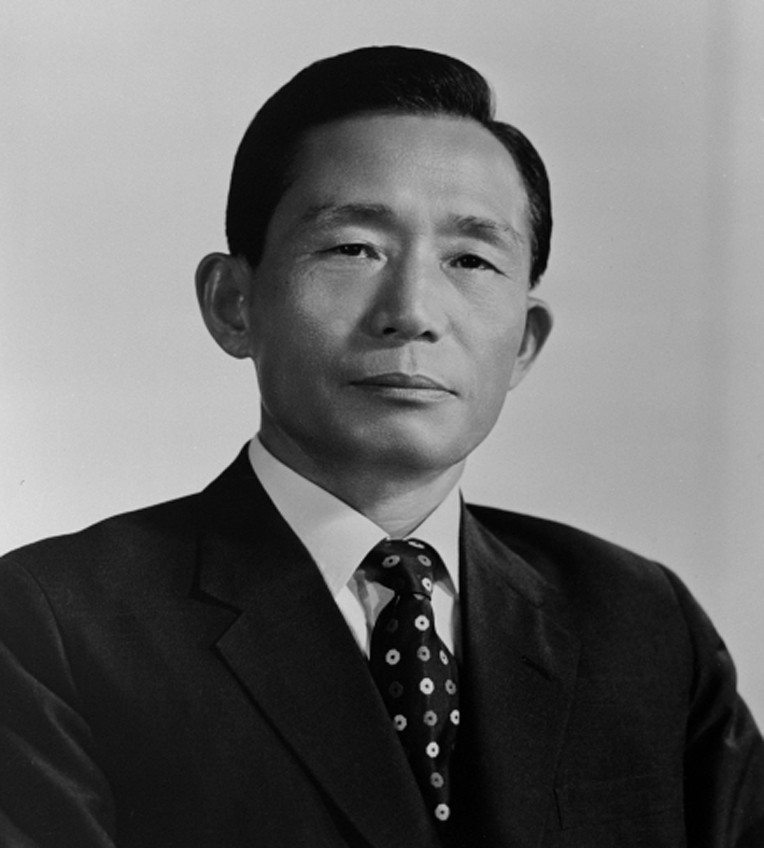
1974: Park Chung-hee

- 1974: Yuk Young-Soo, die First Lady Südkoreas wird bei einem Attentat auf den Präsidenten Park Chung-Hee tödlich verletzt.
- 1975: Bei einem Militärputsch wird Bangladeschs Premierminister Mujibur Rahman mitsamt seiner Familie getötet.
- 1984: Die Arbeiterpartei Kurdistans (PKK) gibt die Gründung ihres militärischen Armes Befreiungskräfte Kurdistans (HRK) bekannt, der am gleichen Tag zwei Kleinstädte im kurdischen Teil der Türkei besetzt.
- 1985: Der südafrikanische Präsident Pieter Willem Botha hält in Durban eine als Rubikon-Rede bekanntgewordene Ansprache, in deren Folge sich sowohl die wirtschaftliche und soziale Situation Südafrikas als auch die internationalen Beziehungen des Landes deutlich verschlechtern.
- 1986: Peru wird vom Internationalen Währungsfonds (IWF) für kreditunwürdig erklärt.
- 1989: Frederik Willem de Klerk wird südafrikanisches Staatsoberhaupt.
- 1993: In Paraguay endet die Militärdiktatur des General Andrés Rodríguez. Juan Carlos Wasmosy wird erster demokratisch gewählter Präsident des Landes.
- 1995: In São Tomé und Príncipe findet ein Militärputsch gegen Staatspräsident Miguel Trovoada und Premierminister Carlos da Graça statt, der nach wenigen Tagen jedoch durch Verhandlungen beendet wird.
- 1998: Ein Bombenanschlag in Omagh tötet 29 Menschen.

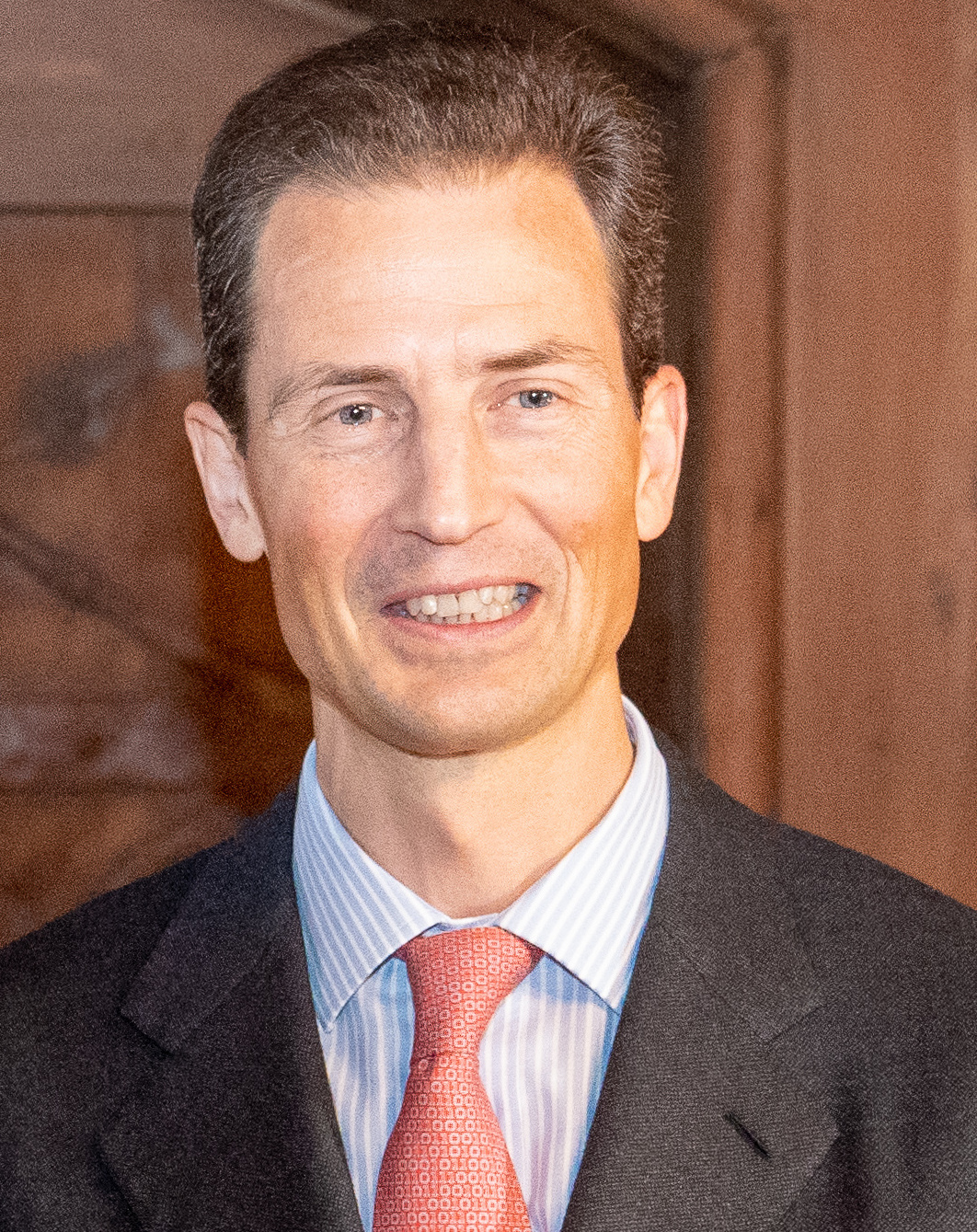
2004: Alois von und zu Liechtenstein

- 2004: Fürst Hans-Adam II. von Liechtenstein übergibt seine Regentschaft an seinen Sohn Alois.
- 2005: Vertreter der indonesischen Regierung und der Bewegung Freies Aceh unterzeichnen in Helsinki ein Abkommen zur Beendigung des Bürgerkriegs in der Provinz Aceh.
- 2014: Mörder der Terrororganisation Islamischer Staat begehen in der irakischen Ortschaft Kocho ein Massaker an den dort lebenden Jesiden. Etwa 600 Männer werden enthauptet, über 1000 Frauen und Kinder anschließend verschleppt.
- 2021: Die Taliban nehmen Kabul kampflos ein.

### Wirtschaft
- 1795: In Frankreich wird das Livre formell durch den Franc ersetzt.
- 1971: Der US-amerikanische Präsident Richard Nixon erklärt in einer Rundfunk- und Fernsehansprache die Konvertibilität des US-Dollars in Gold für beendet.
- 1974: In der Hauptstadt Seoul fährt die erste U-Bahn Südkoreas.
- 1992: Die Videospielkonsole SNES von Nintendo wird in Deutschland veröffentlicht.

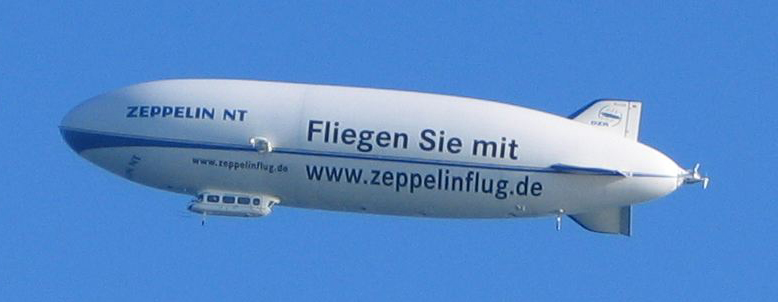
2001: Zeppelin NT

- 2001: Nach über 60 Jahren nimmt ein Zeppelin mit dem Zeppelin NT wieder den Passagierfahrtbetrieb auf.
- 2003: In Deutschland wird das Gesetz zur Bekämpfung des Missbrauchs von Mehrwertdiensterufnummern (Mehrwertdienstegesetz) zum besseren Schutz der Verbraucher u. a. vor Dialern erlassen.

### Wissenschaft und Technik

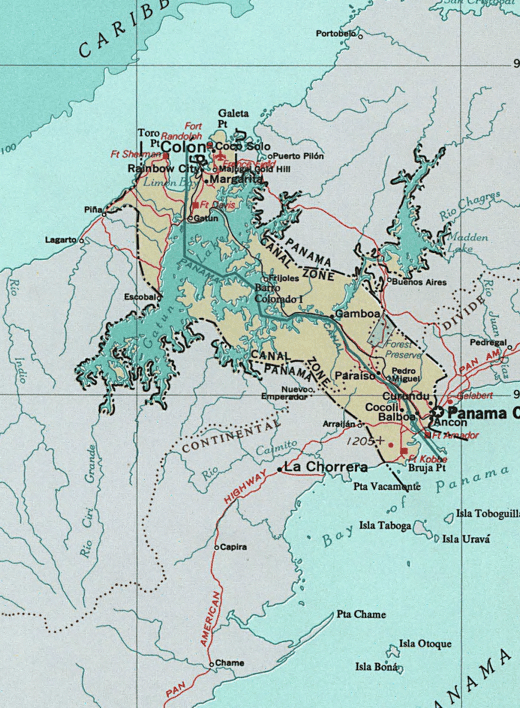
1914: Karte des Panamakanals

- 1914: Der Panamakanal wird für den Schiffsverkehr geöffnet. Eine offizielle Einweihungsfeier unterbleibt wegen des Kriegsausbruchs in Europa.
- 1939: Der russische Astronom Grigori Nikolajewitsch Neuimin entdeckt in Simejis den Hauptgürtel-Asteroiden (2536) Kozyrev.
- 1977: Der Astrophysiker Jerry Ehman empfängt im Rahmen eines SETI-Projekts am Big Ear-Radioteleskop der Ohio State University das so genannte Wow!-Signal.

### Kultur
- 1248: Konrad von Hochstaden legt den Grundstein für den Neubau des Kölner Doms.
- 1483: Die Sixtinische Kapelle wird nach achtjähriger Bauzeit eingeweiht.
- 1806: Der Grundstein für den Pariser Arc de Triomphe de l’Étoile wird gelegt.
- 1843: Der Kopenhagener Tivoli wird eröffnet.
- 1923: In Weimar beginnt die erste Ausstellung des Bauhauses. Das in diesem Zusammenhang errichtete Musterhaus Am Horn veranschaulicht das neue architektonische Denken.
- 1931: Der erste eigene abenfüllende Spielfilm des Komikerpaares Laurel und Hardy, Pardon Us feiert seine Premiere in den USA.
- 1965: Die Beatles spielen im New Yorker Shea Stadium das Livekonzert mit der höchsten Besucherzahl ihrer Karriere.
- 1969: In Bethel im Bundesstaat New York beginnt das dreitägige Woodstock-Festival.
- 1974: Der neu erbaute Toronto Zoo feiert Eröffnung. Der zuvor existierende Riverdale Zoo wird in der Folge aufgegeben und 1978 zur stadteigenen Farm umgestaltet.

### Gesellschaft

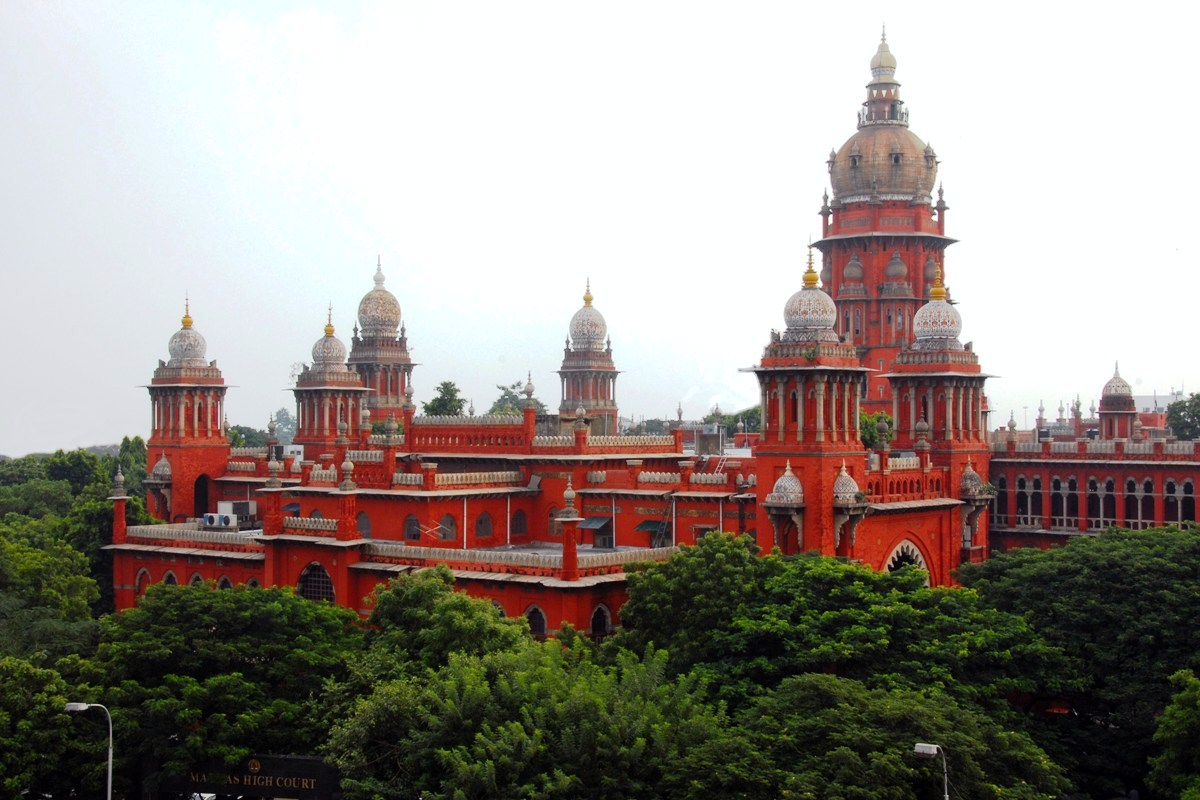
1862: Madras High Court

- 1862: Im südindischen Madras nimmt der auf Grundlage eines Letters Patents von Königin Victoria gegründete Madras High Court seine Tätigkeit auf.
- 1999: In Kolbermoor wird aus rassistischen Gründen der Mosambikaner Carlos Fernando ermordet.
- 2007: In Duisburg werden sechs Italiener von der kalabrischen Mafiaorganisation ’Ndrangheta vermutlich als Racheakt erschossen.

### Religion

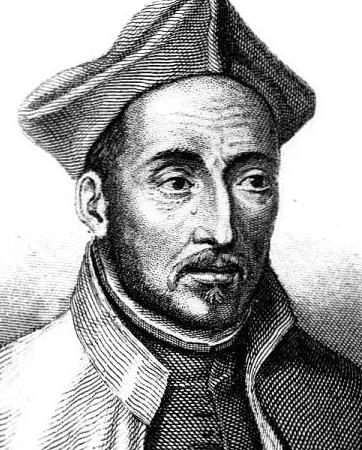
1534: Ignatius von Loyola

- 1534: In Paris legt der Freundeskreis um Ignatius von Loyola ein Gelübde ab, aus dem der Jesuitenorden hervorgehen wird.
- 1549: Der Jesuit Franz Xaver trifft auf der Insel Kyūshū ein und beginnt mit der christlichen Missionierung Japans.
- 1903: Im deutschen Kaiserreich gründet der Indologe Karl Seidenstücker den Buddhistischen Missionsverein für Deutschland. Der Buddhismus in Deutschland erhält damit seine erste Organisation.
- 1929: Papst Pius XI. gründet das Collegium Russicum. Die Absolventen werden als geweihte Priester unter falschem Namen in Gemeinden der Sowjetunion eingesetzt, weil sie dort Repressionen ausgesetzt sind.
- 1967: Papst Paul VI. reorganisiert in der Apostolischen Konstitution Regimini ecclesiae universae die Kurie.
- 2005: In Köln beginnt der XX. Weltjugendtag mit Papst Benedikt XVI. Er dauert bis zum 21. August.

### Katastrophen
- 1950: Ein Erdbeben der Stärke 8,6 im indischen Assam fordert 1530 Menschenleben.
- 1968: Ein Erdbeben auf Celebes fordert etwa 200 Menschenleben.
- 1973: 330 Menschen sterben bei schweren Überschwemmungen in Indien.
- 1976: SAETA-Flug Nr. 232 (Vickers Viscount 785D mit 59 Personen an Bord) geht auf der 309 km langen Route von Quito nach Cuenca verloren. Das Wrack wird erst 26 Jahre später am Chimborazo gefunden.

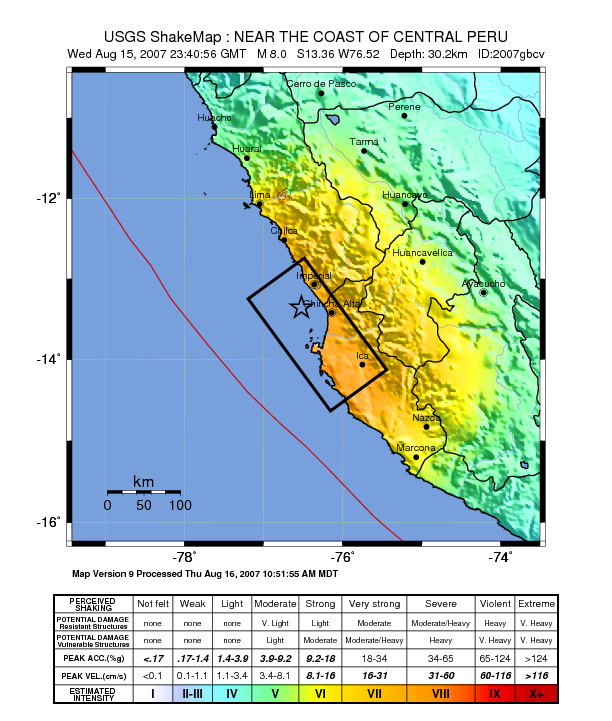
2007: Das Erdbeben in Peru

- 2007: Bei einem Erdbeben der Stärke 8,0 auf der Richterskala vor der Küste von Peru sterben mindestens 450 Menschen. Etwa 1.500 weitere werden verletzt.

Kleinere Unglücksfälle sind in den Unterartikeln von Katastrophe und in der Liste von Katastrophen aufgeführt.

### Sport
- 1857: Der Mönch in den Berner Alpen wird vom Bergführer Christian Almer und drei Begleitern erstmals bestiegen.
- 1905: Zwischen den Fußballnationalmannschaften von Argentinien und Uruguay wird erstmals die Copa Lipton ausgetragen. Bis 1917 findet dieser Wettbewerb jeweils am 15. August statt, danach nur noch einmal (1962), ansonsten an anderen Tagen.

Einträge von Leichtathletik-Weltrekorden befinden sich unter der jeweiligen Disziplin unter Leichtathletik.

## Geboren

### Vor dem 18. Jahrhundert
- 0774: Heizei, Kaiser von Japan
- 1128: Takeda Nobuyoshi, japanischer Politiker
- 1171: Alfons IX., König von León
- 1233: Philipp Benizi, italienischer Generalsuperior der Serviten
- 1250: Matteo I. Visconti, politischer Führer Mailands
- 1402: Humphrey Stafford, 1. Duke of Buckingham, Urenkel des englischen Königs Eduard III.

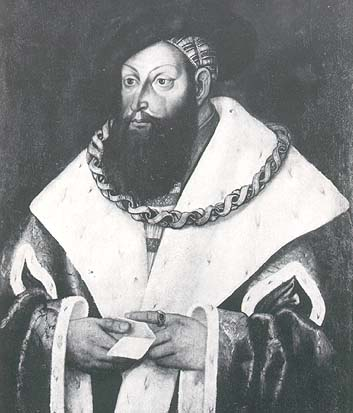
Georg (* 1455)

- 1455: Georg, Herzog von Bayern-Landshut
- 1468: Philipp von Solms-Lich, kaiserlicher und kurfürstlicher Rat, Graf von Solms zu Lich
- 1488: Fernando Kolumbus, spanischer Seefahrer
- 1507: Georg III., Fürst von Anhalt-Plötzkau sowie Priester und treibende Kraft der Reformation
- 1513: Georg Cassander, deutscher Theologe und Humanist
- 1524: Michael Teuber, deutscher Jurist, Professor und Verfassungsgeber
- 1536: Johann Münch, deutscher Rechtswissenschaftler
- 1561: Sebastián Aguilera de Heredia, spanischer Organist und Komponist (Taufdatum)
- 1568: Zdeněk Vojtěch Popel von Lobkowitz, böhmischer Adeliger und Politiker
- 1575: Bartol Kašić, kroatischer Jesuit und Sprachwissenschaftler
- 1581: Jeremias Drexel, deutscher Jesuit und Erbauungsschriftsteller der Gegenreformation
- 1603: Jacob Tappe, deutscher Mediziner
- 1605: Wenceslaus Leszczynski, Bischof von Ermland, Erzbischof von Gnesen und Primas von Polen-Litauen
- 1607: Hermann IV., Landgraf von Hessen-Rotenburg

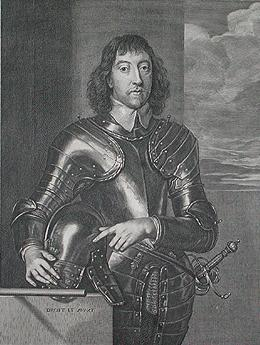
Henry Howard (* 1608)

- 1608: Henry Howard, 22. Earl of Arundel, englischer Adeliger
- 1609: Nicolas Fiva, Mathematiker und der erste Schweizer Jesuit im Fernen Osten
- 1620: John Greene, Vizegouverneur der Colony of Rhode Island and Providence Plantations
- 1633: Christian von Stökken, deutscher Schriftsteller
- 1638: Pieter de Graeff, niederländischer Politiker und Patrizier
- 1653: Johann Friedrich Gleditsch, deutscher Verlagsbuchhändler
- 1674: Johann Heinrich Wedekind, deutscher Porträtmaler in Schweden und Russland
- 1676: Johann Deodat Blumentrost, russischer Mediziner
- 1679: Adam Friedrich Zürner, deutscher Kartograf
- 1682: Annibale Albani, italienischer Kardinal
- 1685: Johann Heel, süddeutscher Maler
- 1685: Jacob Theodor Klein, deutscher Wissenschaftler, Mathematiker und Diplomat
- 1691: Johann Peter Reusch, deutscher Philosoph und lutherischer Theologe

### 18. Jahrhundert
- 1702: Francesco Zuccarelli, italienischer Maler
- 1706: Heinrich Brockes II., deutscher Jurist und Bürgermeister von Lübeck
- 1710: Johann Friedrich Hähn, deutscher Geistlicher und Pädagoge
- 1712: Joseph Karl Truchseß von Waldburg-Zeil-Wurzach, Dompropst in Köln
- 1725: Ferdinando Bertoni, italienischer Organist, Kapellmeister und Komponist

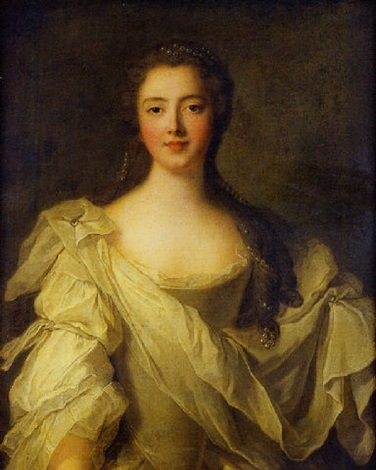
Marie Louise de La Tour d’Auvergne (* 1725)

- 1725: Marie Louise de La Tour d’Auvergne, Erzieherin der Kinder Ludwigs XVI.
- 1726: Karl Anton von Martini, österreichischer Jurist und Rechtsphilosoph
- 1728: Georg Daniel Auberlen, württembergischer Musiker und Komponist
- 1728: Stanislaw Czerniewicz, Generalvikar der Societas Jesu in Russland
- 1730: Karl Georg Lebrecht, Fürst von Anhalt-Köthen
- 1731: Georg Friedrich Kordenbusch von Buschenau, deutscher Mediziner und Astronom

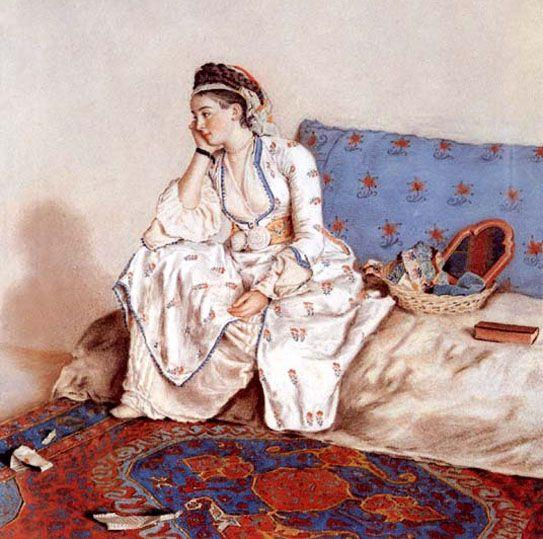
Maria Conventry (* 1732)

- 1732: Maria Coventry, Countess of Coventry, britische Aristokratin
- 1735: Friedrich Albrecht, Fürst von Anhalt-Bernburg
- 1736: Johann Christoph Kellner, deutscher Komponist und Organist
- 1738: Joachim Christoph Bracke, deutscher evangelisch-lutherischer Geistlicher

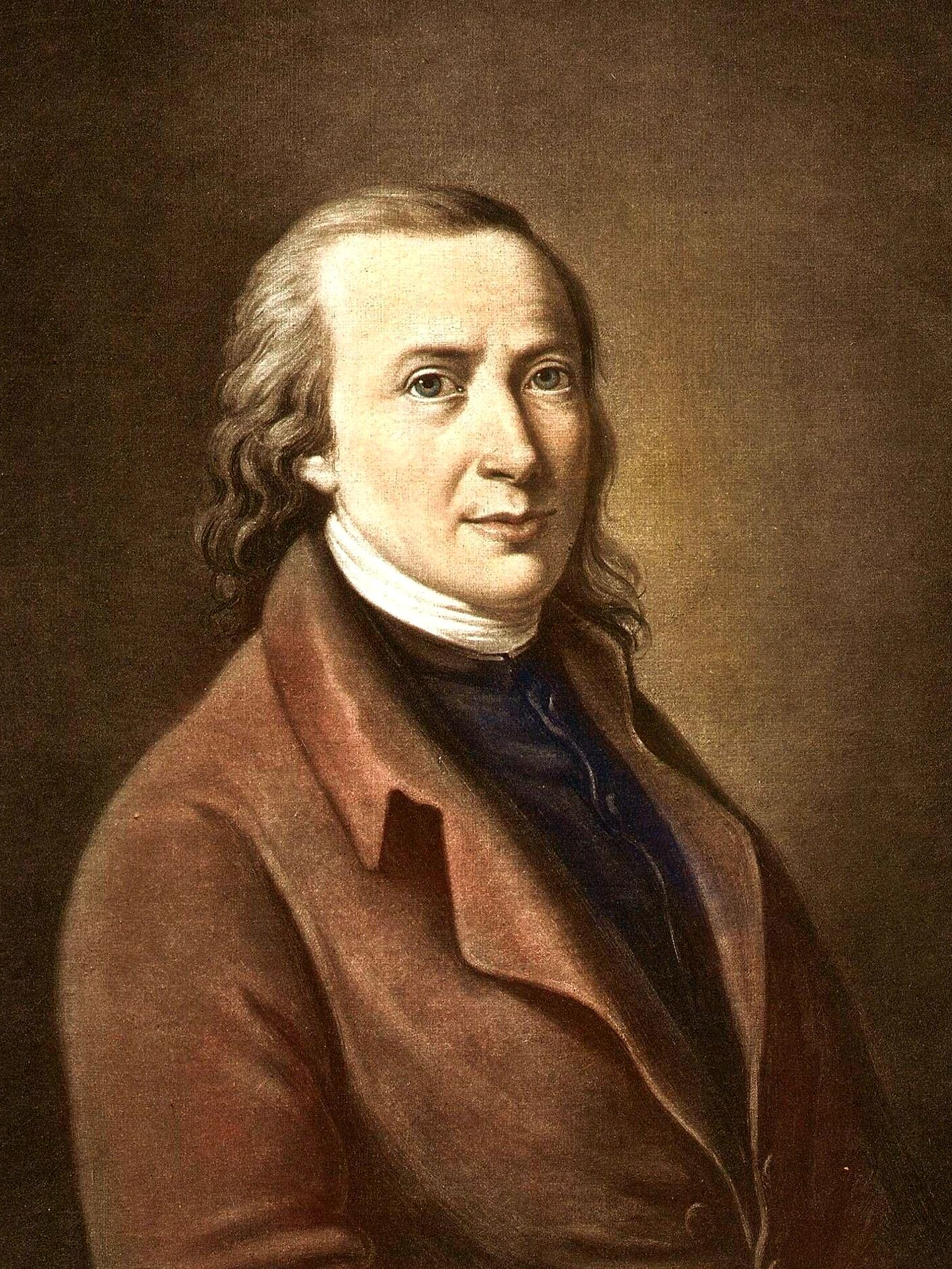
Matthias Claudius (* 1740)

- 1740: Matthias Claudius, deutscher Dichter und Journalist
- 1743: Thomas Henderson, US-amerikanischer Politiker
- 1744: Conrad Moench, deutscher Pharmazeut, Chemiker und Botaniker
- 1759: Jacques Augustin, französischer Maler
- 1762: Johann Otto Thieß, deutscher lutherischer Theologe
- 1763: Ernst Friedrich Ferdinand Robert, deutscher Maler und Hochschullehrer
- 1767: Peter Mayr, Tiroler Freiheitskämpfer
- 1768: Christoph von Schmid, deutscher Dichter und Jugendbuchautor

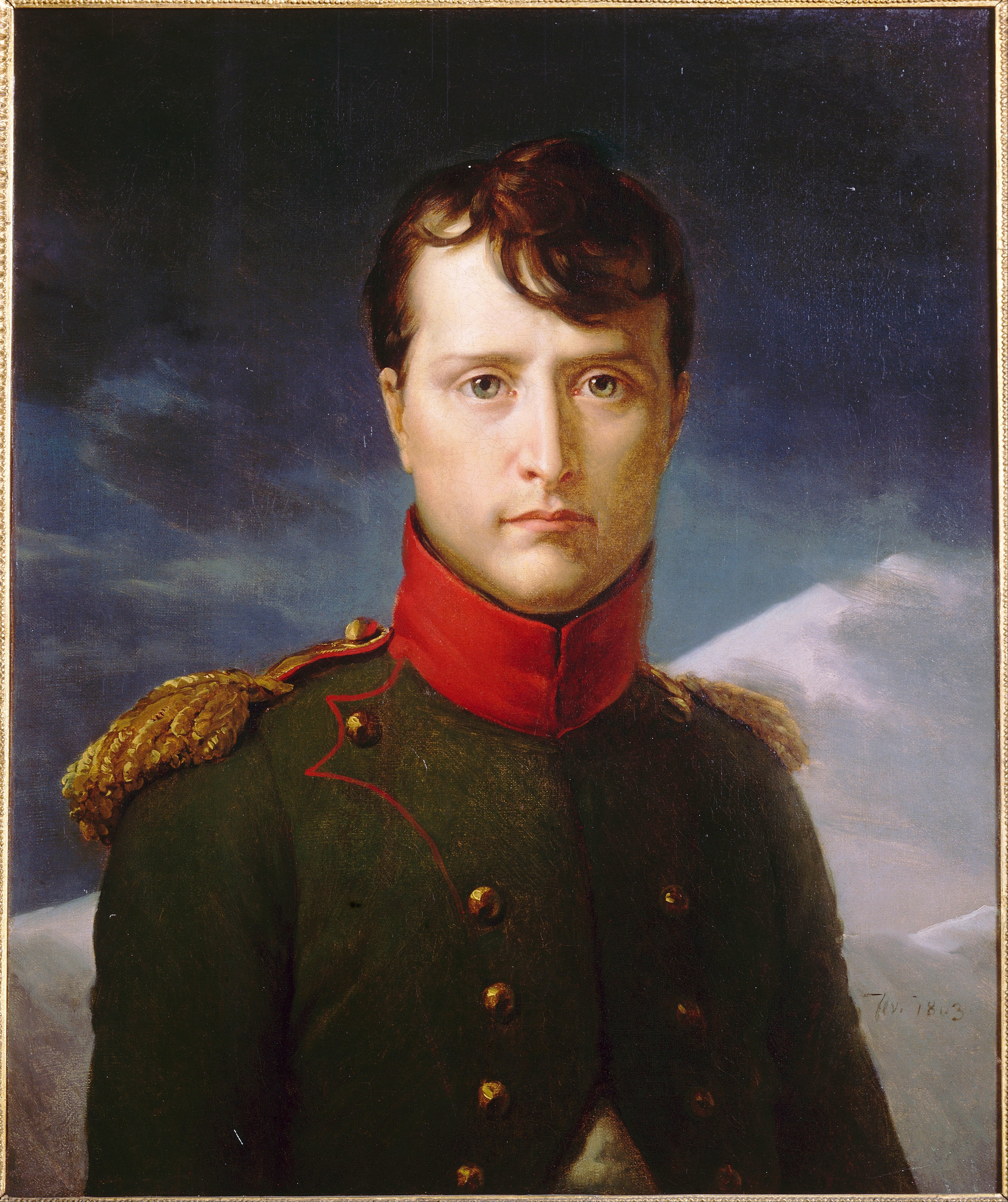
Napoléon Bonaparte (* 1769)

- 1769: Napoleon Bonaparte, französischer General, Staatsmann und Kaiser
- 1769: Johann Philipp von Ladenberg, preußischer Finanzbeamter, Berliner Ehrenbürger
- 1771: Walter Scott, britischer Dichter und Schriftsteller aus Schottland
- 1772: Johann Nepomuk Mälzel, deutscher Erfinder und Mechaniker
- 1775: Karl Franz Anton von Schreibers, österreichischer Naturwissenschaftler
- 1776: Ignaz von Seyfried, österreichischer Komponist
- 1776: Sophie Brentano, Schwester von Clemens Brentano
- 1777: Isaak Altmann, Bremer Landschaftsgärtner
- 1779: Joseph Widmer, Schweizer römisch-katholischer Theologe und Hochschullehrer
- 1784: Pierre-Auguste-Louis Blondeau, französischer Komponist und Musikwissenschaftler
- 1785: Thomas De Quincey, britischer Schriftsteller, Essayist und Journalist
- 1787: Alexander Alexandrowitsch Aljabjew, russischer Komponist
- 1792: Francesco Scalini, österreichischer Ingenieur und Politiker

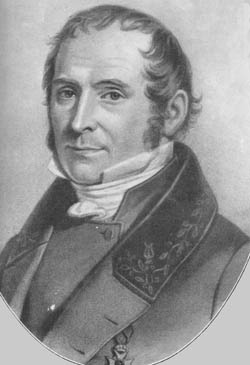
Elias Magnus Fries (* 1794)

- 1794: Elias Magnus Fries, schwedischer Botaniker
- 1795: Aaron V. Brown, US-amerikanischer Politiker
- 1796: John Torrey, nordamerikanischer Botaniker
- 1797: Hans Ferdinand Maßmann, deutscher Pädagoge
- 1798: W. O. von Horn, deutscher Schriftsteller
- 1798: Henry Labouchère, 1. Baron Taunton, britischer Staatsmann
- 1799: Wilhelm Achtermann, deutscher Bildhauer
- 1800: Paul Massot, französischer Politiker, Arzt und Malakologe

### 19. Jahrhundert

#### 1801–1850

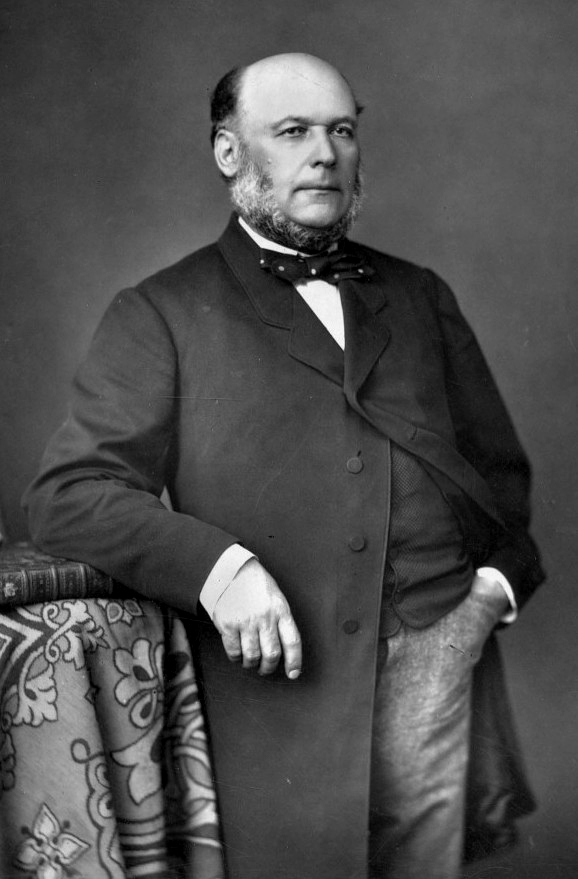
Jules Grévy (* 1807)

- 1807: Jules Grévy, französischer Staatsmann und Politiker
- 1808: Alfred von Reumont, deutscher Staatsmann und Historiker
- 1812: August Feierabend, Schweizer Mediziner und Schriftsteller
- 1812: Wilhelm Pasewaldt, deutscher Kommunalpolitiker
- 1817: James Wilson Henderson, 4. Gouverneur von Texas
- 1820: Johann Georg Baur, deutscher Politiker
- 1820: Adolph von Pfretzschner, deutscher Politiker und bayerischer Landesminister
- 1821: Alfred Bruyas, französischer Kunstsammler und Mäzen
- 1822: Carl Frederik von Blixen-Finecke, schwedischer Gutsbesitzer und dänischer Politiker
- 1822: Wilhelm Rust, deutscher Komponist und Musikwissenschaftler
- 1824: John Chisum, US-amerikanischer Rinderbaron

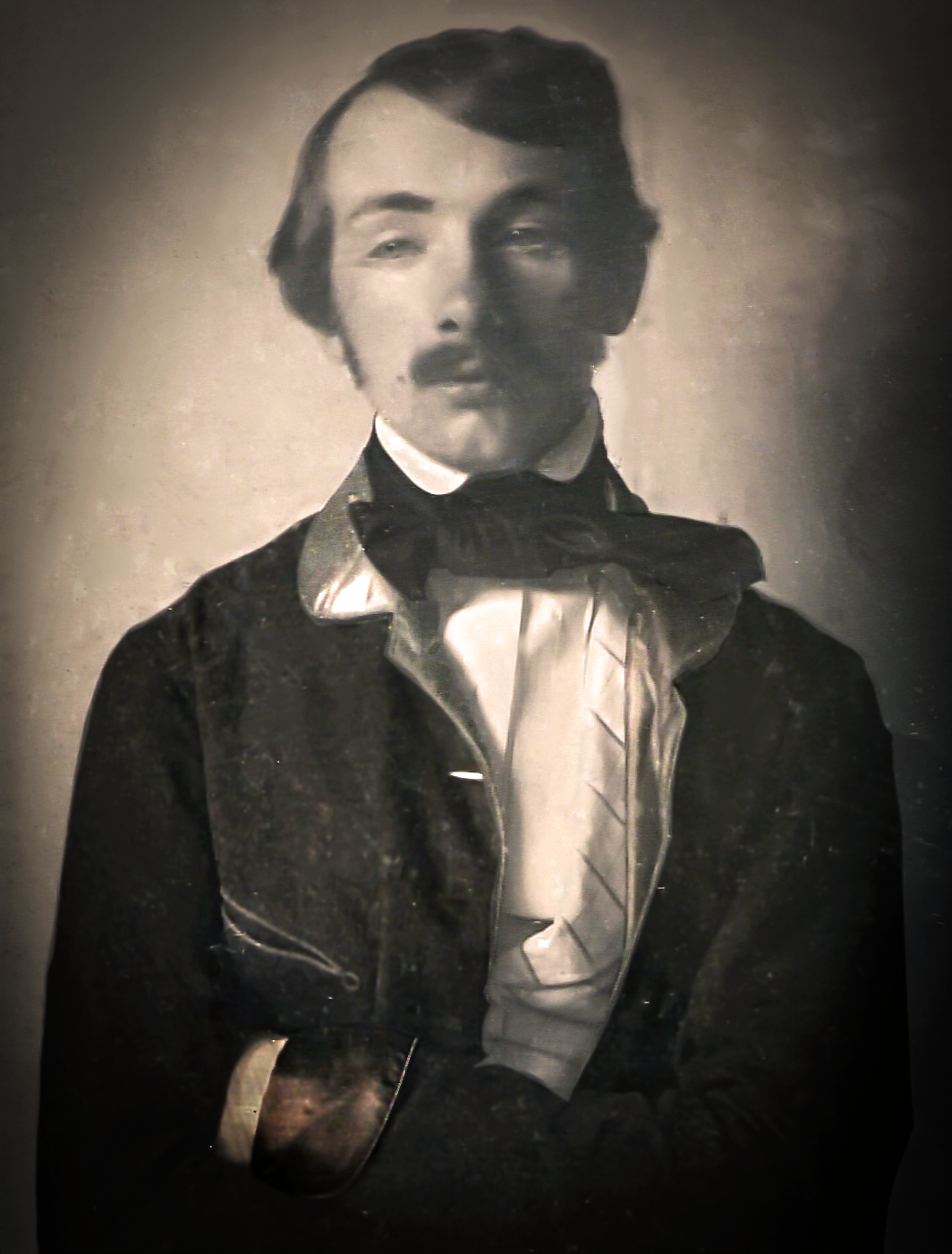
Ludwig II. (* 1824)

- 1824: Ludwig II., Großherzog von Baden
- 1825: Eugène Dandiran, Schweizer evangelischer Geistlicher und Hochschullehrer
- 1825: Eduard de Hartog, niederländischer Musikkritiker, Dirigent und Komponist
- 1827: Ludwig Angerer, österreichischer Fotograf
- 1827: Wilhelm Riefstahl, deutscher Landschaftsmaler
- 1828: Albert de Balleroy, französischer Maler
- 1828: Frank Buchser, Schweizer Maler
- 1830: Mária Lebstück, Offizierin und Freiheitskämpferin in Ungarn
- 1831: Gustav Ipavec, slowenischer Komponist
- 1833: Paul Händler, deutscher Historienmaler

Ernest Blum (* 1836)

- 1836: Ernest Blum, französischer Dramatiker und Librettist
- 1838ː Adèle Garnier, französische Benediktinerin, Ordensgründerin, Klostergründerin und Mystikerin
- 1840: Richard Abé, deutscher Stahlformgießer
- 1844: Mihael Lendovšek, slowenischer Schriftsteller und Theologe
- 1845: Walter Crane, britischer Maler und Illustrator, führender Vertreter der Präraffaeliten
- 1845: Ludwig Rochus Schmidlin, Schweizer römisch-katholischer Geistlicher, Pädagoge und Kirchenhistoriker
- 1848: Albert Bitter, deutscher Bischof in Schweden, Erzbischof
- 1849: Max Jacob, deutscher Architekt
- 1849: Charles Labelle, kanadischer Komponist, Chorleiter, Dirigent und Musikpädagoge

#### 1851–1875
- 1855: Walter Hines Page, US-amerikanischer Journalist, Verleger und Diplomat
- 1857: Albert Ballin, deutscher Reeder
- 1857: Georg Gothein, deutscher Politiker

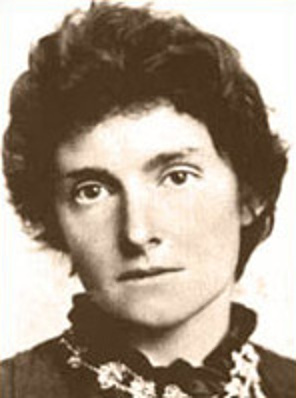
Edith Nesbit (* 1858)

- 1858: Edith Nesbit, britische Kinderbuchautorin

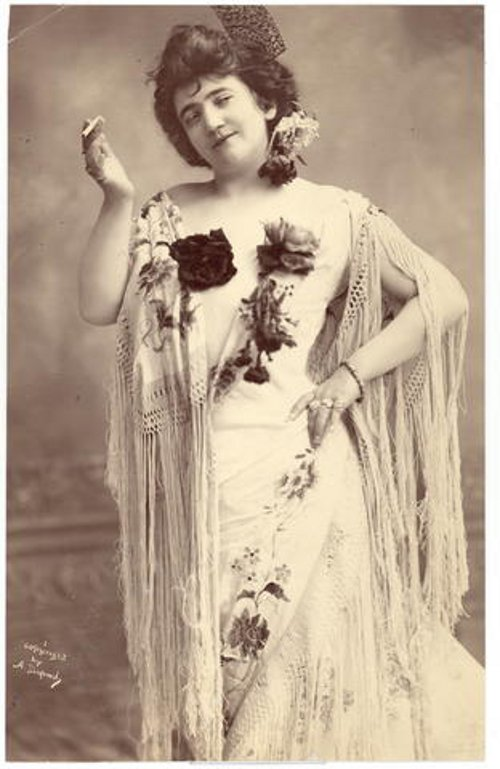
Emma Calvé (* 1858)

- 1858: Emma Calvé, französische Mezzosopranistin
- 1858: Michael Hainisch, österreichischer Sozial- und Wirtschaftspolitiker, Bundespräsident
- 1860: Florence Harding, US-amerikanische First Lady
- 1861ː Henriette Fürth, deutsche Frauenrechtlerin
- 1863: Alexei Nikolajewitsch Krylow, russischer Schiffbauingenieur und Mathematiker
- 1865: Josef Brandl, deutscher Orgelbauer
- 1865: Usui Mikao, japanischer Begründer der alternativmedizinischen Reiki-Lehre
- 1867: Anathon Aall, norwegischer Philosoph
- 1867: Wilhelm von Bismarck, deutscher Politiker
- 1867: Walter Robinow, deutscher Schachfunktionär
- 1868: Jan Welzl, tschechischer Weltenbummler, Erzähler und Schriftsteller
- 1870: Charles Ardant du Picq, französischer Offizier und Militärhistoriker
- 1871: Alfred Fröhlich, österreichischer Pharmakologe
- 1871: Albert Rehm, deutscher Altphilologe
- 1871: Arthur George Tansley, britischer Pflanzenökologe und Geobotaniker

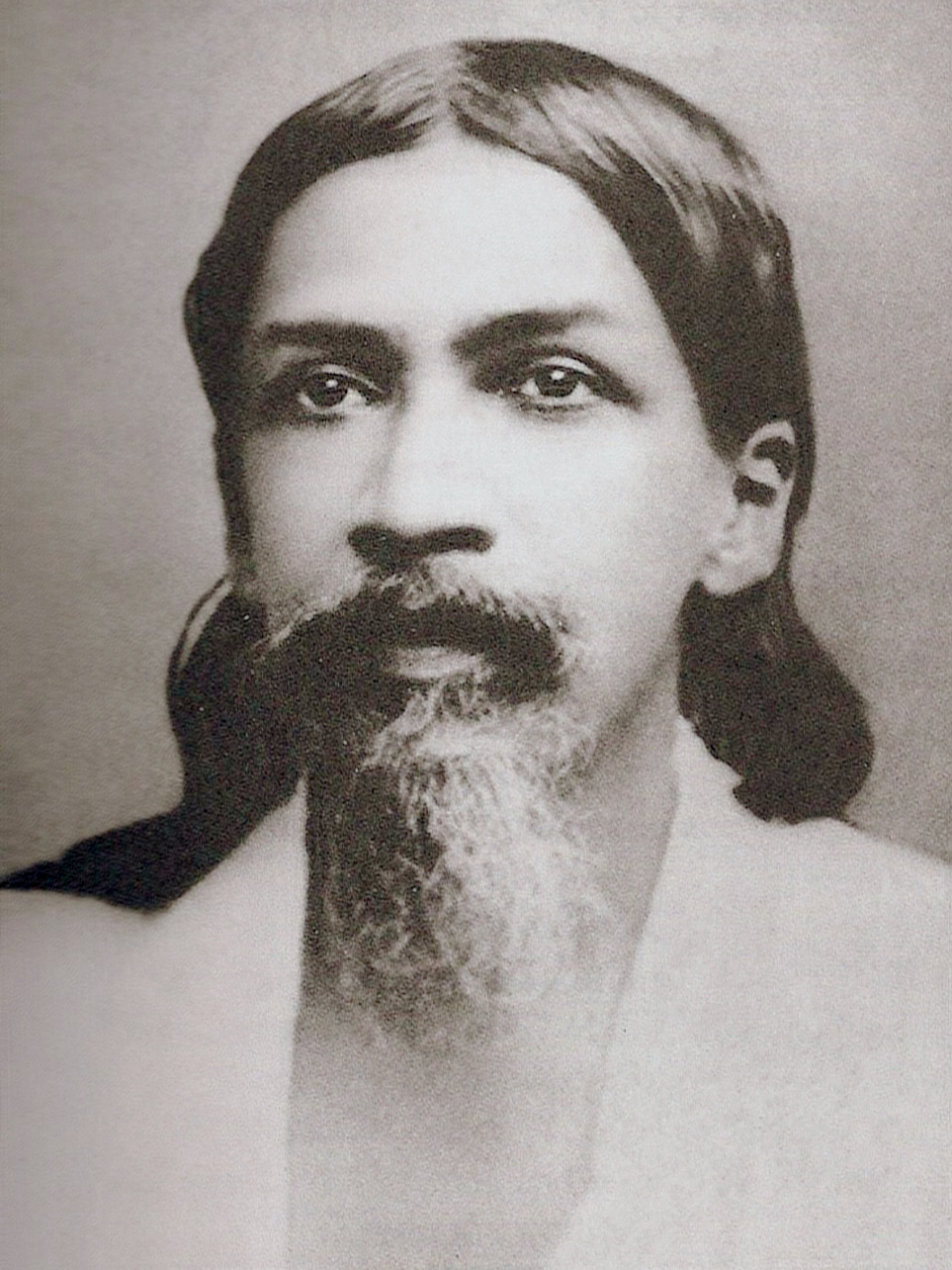
Aurobindo Ghose (* 1872)

- 1872: Aurobindo Ghose, indischer Politiker, Philosoph, Hindu-Mystiker, Yogi und Guru
- 1872: Rubin Goldmark, US-amerikanischer Pianist und Komponist
- 1872: James Vibert, Schweizer Bildhauer
- 1874: Gerard Abraham van Rijnberk, niederländischer Physiologe
- 1875: John Andrew Arthur, australischer Politiker
- 1875: Eduard Kado, deutscher Maler, Zeichner, Bildhauer und Kunstgewerbler

#### 1876–1900
- 1876: Carl Albert Andersen, norwegischer Leichtathlet und Turner
- 1876ː Olga Hatzinger, österreichische Erzählerin und Lyrikerin
- 1876: Wolfgang Pauly, deutsch-rumänischer Komponist im Schach
- 1876ː Hennie Raché, deutsche Schriftstellerin
- 1877: Alberto Ascoli, italienischer Serologe, Hygieniker und physiologischer Chemiker

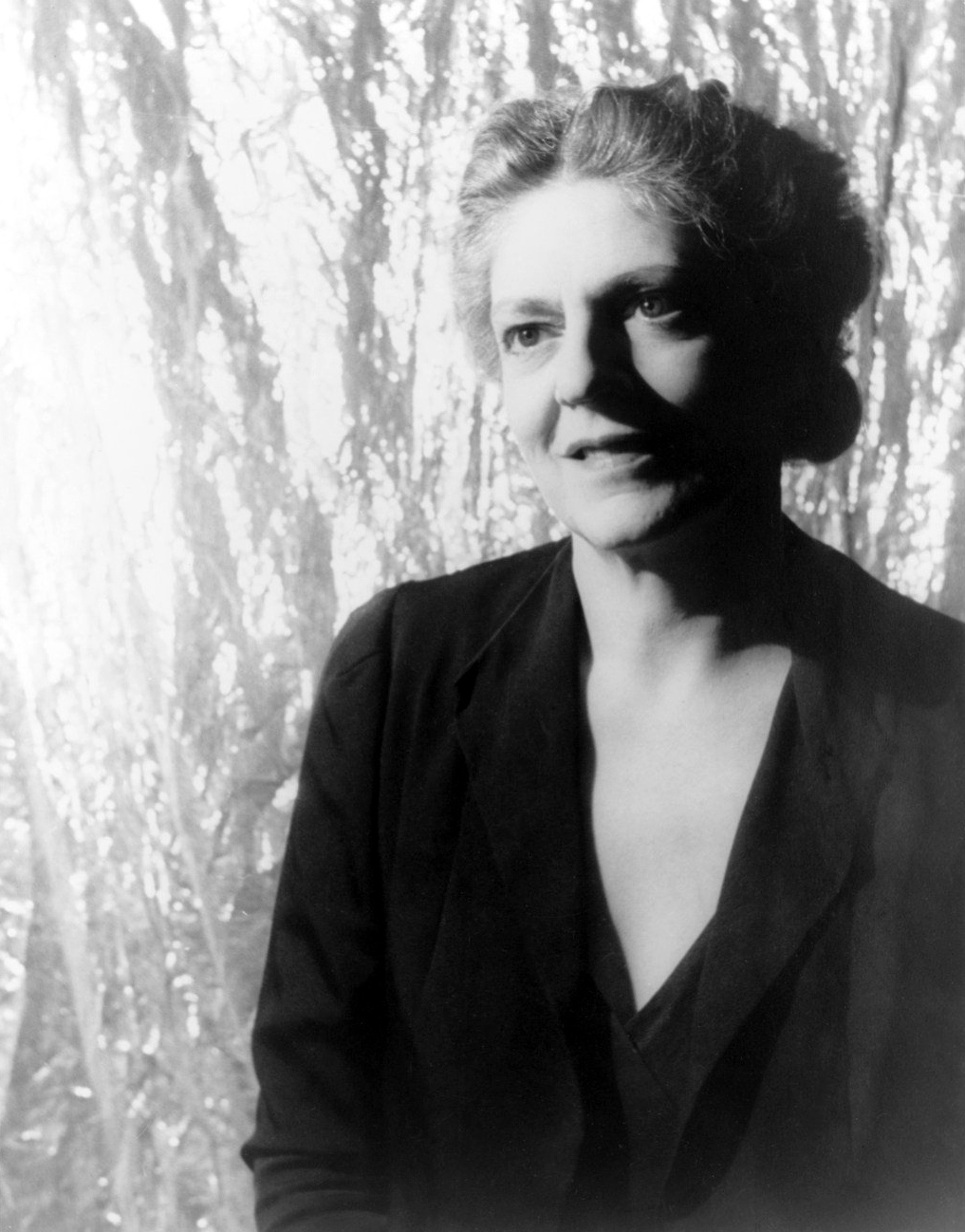
Ethel Barrymore (* 1879)

- 1879: Ethel Barrymore, US-amerikanische Schauspielerin
- 1879: Hugo Ruppe, deutscher Motoren-Konstrukteur
- 1880: Pranas Domšaitis, deutscher Maler
- 1880ː Anna Rüling, deutsche Journalistin und LGBT-Aktivistin
- 1881: Elisabeth Schiemann, deutsche Botanikerin, Widerstandskämpferin, Gerechte unter den Völkern

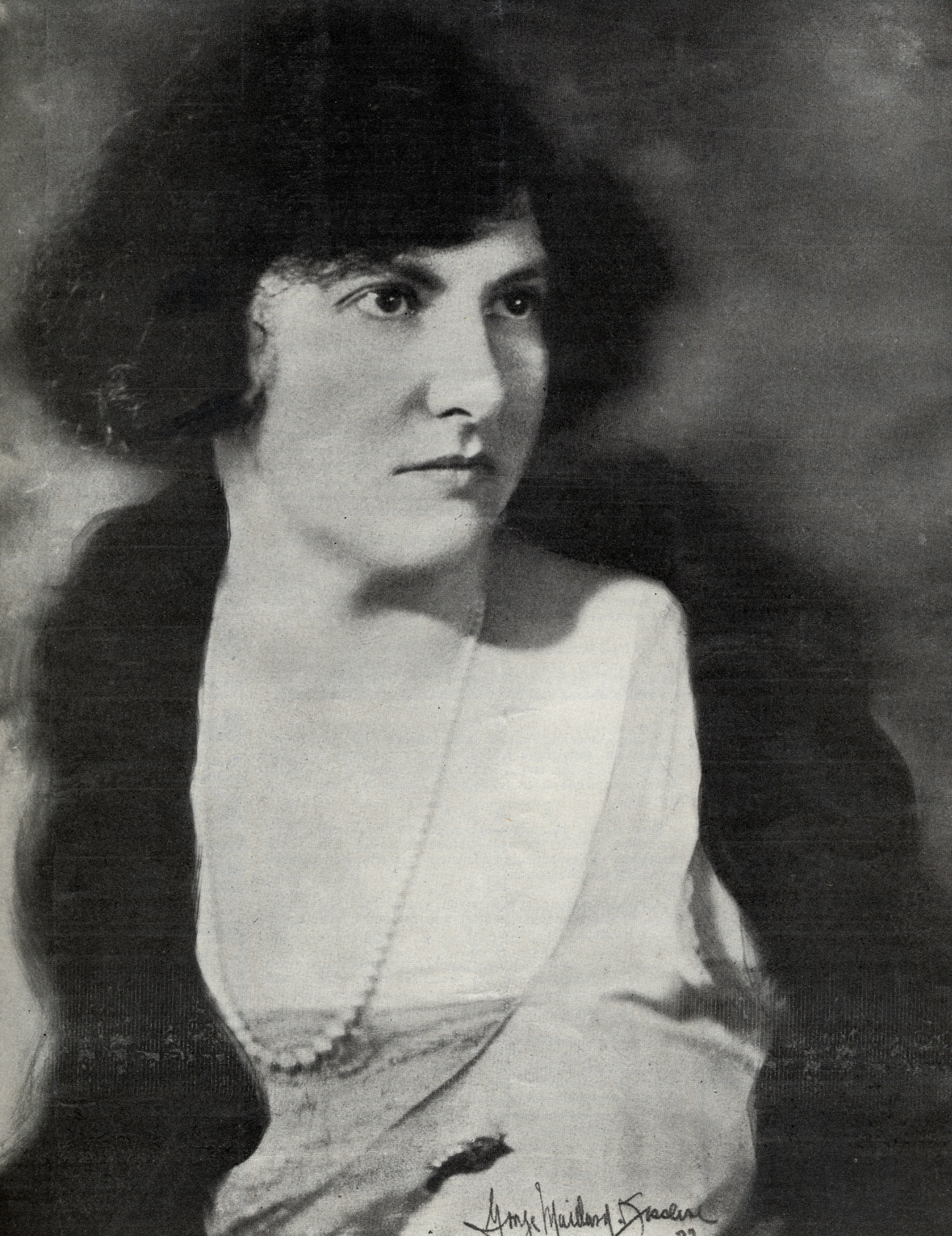
Marion Bauer (* 1882)

- 1882: Marion Bauer, US-amerikanische Komponistin
- 1883: Ivan Meštrović, kroatischer Bildhauer, Architekt und Professor
- 1884: Dietrich Kralik, österreichischer Altgermanist
- 1884: Michael Unterguggenberger, österreichischer Kommunalpolitiker, Bürgermeister von Wörgl
- 1885: Andrei Filippowitsch Paschtschenko, russischer Komponist
- 1885: Edna Ferber, US-amerikanische Schriftstellerin

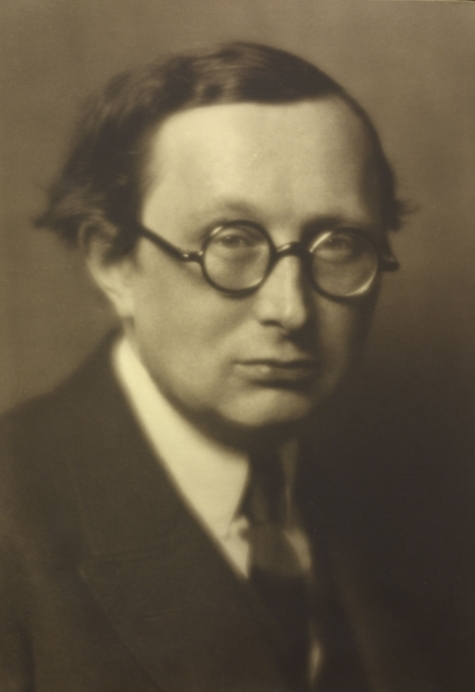
Robert Haas (* 1886)

- 1886: Robert Haas, österreichischer Musikwissenschaftler
- 1886: Karl Korsch, deutscher Philosoph, Marxist
- 1887: Paul Willard Merrill, US-amerikanischer Astronom
- 1887: Otto Schniewind, deutscher Beamter, Ministerialdirektor im Reichsministerium für Wirtschaft, Direktor der Kreditanstalt für Wiederaufbau
- 1888: Gottlieb Duttweiler, Schweizer Unternehmer und Politiker
- 1888: Hermann Leopoldi, österreichischer Komponist, Kabarettist und Klavierhumorist
- 1889: Kurt Agricola, deutscher Offizier
- 1890: Jacques Ibert, französischer Komponist
- 1890: Elvin Morton Jellinek, US-amerikanischer Arzt und Erforscher der Alkoholkrankheit
- 1891: Tor Bergeron, schwedischer Meteorologe
- 1892: Iwan Wassiljewitsch Boldin, Chef der sowjetischen Militäradministration Thüringen

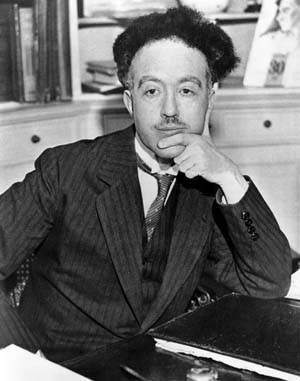
Louis de Broglie (* 1892)

- 1892: Louis de Broglie, französischer Physiker und Nobelpreisträger
- 1892: Walther Nehring, deutscher General, Mitbegründer der deutschen Panzerwaffe
- 1893: Leslie John Comrie, neuseeländischer Astronom und Mathematiker
- 1895: Karl Drewes, deutscher General
- 1896: Gerty Cori, US-amerikanische Biochemikerin, Nobelpreisträgerin
- 1896: Marie Besnard, französische Angeklagte in einem Mordprozess
- 1896: Elias Coueter, syrischer Geistlicher und melkitischer Bischof von Brasilien
- 1898: Jan Brzechwa, polnischer Poet, Autor und Übersetzer
- 1899: Hubert Schulze Pellengahr, deutscher Politiker
- 1899: Tatjana Barbakoff, lettische Tänzerin, Opfer des Holocaust
- 1900: Basile Khoury, libanesischer Erzbischof
- 1900: Hans Mahler, deutscher Theater- und Filmschauspieler

### 20. Jahrhundert

#### 1901–1925
- 1901: Alfred Gille, deutscher Politiker und Jurist
- 1901: Hans Lorbeer, deutscher Politiker und Schriftsteller
- 1901: Sulho Ranta, finnischer Komponist
- 1901: Ned Washington, US-amerikanischer Liedtexter
- 1902: Werner Kallmorgen, deutscher Architekt
- 1903: Karl Harder, deutscher Schachkomponist
- 1903: Pascal Pia, französischer Schriftsteller und Journalist
- 1904: Victor Bruns, deutscher Fagottist und Komponist
- 1905: Manfred von Brauchitsch, deutscher Automobilrennfahrer und Sportfunktionär
- 1905: Hermann Alexander Brück, deutscher Astronom
- 1905: Heinrich Eichen, deutscher Schriftsteller
- 1905: Karl-Friedrich Merten, deutscher Marineoffizier und U-Boot-Kommandant

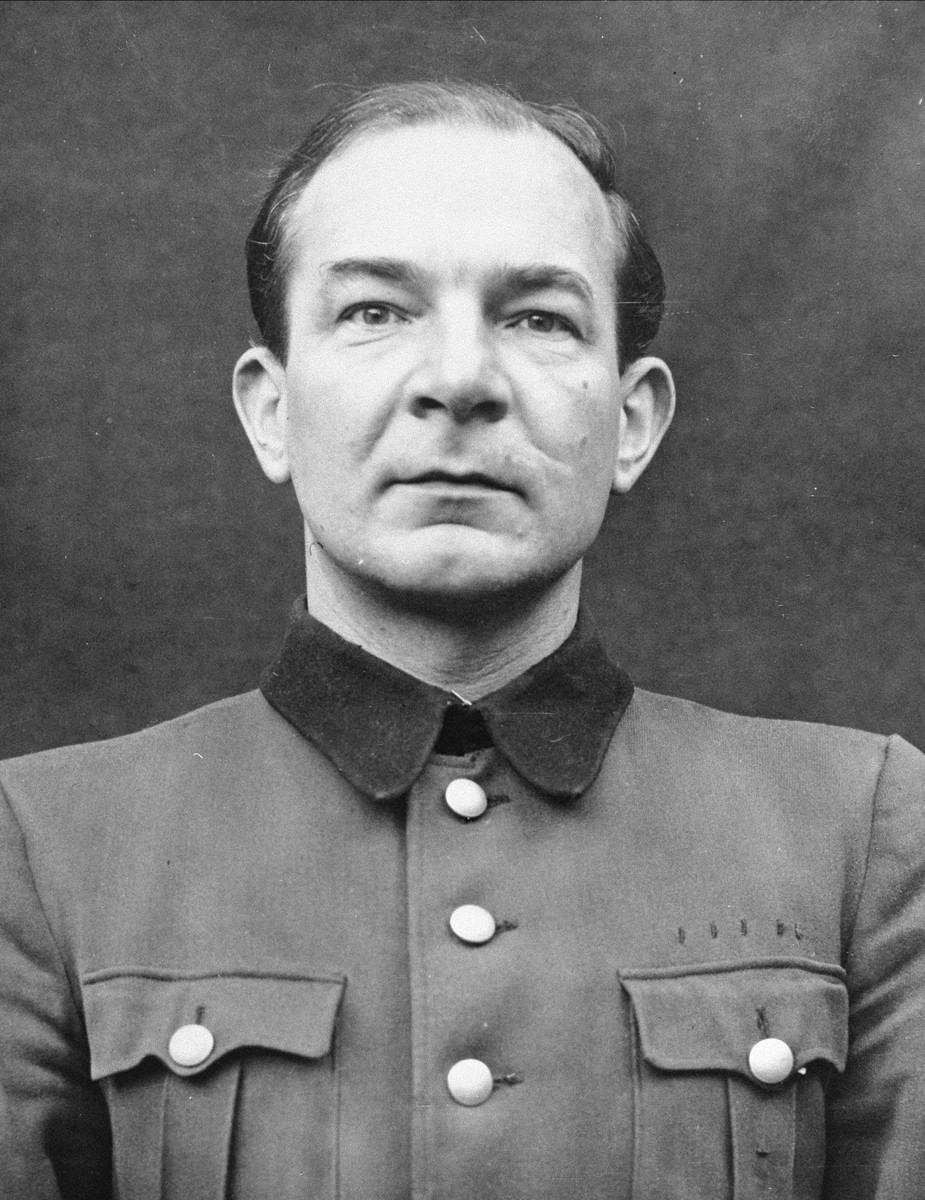
Joachim Mrugowsky (* 1905)

- 1905: Joachim Mrugowsky, deutscher Arzt und SS-Angehöriger, Leiter des Hygiene-Instituts der Waffen-SS und von Menschenversuchen, Kriegsverbrecher
- 1906: Edouard Burnier, Schweizer evangelischer Theologe und Hochschullehrer
- 1906: Clemens Laar, deutscher Schriftsteller
- 1907: Leo Hepp, deutscher Militär
- 1907: Paul Vincze, ungarisch-britischer Medailleur
- 1909: Antonio Corpora, italienischer Maler
- 1909: Hugo Winterhalter, US-amerikanischer Bandleader

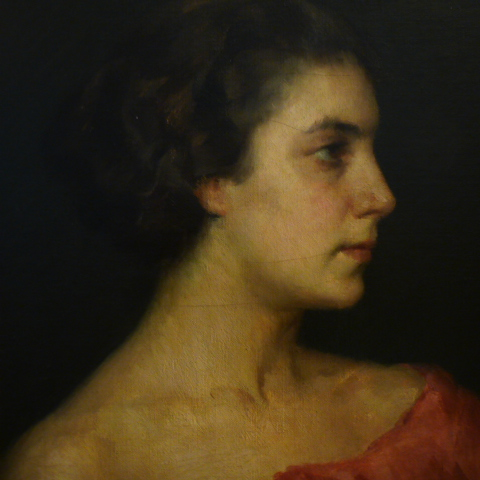
Elisabeth Kallina (* 1910)

- 1910: Elisabeth Kallina, österreichische Theaterschauspielerin
- 1910: Josef Klaus, österreichischer Politiker, Landeshauptmann von Salzburg, Bundesminister, Bundeskanzler
- 1911: Buster Brown, US-amerikanischer Blues- und R&B-Sänger und Mundharmonikaspieler
- 1911: Hans Fruck, deutscher Widerstandskämpfer gegen den Nationalsozialismus, Stellvertretender Minister für Staatssicherheit der DDR
- 1912: Julia Child, US-amerikanische Köchin und Kochbuchautorin
- 1912: Wendy Hiller, britische Schauspielerin

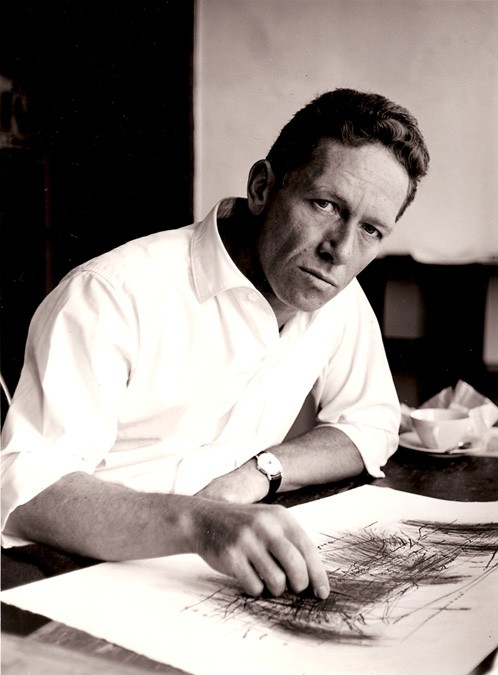
Heinz Trökes (* 1913)

- 1913: Heinz Trökes, deutscher Maler und Grafiker
- 1914: Paul Rand, US-amerikanischer Designer

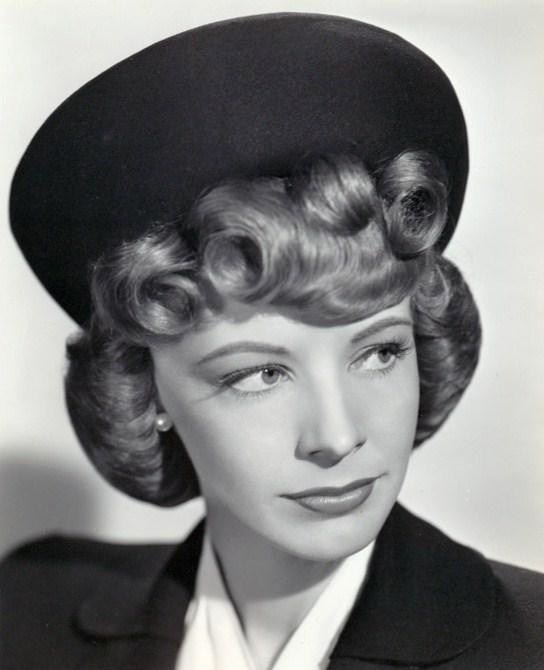
Signe Hasso (* 1915)

- 1915: Signe Hasso, schwedische Schauspielerin
- 1915: Herbert Hupka, deutscher Journalist und Politiker, MdB
- 1916: Ueli Prager, Schweizer Unternehmer, Gründer von Mövenpick
- 1916: Joseph-Marie Raya, libanesischer Erzbischof
- 1917: Hans Bals, deutscher Politiker, MdB
- 1917: Óscar Romero, salvadorianischer Geistlicher, Erzbischof von El Salvador, Vertreter der Befreiungstheologie, Märtyrer
- 1918: Anton Freiherr von Aretin, deutscher Politiker, MdB, MdL
- 1918: Raymond Gallois-Montbrun, französischer Violinist und Komponist

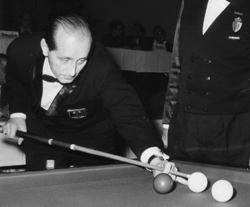
Ernst Rudolph (* 1918)

- 1918: Ernst Rudolph, deutscher Karambolagespieler
- 1919: Maria Mucke, deutsche Sängerin und Schauspielerin
- 1919: Ota Janeček, tschechischer Illustrator, Maler, Graphiker
- 1920: Konstantin Prinz von Bayern, deutscher Politiker, MdL, MdB
- 1920: Gisela Jahn, deutsche Forstwissenschaftlerin
- 1921: Eckart Afheldt, deutscher Militär
- 1922: Lukas Foss, US-amerikanischer Komponist
- 1922: Ludwig Gruber, bayerischer Gstanzlsänger und Mundartdichter
- 1923: Gé van Dijk, niederländischer Fußballspieler

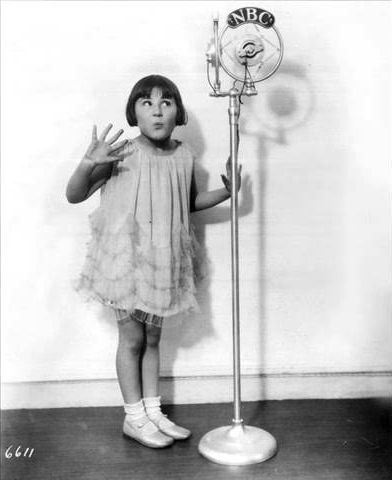
Rose Marie (1923)

- 1923: Rose Marie Mazetta, US-amerikanische Komikerin, Sängerin und Schauspielerin
- 1923: Jerald Thompson, US-amerikanischer Leichtathlet
- 1924: Werner Abrolat, deutscher Schauspieler
- 1924: Altamiro Carrilho, brasilianischer Komponist, Dirigent und Flötist
- 1924: Hedy Epstein, deutsche Schriftstellerin und Bürgerrechtlerin
- 1924: Brigitte Kiesler, deutsche Turnerin
- 1925: Leonie Ossowski, deutsche Schriftstellerin
- 1925: Oscar Peterson, kanadischer Jazzpianist und -komponist
- 1925: Rose Maddox, US-amerikanische Countrysängerin

#### 1926–1950
- 1926: Armin Andrä, deutscher Kiefer-/Gesichtschirurg und Zahnmediziner

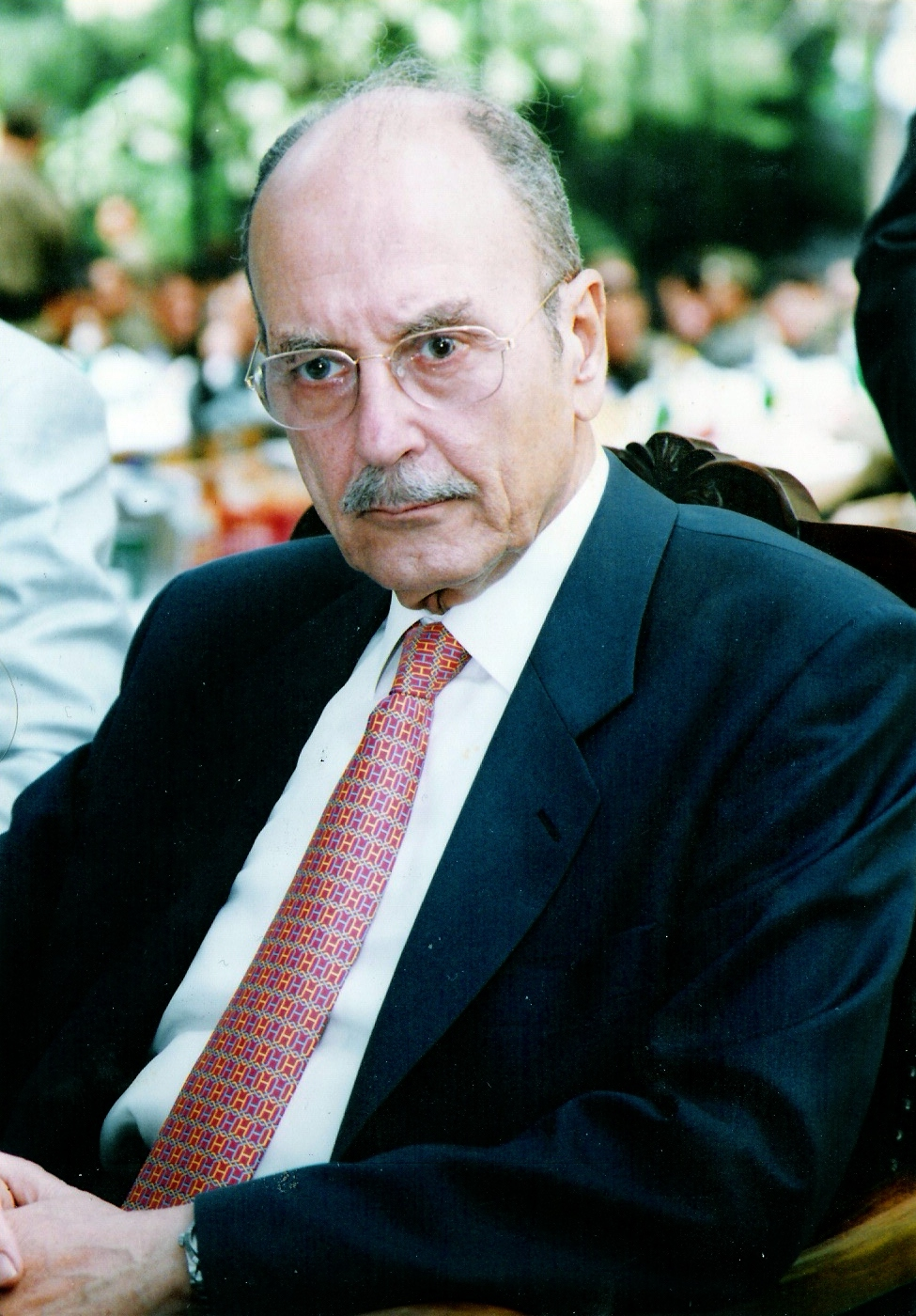
Konstantinos Stefanopoulos (* 1926)

- 1926: Konstantinos Stefanopoulos, griechischer Politiker, Staatspräsident
- 1927: John Cranko, britischer Tänzer und Choreograf
- 1927: Günter Dohrow, deutscher Leichtathlet und Handballspieler
- 1927: Gerhard Dünnhaupt, deutscher Germanist, Bibliograph und Buchhistoriker
- 1928: Carl Joachim Classen, deutscher klassischer Philologe
- 1928: Mohammed Haji Ibrahim Egal, Premierminister von Somalia
- 1928: Nicolas Roeg, britischer Filmregisseur
- 1929: Eugene Braunwald, US-amerikanischer Kardiologe
- 1929: Dieter G. Eberl, deutscher Schriftsteller
- 1930: Jackie Brenston, US-amerikanischer Blues-Musiker
- 1930: Albert Ndele, kongolesischer Politiker, Gouverneur der Zentralbank der Demokratischen Republik Kongo
- 1931: Helga Erny deutsche Leichtathletin, Olympiamedaillengewinnerin

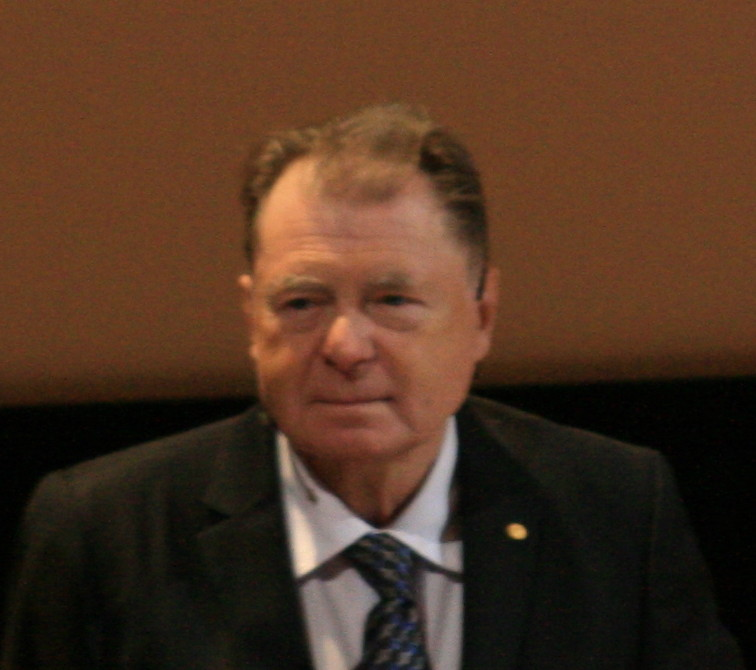
Richard F. Heck (* 1931)

- 1931: Richard F. Heck, US-amerikanischer Chemiker (Heck-Reaktion), Nobelpreisträger
- 1931: Pentti Karvonen, finnischer Hindernisläufer
- 1931: Mikael Tariwerdijew, armenisch-sowjetischer Komponist
- 1932: Abby Dalton, US-amerikanische Schauspielerin
- 1932: Alexander Petrowitsch Tscherepanow, russisch-sowjetischer Eishockeyspieler
- 1933: Wolfram Engels, deutscher Ökonom
- 1933: Bobby Helms, US-amerikanischer Countrysänger
- 1934: Nino Ferrer, französischer Sänger
- 1934: Bo-Boliko Lokonga Monse Mihambo, kongolesischer Politiker, Premierminister der Demokratischen Republik Kongo
- 1934ː Elisabeth Rickal, deutsche Politikerin
- 1935: Waldemar Baszanowski, polnischer Gewichtheber
- 1935: Jürgen Werner, deutscher Fußballspieler
- 1936: Lothar Buchmann, deutscher Fußballspieler und -trainer
- 1936: Mike Henry, US-amerikanischer Schauspieler und American-Football-Spieler
- 1936: Karl Hesse, deutscher Geistlicher, Erzbischof von Rabaul
- 1936: Patricia Ann Priest, US-amerikanische Filmschauspielerin
- 1937: Philip Sulumeti, römisch-katholischer Bischof von Kakamega in Kenia
- 1937: Boungnang Vorachith, laotischer Premierminister

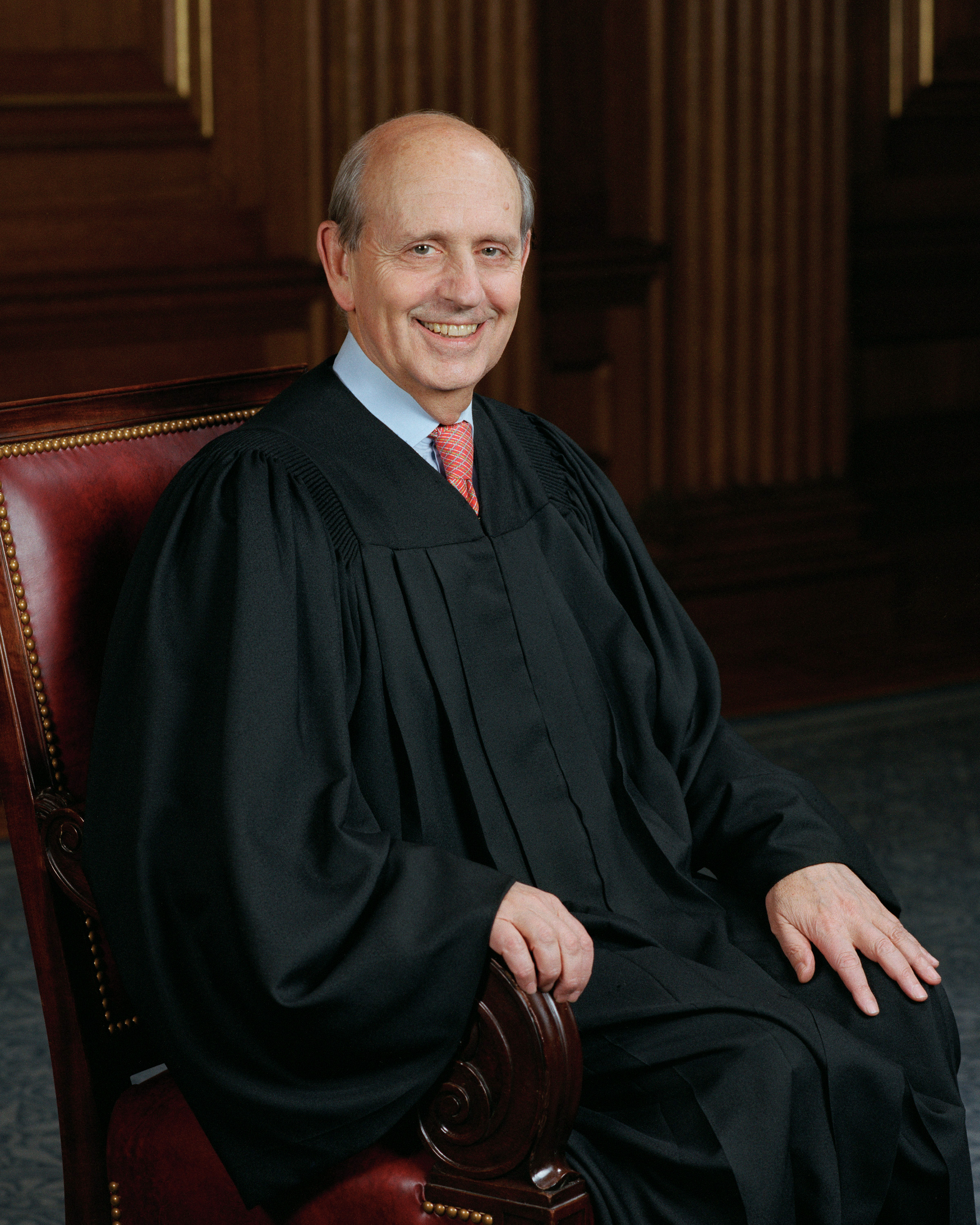
Stephen Breyer (* 1938)

- 1938: Stephen Breyer, US-amerikanischer Jurist, Richter am Obersten Gerichtshof
- 1938: Janusz A. Zajdel, polnischer Schriftsteller
- 1940: Gudrun Ensslin, deutsche Terroristin
- 1940: Klaus Wettig, deutscher Autor, Kulturmanager und Politiker
- 1941: Jürgen Dietz, deutscher Fastnachts-Büttenredner

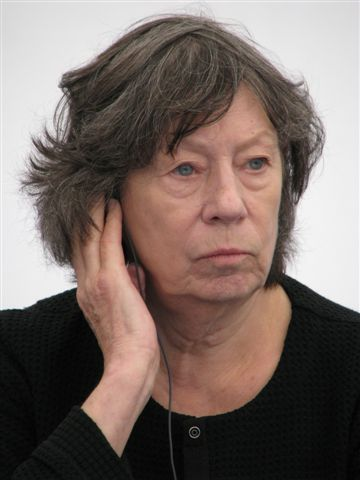
Laura Mulvey (* 1941)

- 1941: Laura Mulvey, britische feministische Filmtheoretikerin
- 1942: Luigi Chinetti junior, US-amerikanischer Automobilrennfahrer
- 1942: Carol Hagemann-White, US-amerikanisch-deutsche Soziologin
- 1942: Heinz Katschnig, österreichischer Psychiater und Hochschullehrer
- 1942: Gerhard Roth, deutscher Biologe und Hirnforscher
- 1942: Stefano Sebastiani, italienischer Automobilrennfahrer

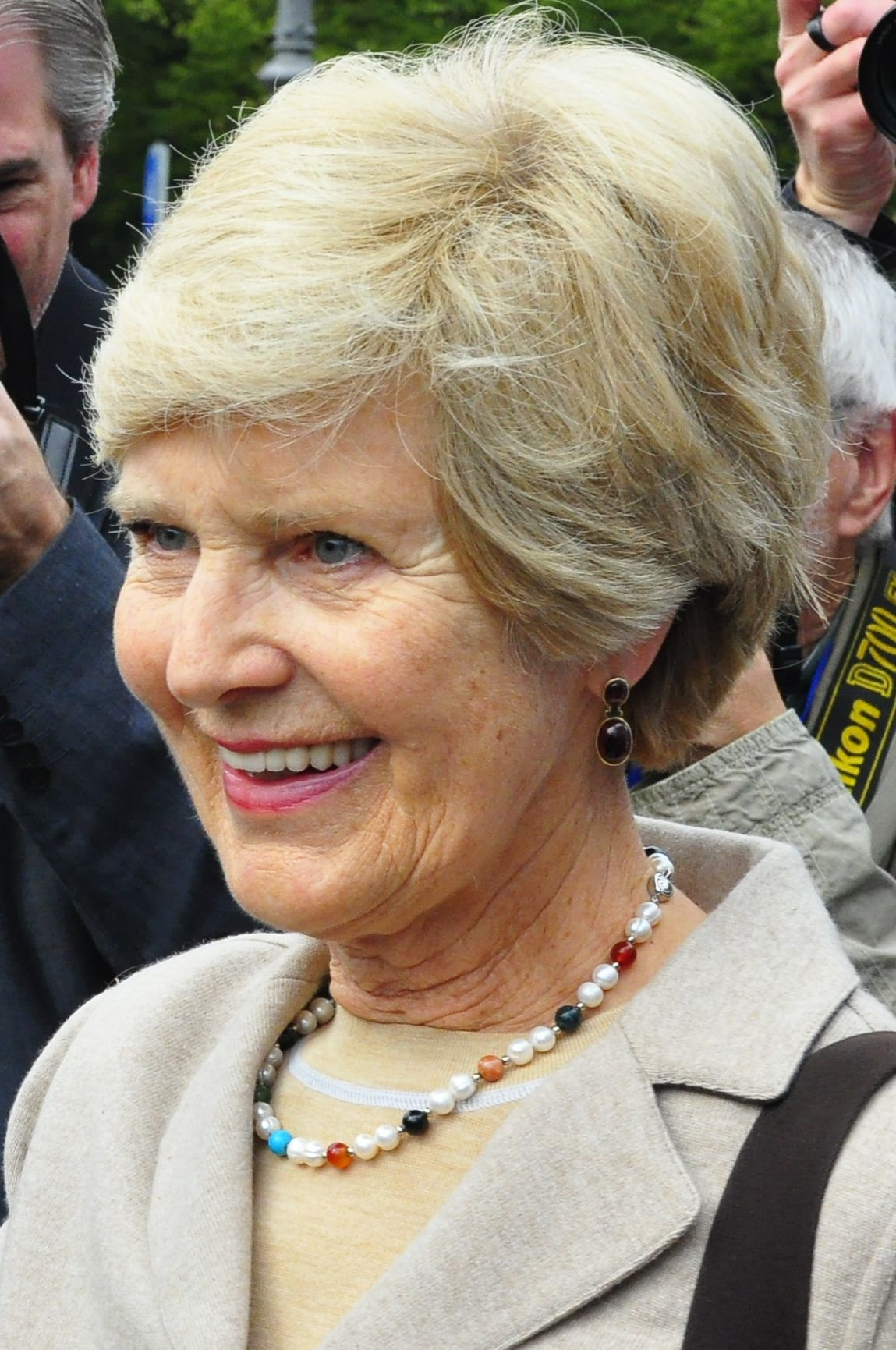
Friede Springer (* 1942)

- 1942: Friede Springer, deutsche Verlegerin

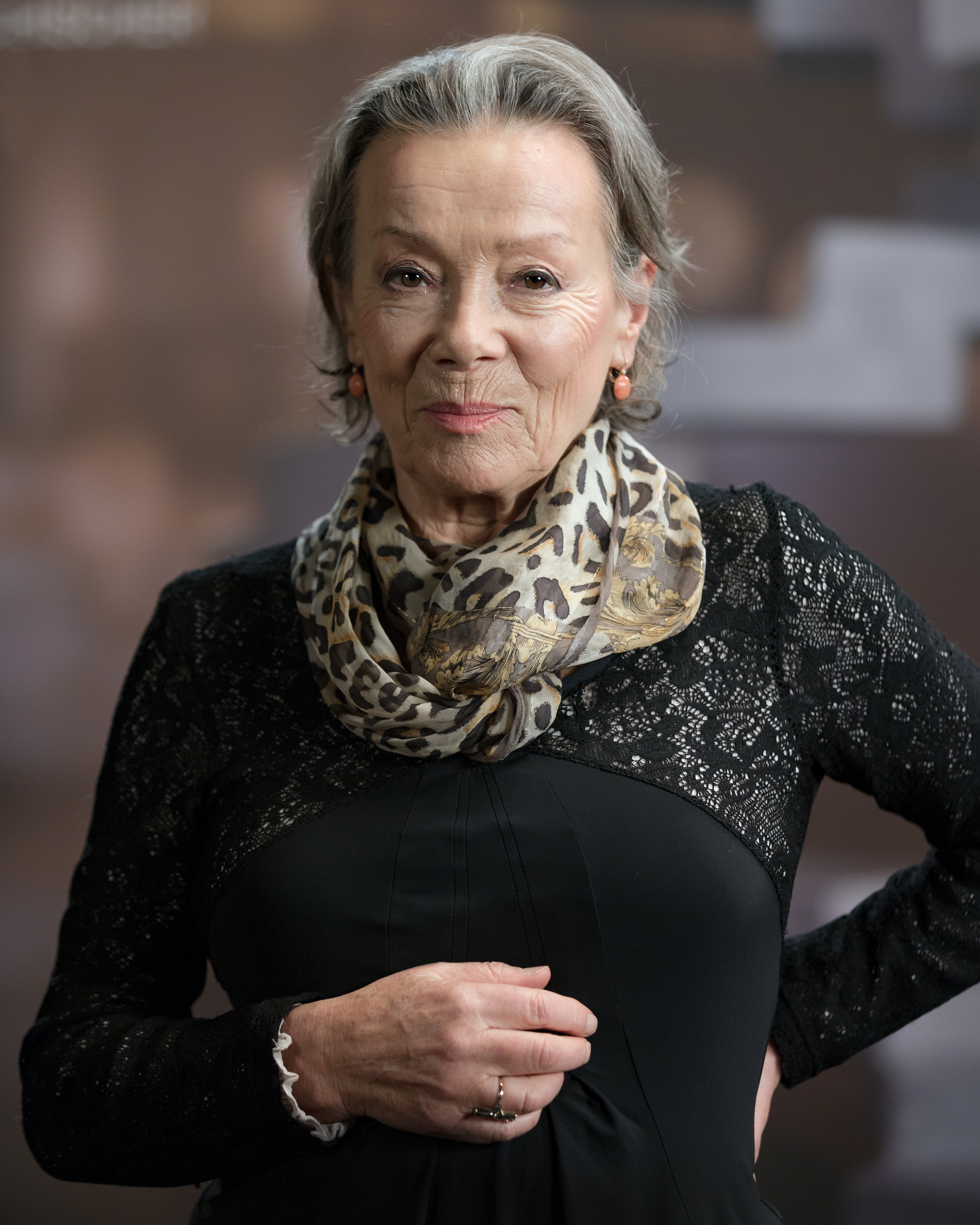
Krista Stadler (* 1942)

- 1942: Krista Stadler, österreichische Schauspielerin
- 1942: Pete York, britischer Rockmusiker, Schlagzeuger
- 1943: Jean-Luc Mandaba, zentralafrikanischer Politiker, Premierminister

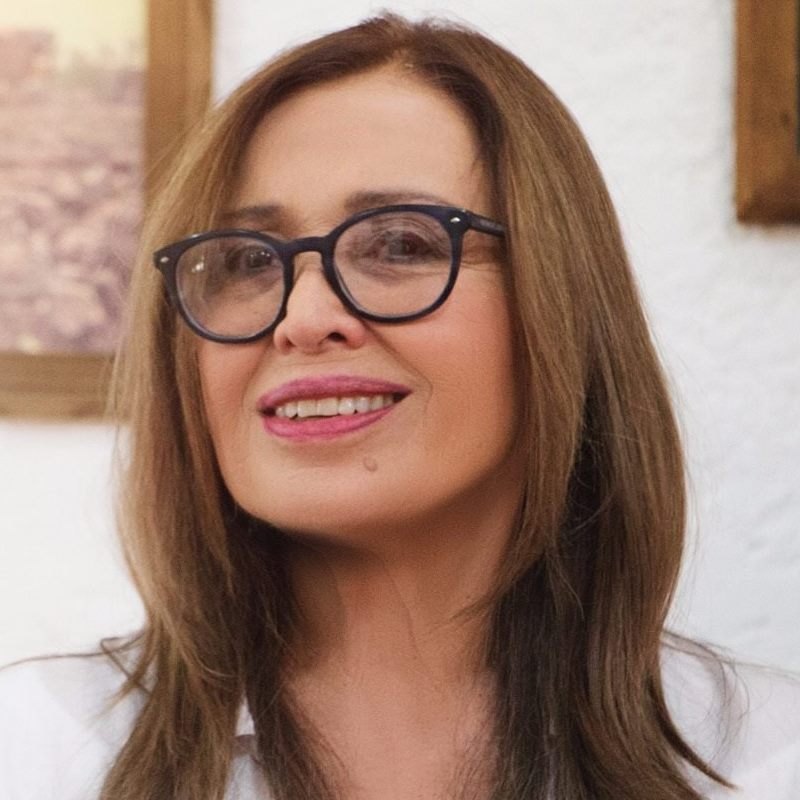
María Rojo (* 1943)

- 1943: María Rojo, mexikanische Schauspielerin und Senatorin
- 1944: Gianfranco Ferré, italienischer Modedesigner und Unternehmer
- 1944: Sylvie Vartan, französische Sängerin und Schauspielerin
- 1944: Franz Vogler, deutscher Skirennläufer
- 1944: Detert Zylmann, deutscher Archäologe
- 1945: Rainer Brechtken, deutscher Politiker und Sportfunktionär
- 1945: Alain Juppé, französischer Politiker, Außen- und Premierminister
- 1945: Gene Upshaw, US-amerikanischer American-Football-Spieler und -Funktionär

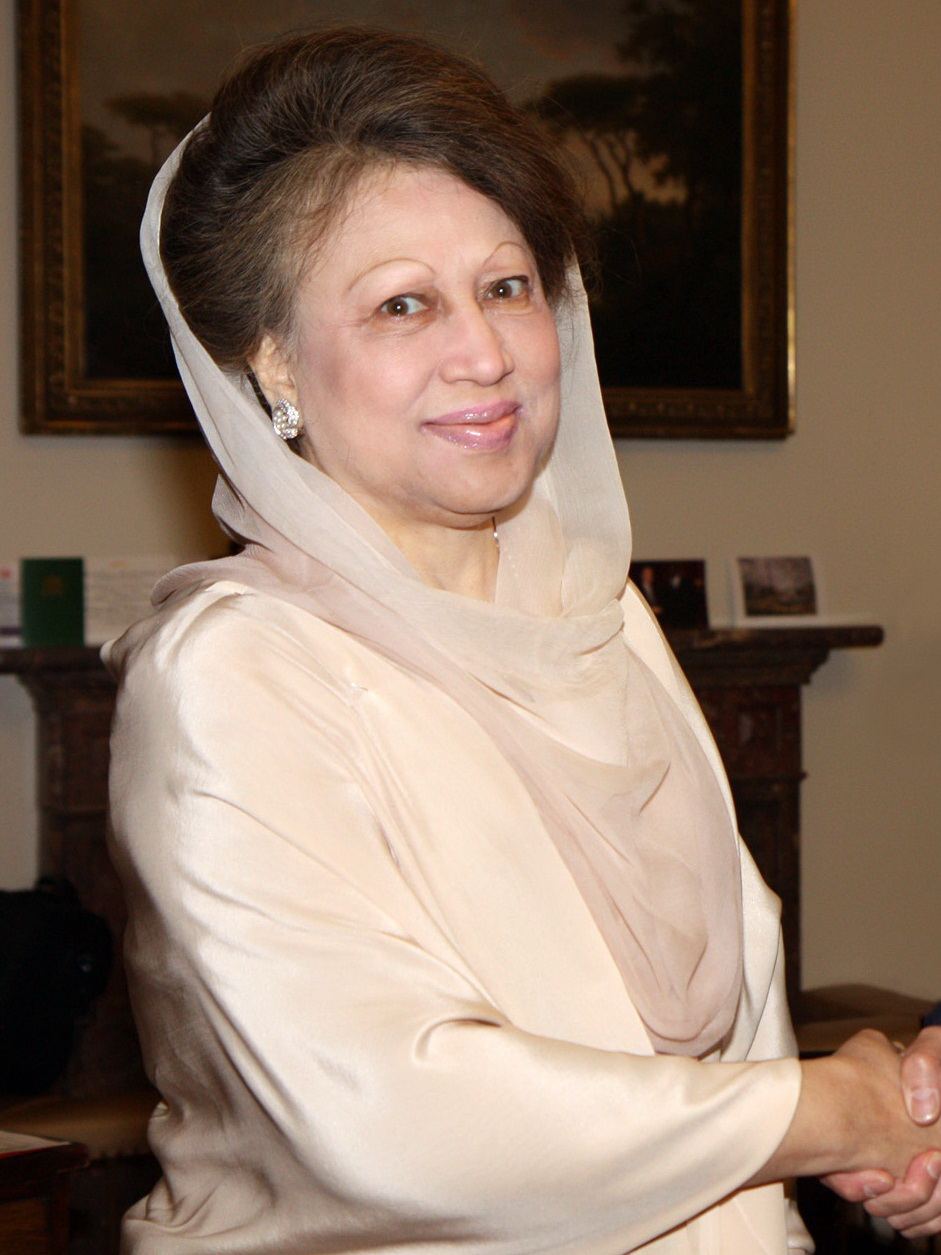
Khaleda Zia (* 1945)

- 1945: Khaleda Zia, bengalische Politikerin, Premierministerin von Bangladesch
- 1946: Jimmy Webb, US-amerikanischer Sänger und Songschreiber
- 1947: Nicole Duclos, französischer Leichtathlet
- 1947: Charlemagne Palestine, (oder 1945) US-amerikanischer minimalistischer Komponist sowie Objekt- und Installationskünstler
- 1947: Wanda Schmid, Schweizer Autorin
- 1948: Uschi Digard, schwedische Schauspielerin, Erotik-Darstellerin und Fotomodell
- 1948: Rudolf Rengier, deutscher Jurist
- 1949: Garry Disher, australischer Schriftsteller
- 1949: Glória Maria, brasilianische Journalistin und Fernsehmoderatorin
- 1950: Kurt Andermann, deutscher Historiker und Archivar
- 1950: Anne, Princess Royal, britische Prinzessin
- 1950: Anne-Marie Beukes, südafrikanische Professorin
- 1950: Neil J. Gunther, australischer Wissenschaftler

#### 1951–1975
- 1951: Herfried Münkler, deutscher Politikwissenschaftler
- 1951: António Pinho Vargas, Jazzpianist und Komponist klassischer Musik
- 1952: Barbara Imhof, deutsche Politikerin, MdB
- 1952: Rudi Kargus, deutscher Fußballspieler und Kunstmaler

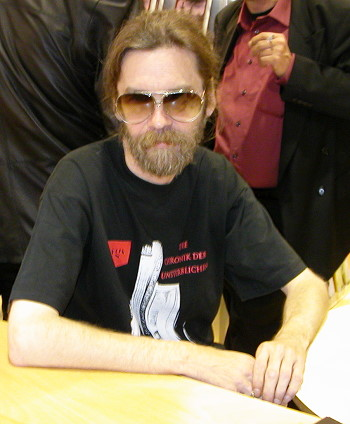
Wolfgang Hohlbein (* 1953)

- 1953: Wolfgang Hohlbein, deutscher Schriftsteller
- 1953: Judith Szűcs, ungarische Schlagersängerin
- 1953: Mark Thatcher, britischer Unternehmer und Automobilrennfahrer
- 1953: Daniel Vasella, Schweizer Manager
- 1954: Sigmund Herland, rumänischer Schachspieler und Schachkomponist
- 1954: Stieg Larsson, schwedischer Journalist und Schriftsteller
- 1955: Andreas C. Wankum, deutscher Unternehmer und Politiker
- 1955: Uli Spieß, österreichischer Skirennläufer

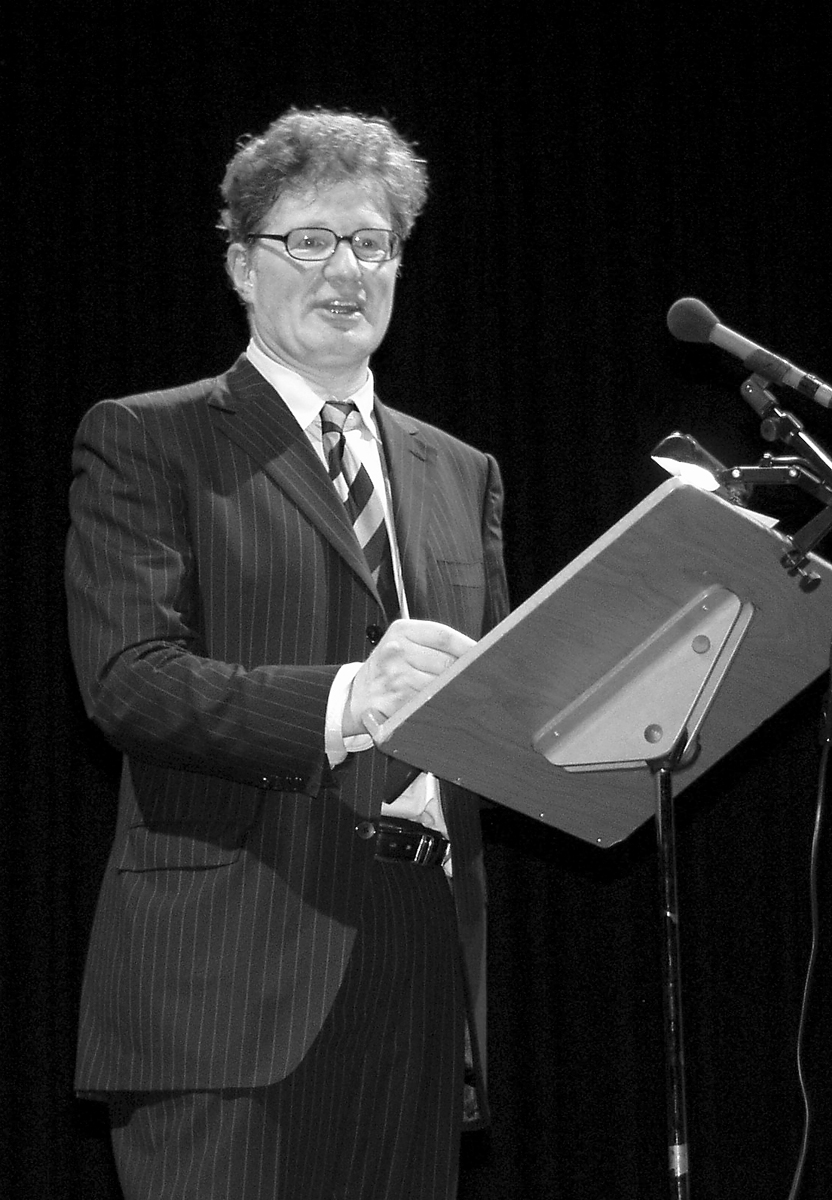
Roger Willemsen (* 1955)

- 1955: Roger Willemsen, deutscher Publizist, Autor, Essayist und Fernsehmoderator
- 1956: Paulo Autuori de Mello, brasilianischer Fußballtrainer
- 1956: Laurel Hester, US-amerikanische Polizeibeamtin und Homosexuellen-Aktivistin
- 1956: Holger Kickeritz, deutscher Radrennfahrer
- 1956: Russ Tolman, US-amerikanischer Singer-Songwriter, Sänger, Gitarrist, Komponist, Texter und Musikproduzent
- 1957: Per-Gunnar Andersson, schwedischer Automobilrennfahrer
- 1958: Hans-Jürgen Eberhardt, römisch-katholischer Prälat und Domkapitular
- 1958: Cony Theis, deutsche Künstlerin
- 1959: Scott Douglas Altman, US-amerikanischer Astronaut
- 1959: Wolfgang Jost, deutscher Neurologe und Wissenschaftler
- 1960: Karlheinz Essl jun., österreichischer Komponist

Susanne Mischke (* 1960)

- 1960: Susanne Mischke, deutsche Schriftstellerin und Drehbuchautorin
- 1961: Dietmar Mögenburg, deutscher Leichtathlet
- 1961: Suhasini, indische Schauspielerin
- 1962: Christoph Hegge, deutscher Weihbischof im Bistum Münster
- 1962: Moreno Mannini, italienischer Fußballspieler
- 1962: Kerstin Przygodda, deutsche Politikerin
- 1962: David Zayas, US-amerikanischer Schauspieler
- 1963: Walery Lewaneuski, belarussischer politischer und gesellschaftlicher Aktivist
- 1963: Alejandro González Iñárritu, mexikanischer Filmregisseur
- 1963: Vladimir Petković, kroatisch-schweizerischer Fußballspieler und -trainer
- 1964: Wolfgang Amann, österreichischer Wohnbauforscher
- 1964: Jürg Biner, Schweizer Freestyle-Skier
- 1964: Charlotte Bøving, dänische Schauspielerin und Theaterregisseurin
- 1964: Filiz Demirel, deutsch-türkische Politikerin
- 1964: Guido Eckert, deutscher Journalist und Schriftsteller
- 1964: Carlos Manuel Escribano Subías, spanischer Geistlicher
- 1964: Rainer Forst, deutscher Politikwissenschaftler und Philosoph
- 1964: Melinda French Gates, US-amerikanische Geschäftsfrau, Philanthropin und Autorin
- 1964: André Golke, deutscher Fußballspieler
- 1964: Sam Schmidt, US-amerikanischer Automobilrennfahrer, Rennstallbesitzer und Geschäftsmann
- 1964: Ömer Simsek, deutscher Schauspieler und Theaterregisseur
- 1964: Ulrike Tarfusser, italienische Politikerin
- 1965: Hartmut Rosa, deutscher Soziologe und Politikwissenschaftler
- 1965: Rob Thomas, US-amerikanischer Schriftsteller, Drehbuchautor und Fernsehproduzent
- 1966: Evgeny Agrest, schwedischer Schachspieler
- 1966: Jeong Yu-jeong, südkoreanische Autorin
- 1966: Kazuto Sakata, japanischer Motorradrennfahrer
- 1967: Brahim Boutayeb, marokkanischer Leichtathlet
- 1967: Ercan Karacayli, deutsch-türkischer Schauspieler
- 1968: Debra Messing, US-amerikanische Schauspielerin
- 1968: Klaus Ofner, österreichischer Nordischer Kombinierer
- 1968: Honke Rambow, deutscher Elektronikmusiker und Publizist
- 1968: Christian Alexander Rogler, deutscher Schauspieler
- 1969: Yoshiyuki Abe, japanischer Radrennfahrer
- 1969: Carlos Roa, argentinischer Fußballspieler
- 1969: Rainer Maria Salzgeber, Schweizer Sportjournalist, Moderator und Redakteur
- 1970: Anthony Anderson, US-amerikanischer Schauspieler und Komiker
- 1970: Chris Byrd, US-amerikanischer Boxer
- 1971: Serhij Schtscherbakow, ukrainischer Fußballspieler

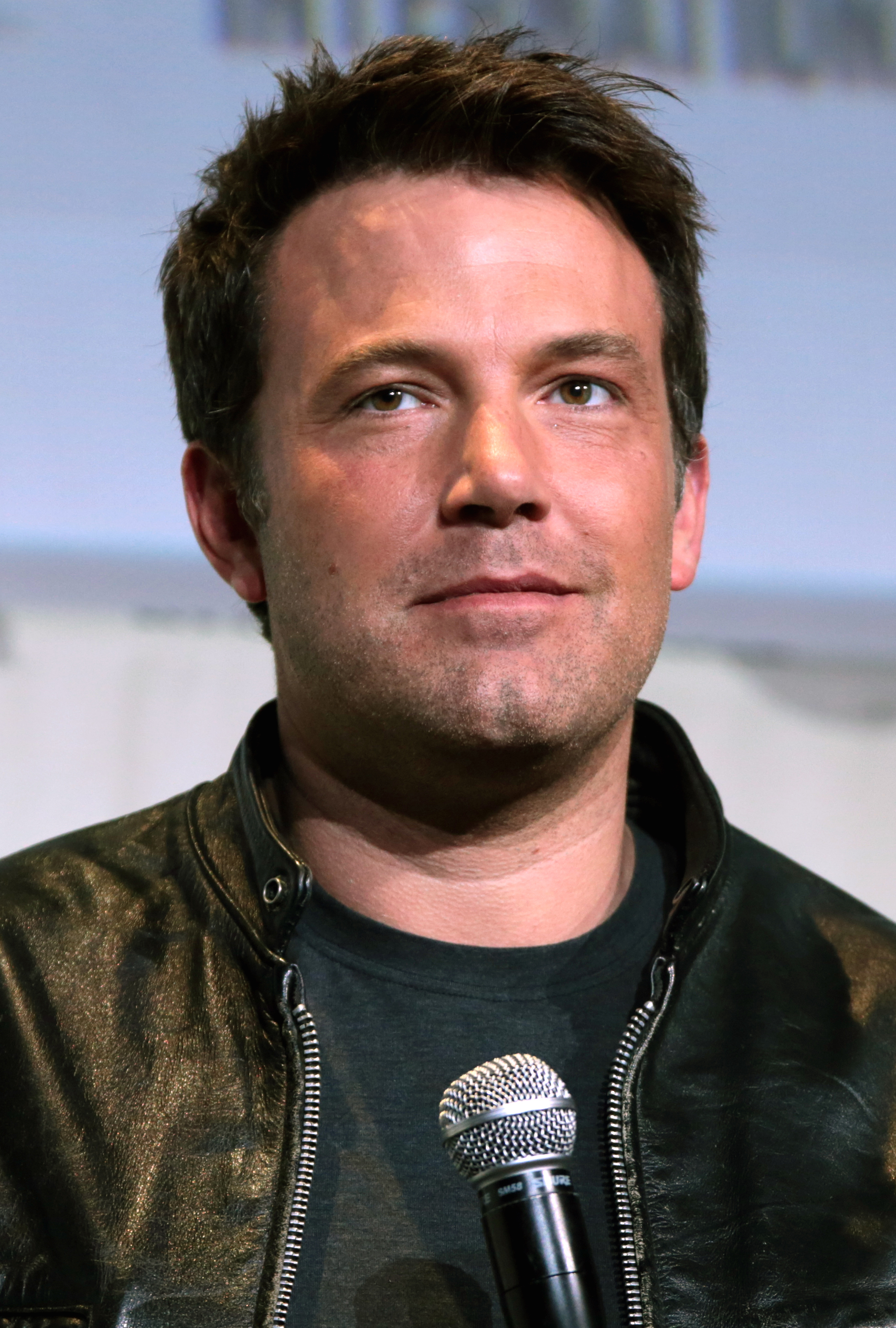
Ben Affleck (* 1972)

- 1972: Ben Affleck, US-amerikanischer Schauspieler
- 1972: Mikey Graham, irischer Sänger
- 1973: Tomasz Górski, polnischer Politiker
- 1973: Nebojša Krupniković, serbischer Fußballspieler
- 1974: Matthias Hagner, deutscher Fußballspieler
- 1974: Natasha Henstridge, kanadische Schauspielerin
- 1974: Maxim Vengerov, russischer Geiger
- 1975: Yoshikatsu Kawaguchi, japanischer Fußballspieler
- 1975: Brendan Morrison, kanadischer Eishockeyspieler

#### 1976–2000

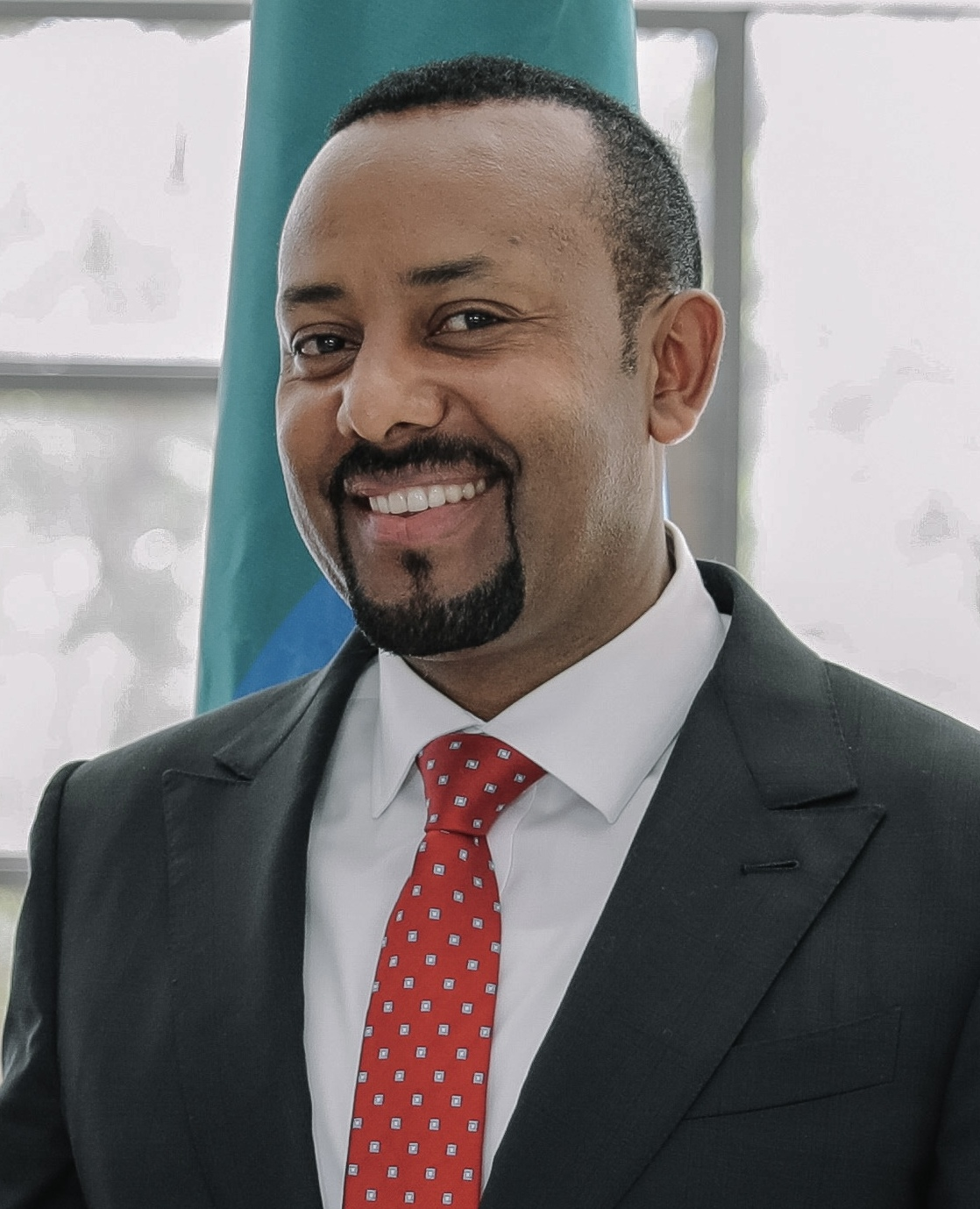
Abiy Ahmed (* 1976)

- 1976: Abiy Ahmed, äthiopischer Politiker, Ministerpräsident und Friedensnobelpreisträger
- 1976: Dmitri Fofonow, kasachischer Radrennfahrer
- 1976ː Sara Persson, schwedische Fußballschiedsrichterin
- 1976: Boudewijn Zenden, niederländischer Fußballspieler
- 1977: Martin Biron, kanadischer Eishockeyspieler
- 1978: Jens Gaiser, deutscher Nordischer Kombinierer
- 1978: Cam Severson, kanadischer Eishockeyspieler
- 1978: Adel Tawil, deutscher Sänger
- 1979: Courtney Atkinson, australischer Duathlet und Triathlet
- 1979: Sarah Maria Besgen, deutsche Schauspielerin und Fotografin
- 1979: Tong Jian, chinesischer Eiskunstläufer

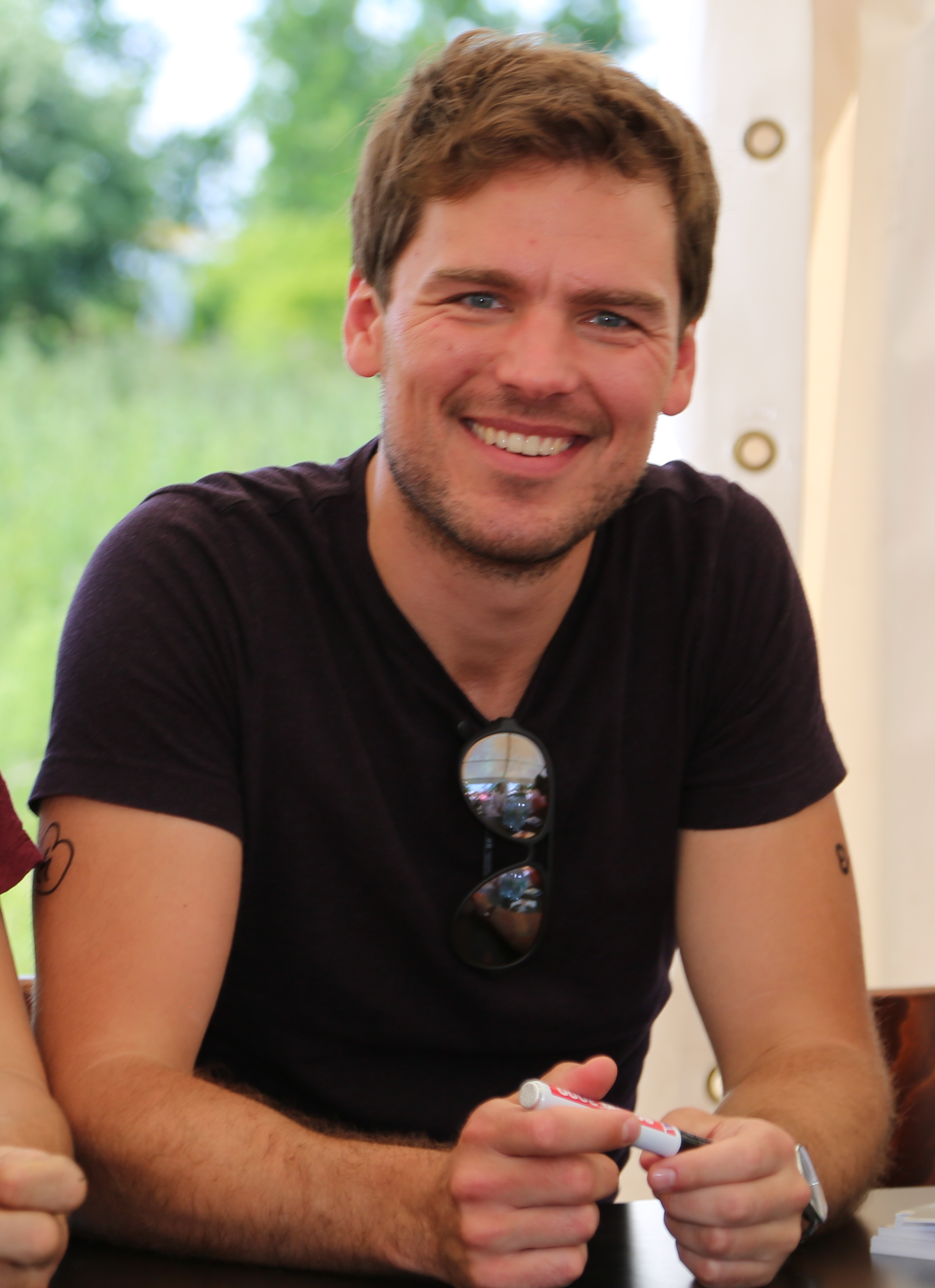
Constantin Lücke (* 1979)

- 1979: Constantin Lücke, deutscher Schauspieler
- 1979: Ailyn Pérez, US-amerikanische Opernsängerin
- 1980: Giampaolo Caruso, italienischer Radrennfahrer
- 1980: Ilja Sergejewitsch Klimkin, russischer Eiskunstläufer
- 1980: Natalie Press, britische Schauspielerin
- 1981: Silvan Zurbriggen, Schweizer Skirennläufer
- 1982: Steve Zacchia, Schweizer Automobilrennfahrer
- 1983: Laura Kampf, deutsche Heimwerkerin, Künstlerin, Webvideoproduzentin und Podcasterin
- 1983: Tom Lass, deutscher Schauspieler
- 1983: Onur Nasuhoğulları, türkischer Fußballspieler
- 1983: Timati, russischer Rapper
- 1984: Quinton Aaron, US-amerikanischer Schauspieler
- 1984: Ankerstjerne, dänischer Rapper und Songwriter

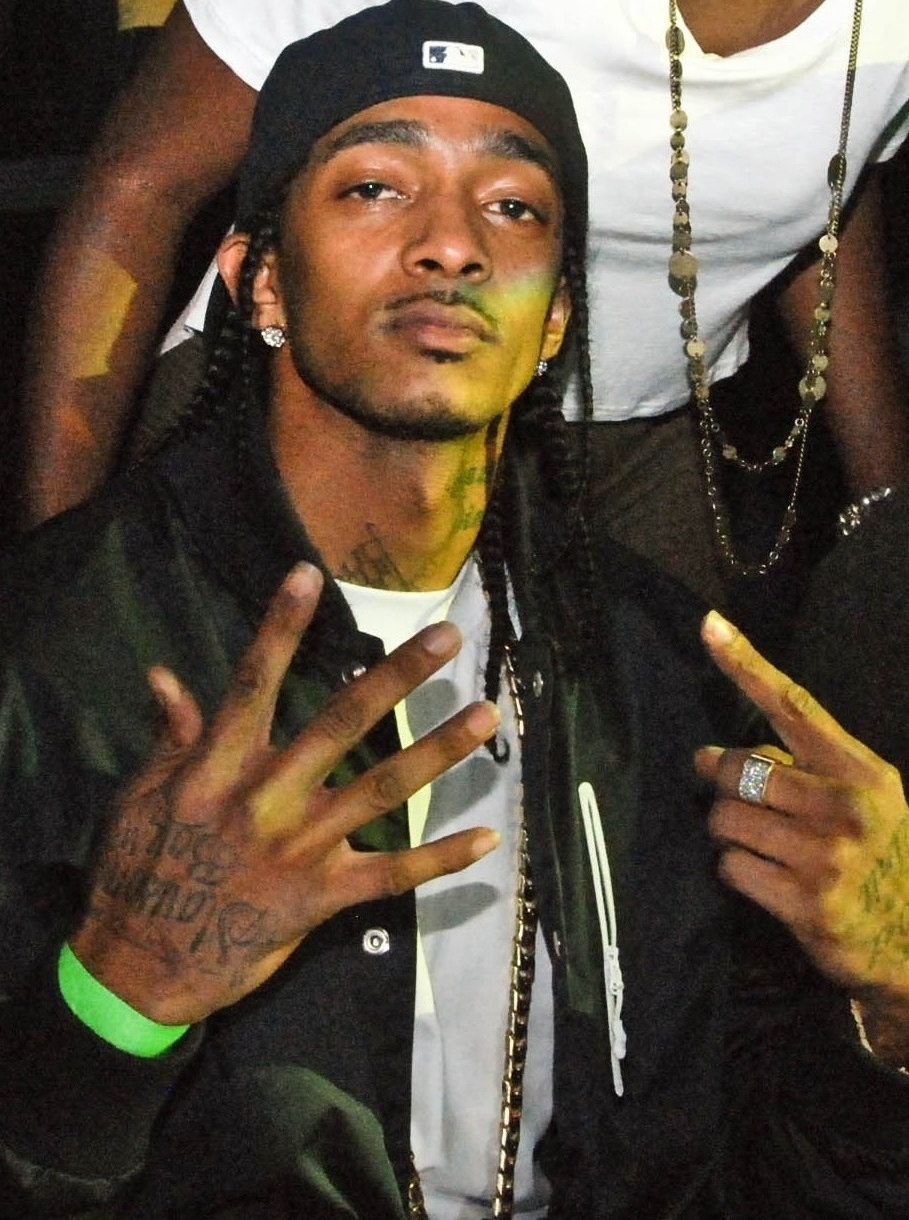
Nipsey Hussle (* 1985)

- 1985: Nipsey Hussle, US-amerikanischer Rapper
- 1985: Anika Lehmann, deutsche Schauspielerin
- 1986: Natalia Kills, US-amerikanische Musikerin, Schauspielerin, Songschreiberin und Sängerin/Rapperin
- 1986: Victor Oreskovich, kanadischer Eishockeyspieler
- 1988: Oussama Assaidi, marokkanischer Fußballspieler
- 1988: Sanne Troelsgaard Nielsen, dänische Fußballspielerin
- 1989: Belinda, mexikanische Pop-Rock-Sängerin
- 1989: Joe Jonas, US-amerikanischer Sänger (Jonas Brothers)
- 1989: Mario Kirew, bulgarischer Fußballspieler
- 1989: Ryan McGowan, australischer Fußballspieler
- 1990: Aglaja Brix, deutsche Schauspielerin
- 1990: Aybi Era, deutsch-türkische Schauspielerin
- 1990: Filippa Idéhn, schwedische Handballspielerin

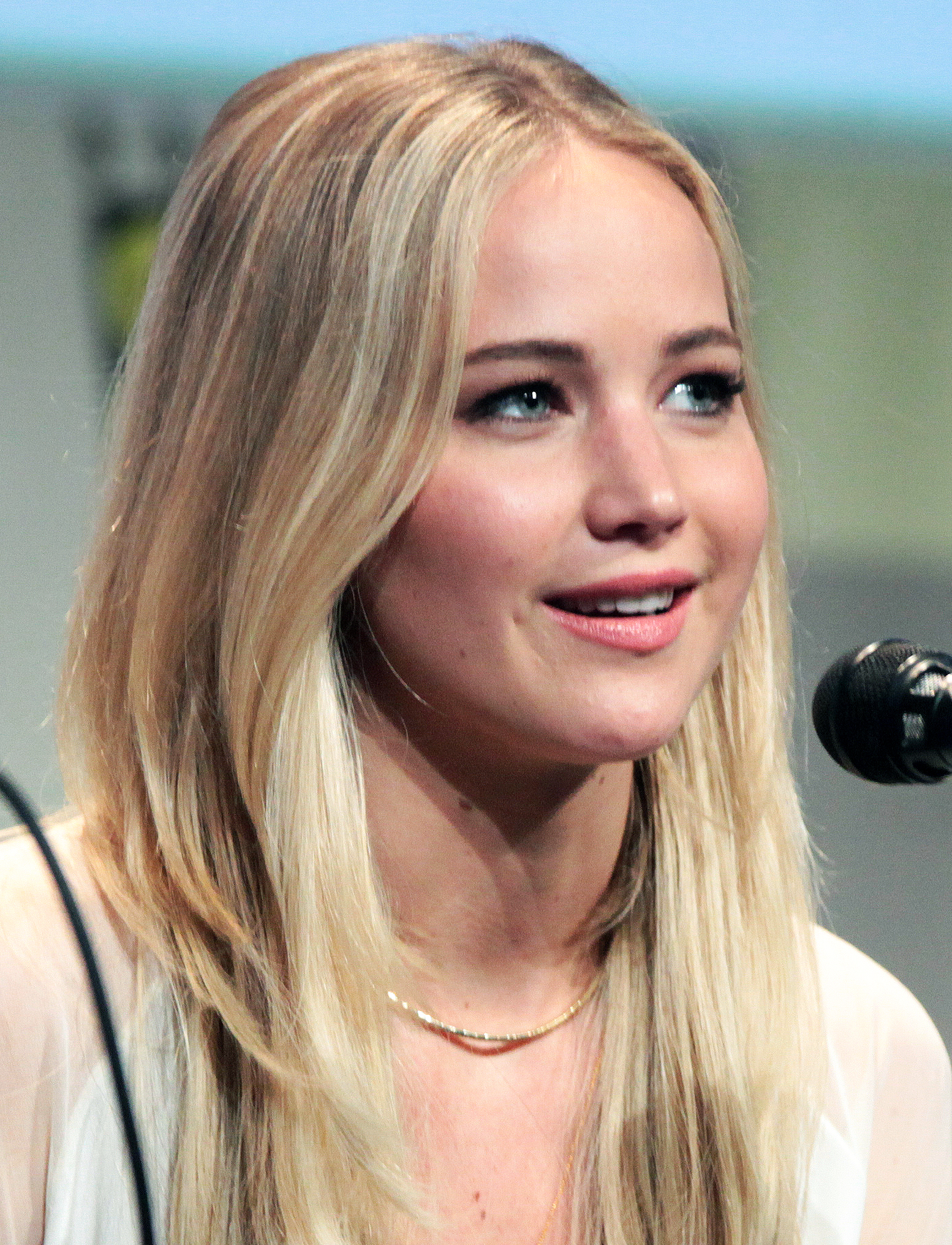
Jennifer Lawrence (* 1990)

- 1990: Jennifer Lawrence, US-amerikanische Schauspielerin
- 1990: Chardente Ndoulou, kongolesische Fußballspielerin
- 1992: B. Adhiban, indischer Schachmeister
- 1992: Marie Branser, in Deutschland geborene Judoka, für den Kongo und Guinea startend, Olympiateilnehmerin 2020 und 2024
- 1993: Dominique Heintz, deutscher Fußballspieler
- 1993: J. D. McKissic, US-amerikanischer American-Football-Spieler
- 1994: Lina Magull, deutsche Fußballspielerin
- 1994: Ayouba Ali Sihame, komorische Schwimmerin
- 1994: Lea Wagner, deutsche Journalistin und Fernsehmoderatorin
- 1995: Chief Keef, US-amerikanischer Rapper und Musikproduzent
- 1995: Drue Tranquill, US-amerikanischer American-Football-Spieler
- 1995: Zhao Shuai, chinesischer Taekwondoin
- 1996: Lumor, ghanaischer Fußballspieler
- 1996: Alihan Öztürk, türkischer Fußballspieler
- 1996: Samuel Röthlisberger, Schweizer Handballspieler
- 1996: Stefan Salger, deutscher Handballspieler
- 1996: Milan Tučić, slowenischer Fußballspieler
- 1998: Anna Aeikens, deutsche Politikerin (CDU)
- 1998: Paul Grauschopf, deutscher Fußballspieler
- 1998: Gulliver McGrath, australischer Schauspieler
- 2000: Franklyn Aunitz, deutscher Basketballspieler

#### 21. Jahrhundert
- 2003: Alban Elezi Cannaferina, französischer Skirennläufer
- 2005: Cornelia Öhlund, schwedische Skirennläuferin

## Gestorben

### Vor dem 16. Jahrhundert
- 0388: Schapur III., persischer König
- 0423: Flavius Honorius, erster weströmischer Kaiser
- 0778: Hruotland, bretonischer Markgraf und Held des Rolandslieds
- 0874: Altfrid, Bischof von Hildesheim
- 0952: Suzaku, 61. Tennō von Japan
- 1022: Nikephoros Phokas Barytrachelos, byzantinischer Patrikios und Usurpator
- 1038: Stephan I., erster König von Ungarn
- 1057: Macbeth, König von Schottland
- 1066: Ibn al-Farrā', islamischer Gelehrter
- 1087: Arnulf von Soissons, Heiliger der römisch-katholischen Kirche
- 1116: Pseudo-Leon Diogenes, byzantinischer Usurpator

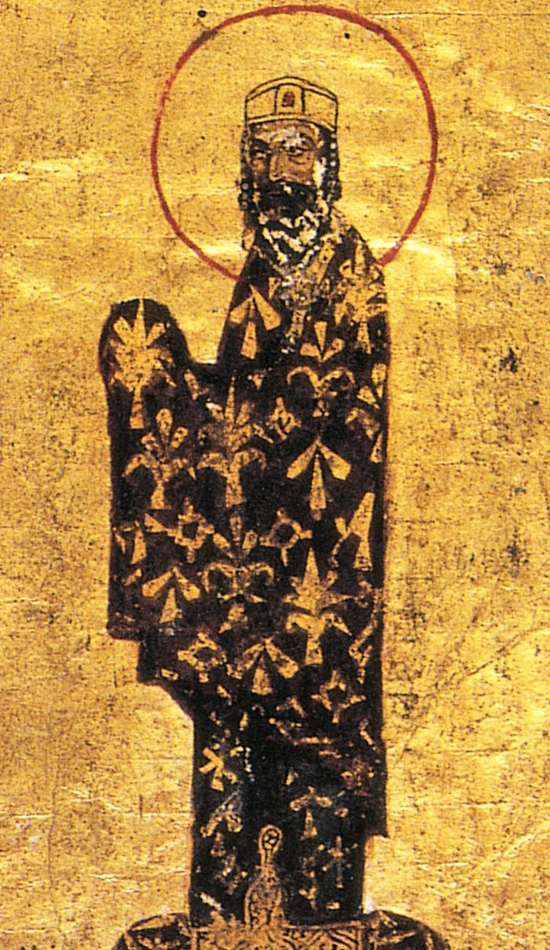
Alexios I. Komnenos († 1118)

- 1118: Alexios I., byzantinischer Kaiser
- 1127: Richard de Capella, Bischof von Hereford
- 1145: Rupert von Ottobeuren, Prior im Kloster St. Georgen im Schwarzwald, Abt von Ottobeuren, Klosterreformer und Heiliger der katholischen Kirche
- 1196: Konrad II., Herzog von Schwaben
- 1257: Hyazinth von Polen, polnischer Adliger und Geistlicher, Begründer des Dominikanerordens in Polen
- 1274: Robert von Sorbon, französischer Theologe
- 1275: Lorenzo Tiepolo, Doge von Venedig
- 1279: Albrecht I., Herzog zu Braunschweig-Lüneburg
- 1285: Philipp I., Graf von Savoyen
- 1328: Yesun Timur Khan, chinesischer Kaiser der Yuan-Dynastie
- 1388: Adalbertus Ranconis de Ericinio, tschechischer Philosoph und Theologe
- 1392: Marquard von Lindau, süddeutscher Franziskaner und Verfasser theologischer Schriften
- 1407: Robert Knolles, englischer Militär
- 1452: Wilhelm, Herzog von Troppau und Münsterberg
- 1469: Johann von Mengede, Landmeister des Deutschen Ordens in Livland
- 1474: Johann Lüneburg, Lübecker Kaufmann, Ratsherr und Mitglied der Zirkelgesellschaft
- 1475: Gijsbrecht van Brederode, Bischof von Utrecht, Propst in Brügge und in Maastricht
- 1482: Wilhelm, Markgraf von Hachberg-Sausenberg, Landvogt im Sundgau, im Elsass und im Breisgau
- 1485: Albrecht II., Herzog zu Braunschweig-Lüneburg und Fürst von Grubenhagen
- 1487: Lorenz III. von Freiberg, Bischof von Gurk
- 1496: Isabella von Portugal, Königin von Kastilien und Léon

### 16. bis 18. Jahrhundert
- 1501: Konstantinos Laskaris, byzantinischer Gelehrter, klassischer Philologe und Humanist
- 1504: Agnes III. von Anhalt, Äbtissin des Reichsstifts von Gandersheim
- 1506: Alexander Agricola, deutsch-niederländischer Komponist, Sänger und Instrumentalist
- 1507: Johann IV., Herzog von Sachsen-Lauenburg
- 1512: Imperia Cognati, römische Kurtisane
- 1516: Jacques de Croÿ, Benediktinerpater, Kunstmäzen und Fürstbischof von Cambrai, sowie illegitimer Regent des Hochstifts Lüttich
- 1517: Ottilie von Katzenelnbogen, Gemahlin des Markgrafen Christoph I. von Baden

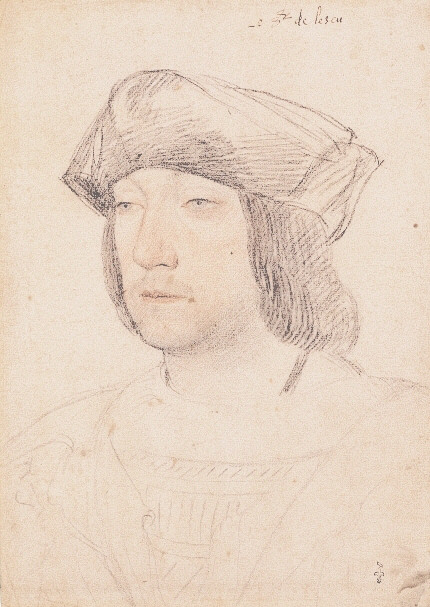
Odet de Foix († 1528)

- 1528: Odet de Foix, französischer Heerführer, Marschall von Frankreich
- 1552: Hermann V. von Wied, Erzbischof von Köln
- 1558: Paul Lautensack, deutscher Maler
- 1568: Stanislaus Kostka, Jesuit und Nationalpatron Polens
- 1576: Valentin Bakfark, ungarischer Komponist
- 1582: Francisco de Toledo, spanischer Heerführer und Vizekönig von Peru
- 1592: Konrad Limmer, deutscher evangelischer Theologe, Reformator und Konfessionalist
- 1603: Guillaume Bucanus, französisch-schweizerischer evangelischer Geistlicher und Hochschullehrer
- 1617: Christopher Newport, englischer Seefahrer und Pirat
- 1621: John Barclay, schottischer Dichter und Satiriker
- 1666: Adam Schall von Bell, deutscher Wissenschaftler und Missionar
- 1675: Nicholas Easton, englischer Politiker
- 1676: Niccolò Sagredo, 105. Doge von Venedig
- 1699: Albrecht III., Herzog von Sachsen-Coburg
- 1702: Karl von Lothringen-Commercy, kaiserlicher Feldmarschall
- 1704: Dominicus Bassus, schweizerisch-deutscher Jurist
- 1708: Jacob von Sandrart, Kupferstecher und Verleger in Nürnberg
- 1714: Constantin Brâncoveanu, Fürst der Walachei
- 1714: Anna Mons, westfälische Geliebte Peters des Großen
- 1725: Gerhard Noodt, niederländischer Jurist

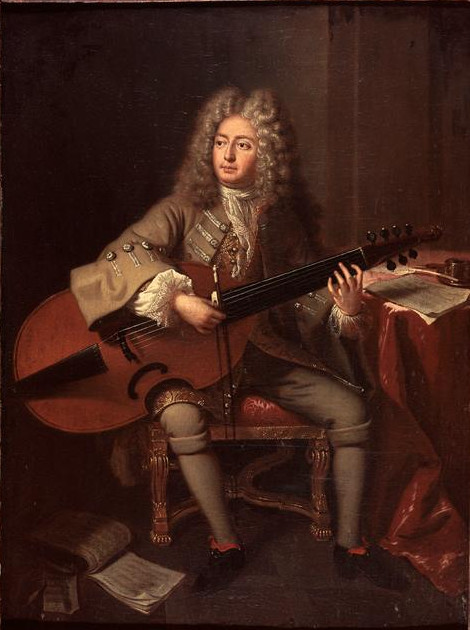
Marin Marais († 1728)

- 1728: Marin Marais, französischer Gambist und Komponist
- 1729: Benjamin Neukirch, deutscher Dichter
- 1750: Margaretha Theodora Agnes von Velen, Äbtissin im Stift Nottuln
- 1758: Pierre Bouguer, französischer Geodät und Astronom
- 1758: Caspar Zili, Schweizer Kaufmann und Bankier
- 1760: Heinrich August Schumacher, deutscher Historiker und Pädagoge
- 1765: Balthasar Augustin Albrecht, Münchener Hofmaler
- 1767: Friedrich Michael, Pfalzgraf von Pfalz-Birkenfeld
- 1776: Franz Xaver Kleinhans, österreichischer Architekt, Hof- und Stiftsbaumeister des Rokoko
- 1794: François de Théas von Thoranc, französischer Offizier und Kunstsammler
- 1795: Carl Friedrich Gerstlacher, deutscher Jurist, Publizist, Universitätsprofessor und Beamter
- 1798: Felice Alessandri, italienischer Cembalist und Komponist
- 1798: Edward Waring, britischer Mathematiker
- 1799: Barthélemy-Catherine Joubert, französischer General

### 19. Jahrhundert
- 1807: Johannes Nikolaus Tetens, deutscher Philosoph, Mathematiker und Naturforscher
- 1815: Richard Bassett, US-amerikanischer Politiker
- 1819: Cornelius Hermann von Ayrenhoff, österreichischer Offizier und Autor
- 1824: Carl Arnold Kortum, deutscher Arzt und Schriftsteller

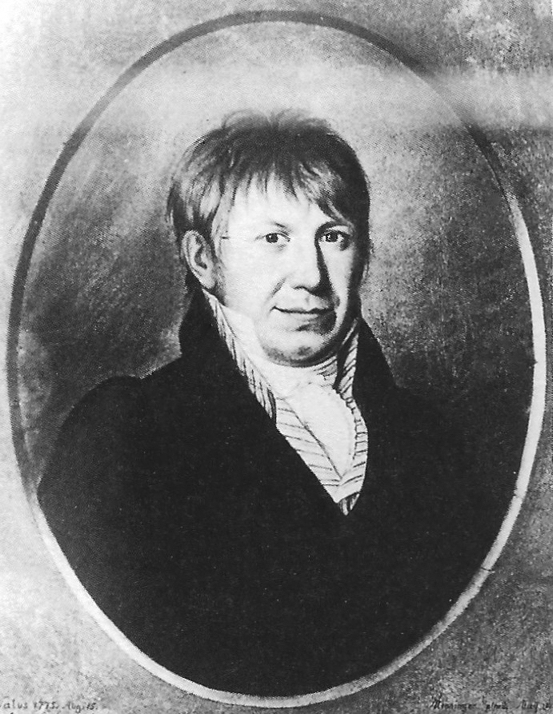
Franz Dinnendahl († 1826)

- 1826: Franz Dinnendahl, Konstrukteur der ersten Dampfmaschine im Ruhrgebiet
- 1826: Theodor Muther, deutscher Rechtswissenschaftler und Historiker
- 1828: Agriolidis, osmanischer Anführer der Janitscharen
- 1835: Hartwig von Hundt-Radowsky, deutscher Autor und Vordenker eines teilweise eliminatorischen Antisemitismus
- 1835: Werner Jasper Andreas von Moltke, dänischer Adliger, Gouverneur der Färöer
- 1841: Elizabeth Gould, britische Illustratorin
- 1846: Emilie Reinbeck, deutsche Salonnière und Landschaftsmalerin
- 1850: Johann Werner Henschel, deutscher Bildhauer
- 1852: Johan Gadolin, finnischer Chemiker
- 1852: Jakob Ihrler, deutscher Steinmetzmeister und Steinbruchbesitzer
- 1857: Johann Friedrich Naumann, deutscher Ornithologe, Begründer der Vogelkunde in Mitteleuropa
- 1857: Christian Schreiber, deutscher Theologe, Philologe, Philosoph, Dichter und Erziehungswissenschaftler
- 1858: Franz von Borries, deutscher Rittergutsbesitzer, Politiker und Regierungsbeamter

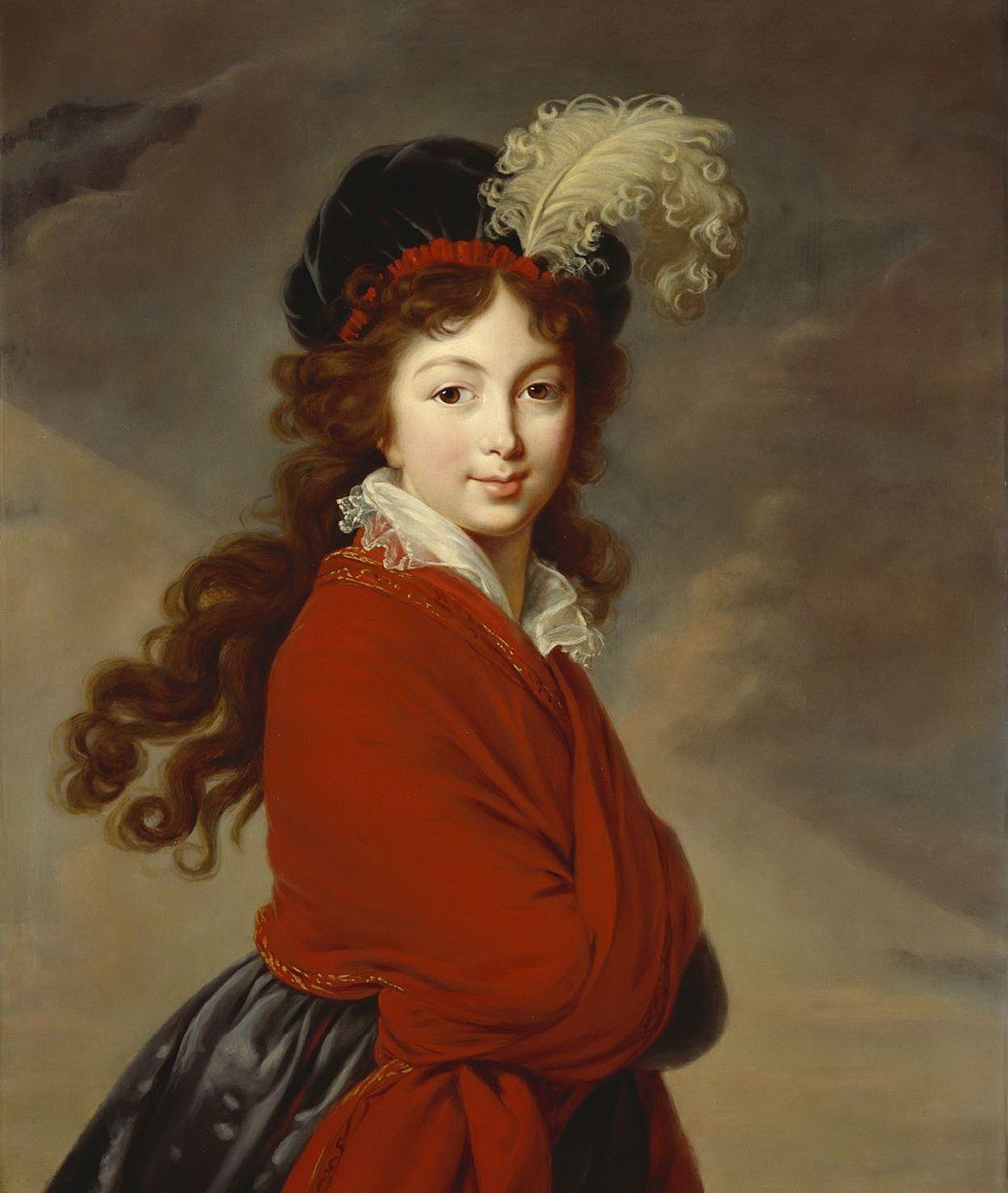
Juliane von Sachsen-Coburg-Saalfeld († 1860)

- 1860: Juliane von Sachsen-Coburg-Saalfeld, russische Großfürstin
- 1861: Adolphe Dumas, französischer Dichter, Dramatiker und Provenzalist
- 1864: Wilhelm Harnisch, deutscher Theologe und Pädagoge
- 1866: Karl Gustav Amelung, deutscher Bergbeamter
- 1870: Charles Ardant du Picq, französischer Oberst
- 1876: John Frederick Lewis, britischer Maler
- 1879: Urs Viktor Vigier, Schweizer Jurist und Politiker
- 1884: Julius Friedrich Cohnheim, deutscher Pathologe
- 1884: Gustav Pfarrius, deutscher Dichter, Lehrer und Professor
- 1885: Jens Jacob Asmussen Worsaae, dänischer Archäologe und Vorgeschichtler
- 1886: Julius Carl Friedrich Aßmann, deutscher Uhrmacher
- 1889: Theodor Christlieb, deutscher evangelischer Theologe
- 1889: Ludwig Foglár, österreichischer Jurist und Schriftsteller
- 1889: Elias Loomis, US-amerikanischer Mathematiker, Meteorologe und Astronom
- 1892ː Sophie Alberti, deutsche Schriftstellerin
- 1898: Jakob Lindau, deutscher Politiker aus Baden
- 1899: Carl Franz Bally, Schweizer Unternehmer
- 1899: Ernst von Zitzewitz, preußischer Oberst, Gutsbesitzer und Politiker
- 1900: John Anderson, schottischer Zoologe
- 1900: Gustav Flügel, deutscher Komponist

### 20. Jahrhundert

#### 1901–1950
- 1901: Julie Hausmann, deutsch-baltische Dichterin

Tilli Heuser († 1901)

- 1901ː Tilli Heuser, deutsche Kinderdarstellerin und Theaterschauspielerin
- 1901: Karl Weinhold, deutscher Germanist
- 1903: Paul Händler, deutscher Historienmaler
- 1904: John Henry Kinkead, US-amerikanischer Politiker
- 1905: Horst Lommer, deutscher Jurist
- 1907: Joseph Joachim, ungarischstämmiger Geiger, Dirigent und Komponist
- 1908: Anton Giulio Barrili, italienischer Dichter
- 1909: Euclides da Cunha, brasilianischer Autor, Soziologe und Militäringenieur
- 1910: Constantin Fahlberg, deutscher Industrieller und Chemiker, Erfinder des Saccharin
- 1911: Albert Ladenburg, deutscher Chemiker
- 1914: Franz Georg von Glasenapp, deutscher General
- 1915: Pascual Orozco, mexikanischer Revolutionär und General
- 1915: Rudolf Watzl, österreichischer Ringer

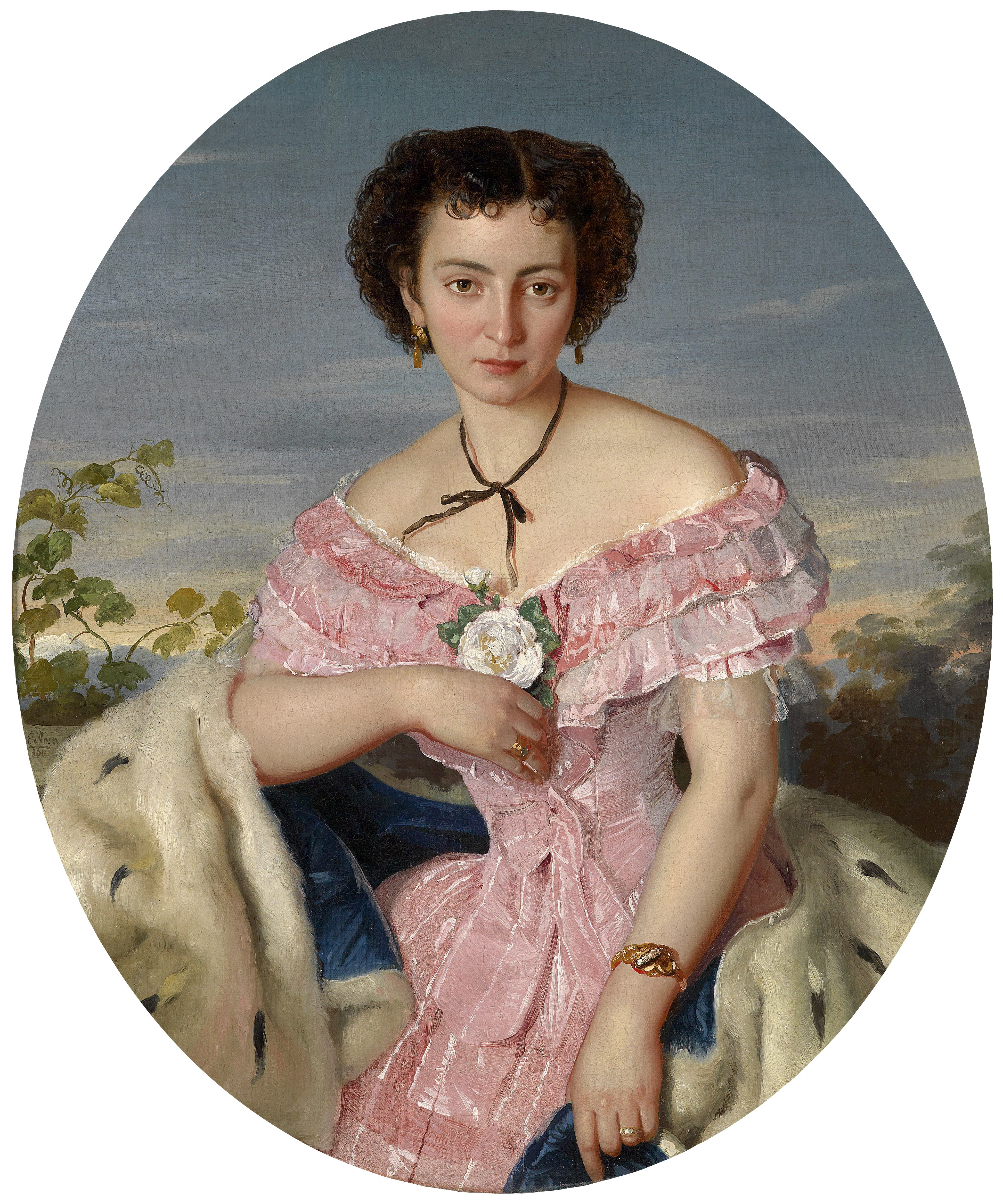
Philippine von Edelsberg († 1917)

- 1917: Philippine von Edelsberg, österreichische Opernsängerin
- 1917: Gustav Körte, deutscher Archäologe
- 1918: Peter Gast, deutscher Schriftsteller und Komponist
- 1921: Philipp Heinrich Ast, deutscher Schäfer und Kräuterheilkundiger
- 1923: Hans Friedrich Geitel, deutscher Physiker
- 1923: Vali von der Osten, deutscher Sopran
- 1925: Konrad Mägi, estnischer Maler
- 1925: Martin Weinrich, deutscher Lehrer und Autor
- 1927: Gladys Roy, amerikanische Wingwalkerin, Barnstormerin, Stuntfrau und Filmschauspielerin
- 1929: Pilar Fernández de la Mora, spanische Pianistin und Musikpädagogin
- 1930: Hermann Hiltl, österreichischer Offizier, Anführer der Frontkämpfervereinigung Deutsch-Österreichs
- 1931: Franz Herwig, deutscher Schriftsteller und Kritiker
- 1932: Magdalena Heinroth, deutsche Zoologin
- 1934: Guy Moll, algerischer Automobilrennfahrer

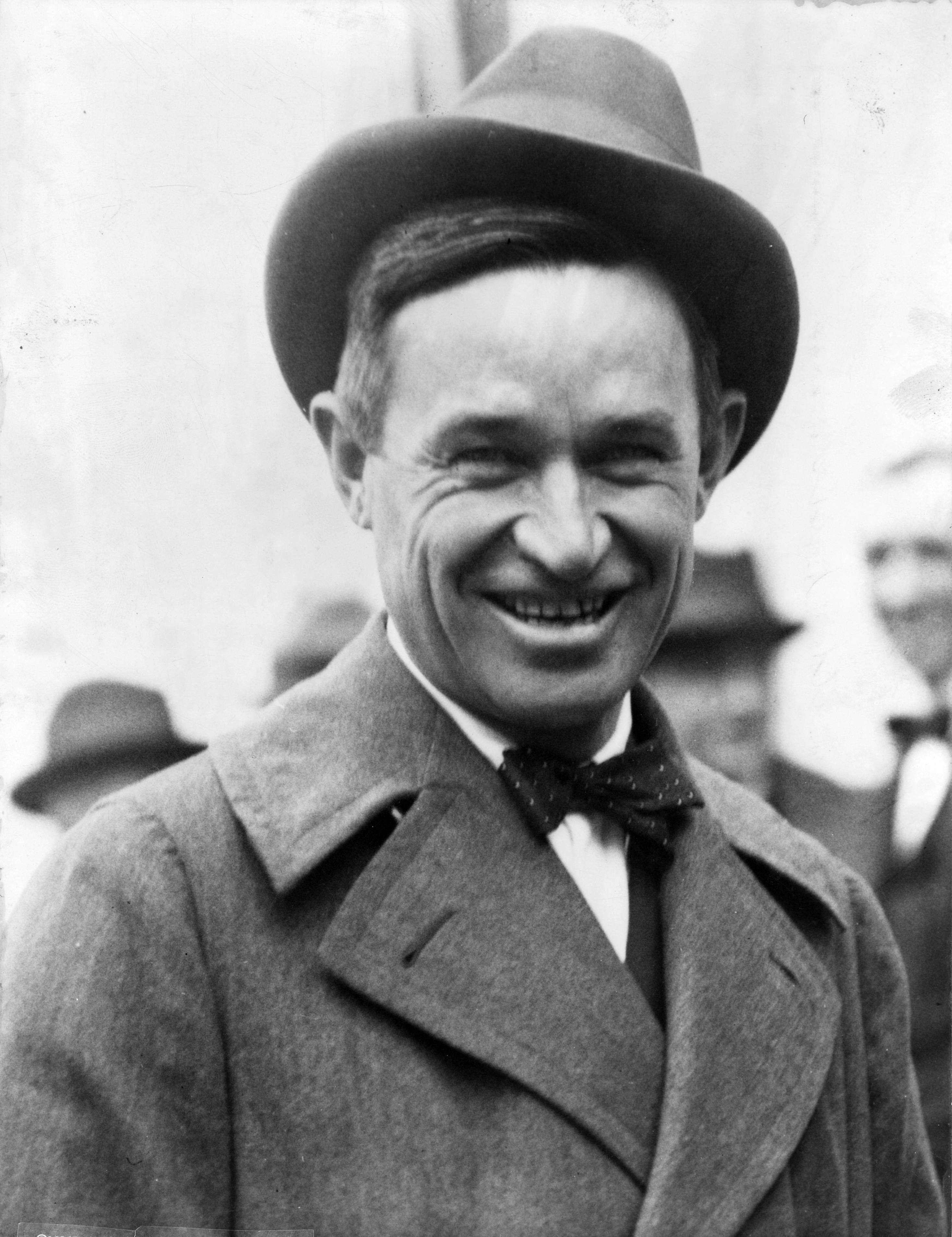
Will Rogers († 1935)

- 1935: Will Rogers, US-amerikanischer Komiker und Entertainer
- 1935: Paul Signac, französischer Maler

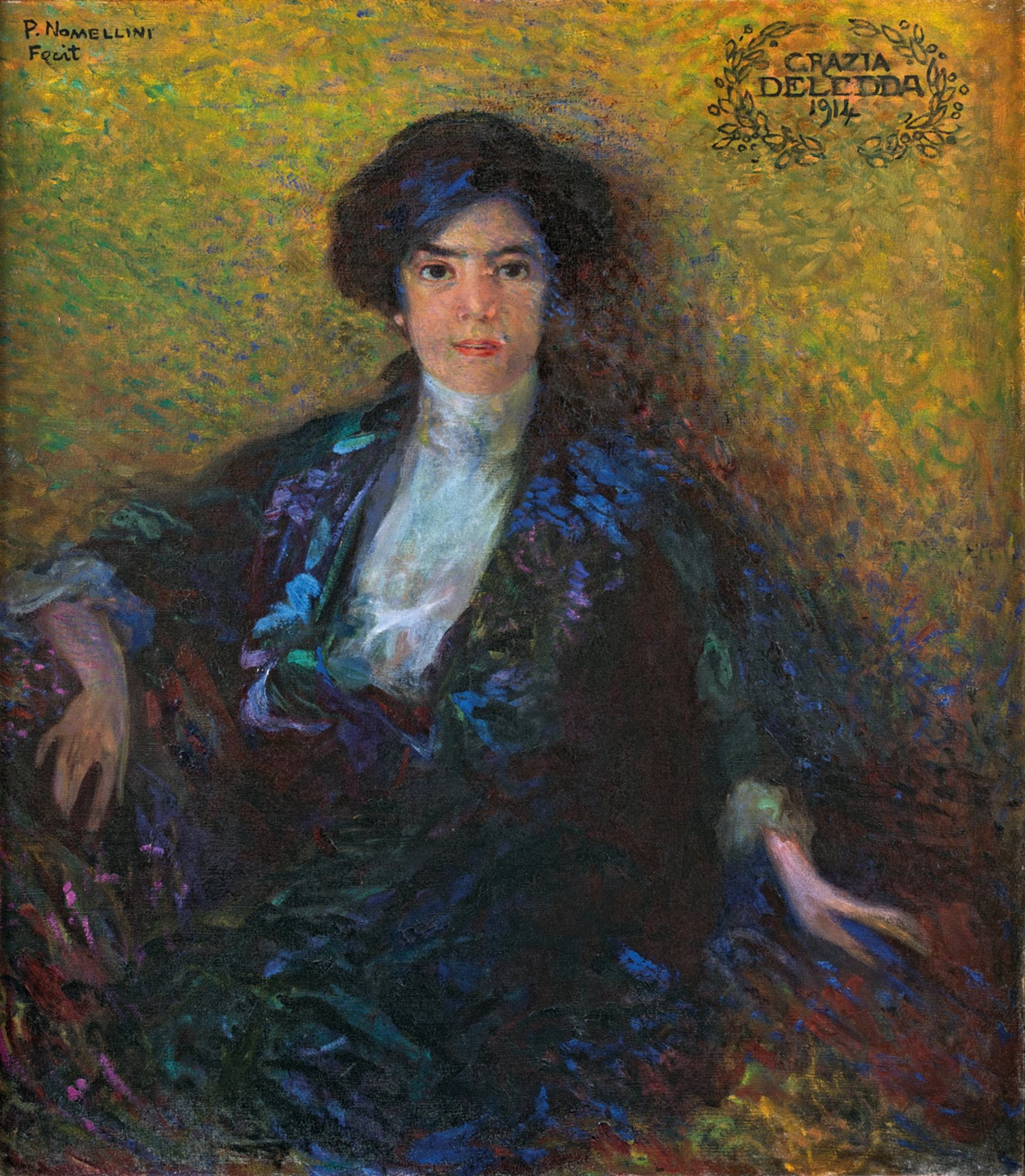
Grazia Deledda († 1936)

- 1936: Grazia Deledda, italienische Schriftstellerin
- 1936: Stanisław Niewiadomski, polnischer Komponist, Dirigent, Musikpädagoge und -kritiker (* 1859)
- 1937: Franz Feldmann, deutscher Politiker, MdR
- 1937: Karl Helling, deutscher Schachspieler
- 1938: Nicola Romeo, italienischer Ingenieur und Unternehmer
- 1941: Josef Jakobs, deutscher Spion.
- 1942: Otto von Falke, deutscher Kunsthistoriker
- 1942: Bernhard Wensch, deutscher katholischer Priester, Gegner und Opfer des Nationalsozialismus
- 1944: Hans Bernd von Haeften, deutscher Jurist, Diplomat und Widerstandskämpfer des 20. Juli 1944
- 1944: Egbert Hayessen, deutscher Offizier und Widerstandskämpfer des 20. Juli 1944

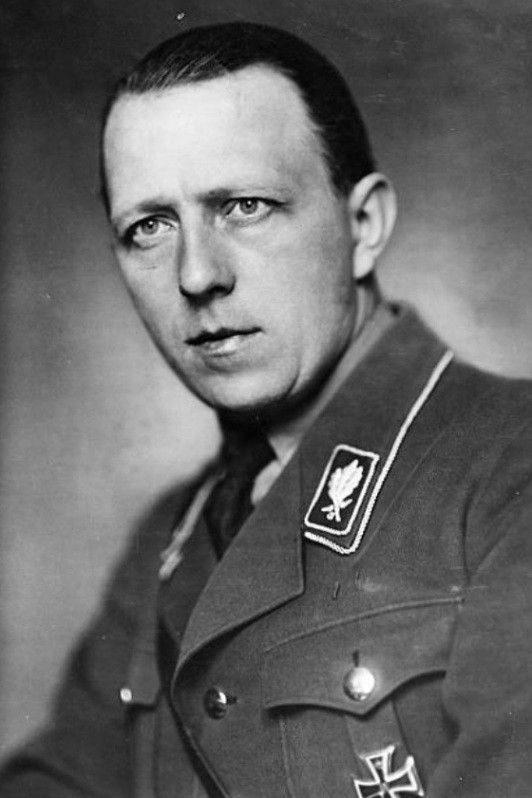
Wolf-Heinrich von Helldorf († 1944)

- 1944: Wolf-Heinrich von Helldorff, deutscher Polizeipräsident von Berlin, General der Polizei, SA-General, Mitwisser des Attentats vom 20. Juli 1944
- 1945: Anami Korechika, japanischer General und Kriegsminister
- 1945: Oskar Picht, deutscher Erfinder der Blindenschreibmaschine
- 1945: Richard Seebohm, deutscher Verwaltungsjurist
- 1946: Charles Amberg, deutscher Librettist, Schlagertexter und Komponist
- 1947: Nils Andersson, schwedischer Fußballspieler
- 1947: Hermann Eris Busse, deutscher Heimatschriftsteller und Volkskundler
- 1948: George Tallis, australischer Theaterunternehmer
- 1949: August Blepp, deutscher Maler

#### 1951–2000
- 1951: Gianni Leoni, italienischer Motorradrennfahrer

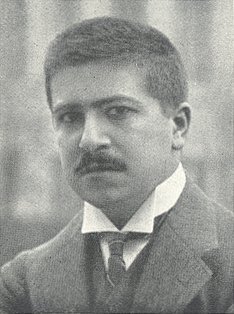
Artur Schnabel († 1951)

- 1951: Artur Schnabel, österreichischer Pianist und Komponist
- 1952: Armida Barelli, italienische Aktivistin der Frauenbewegung

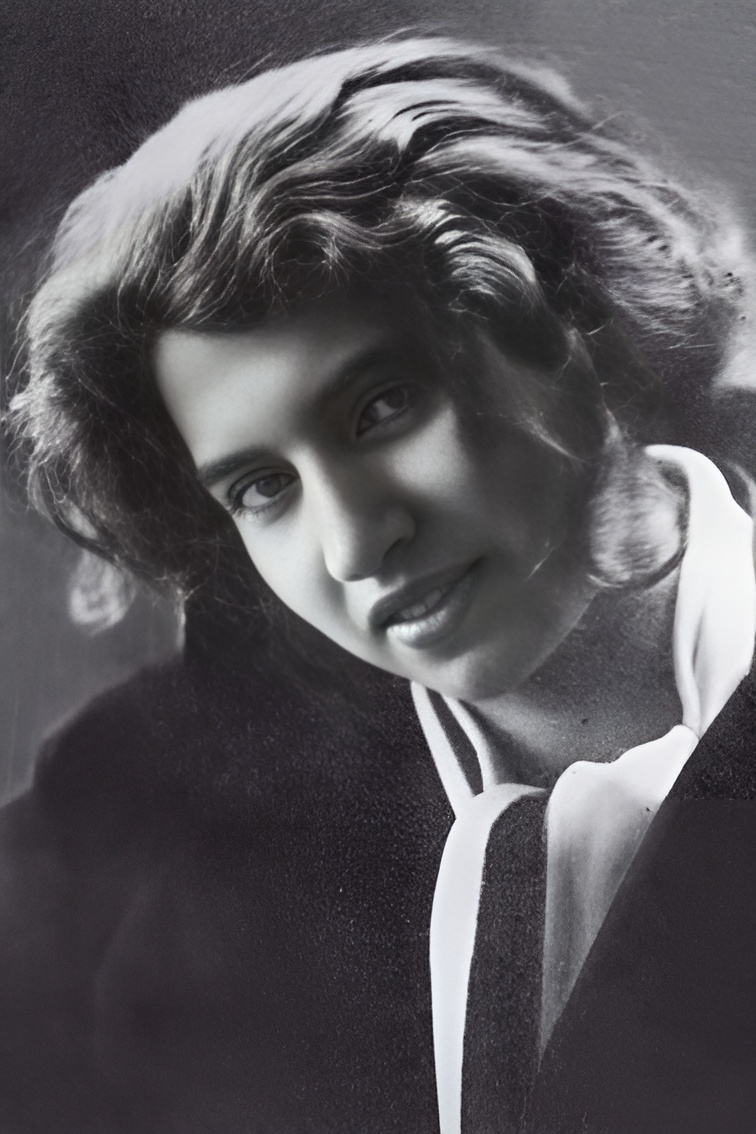
Dora Diamant († 1952)

- 1952: Dora Diamant, polnische Schauspielerin und Aktivistin, letzte Lebensgefährtin von Franz Kafka
- 1952: Karl Pfaff, deutscher Maschinenbau-Unternehmer
- 1952: Jesse Thoor, deutsch-österreichischer Schriftsteller
- 1953: Anton Aberle, deutsch-schweizerischer Architekt
- 1953: Ludwig Prandtl, deutscher Physiker
- 1954: Wilhelm Anschütz, deutscher Chirurg und Hochschullehrer
- 1956: Antoine Schumann, französischer Automobilrennfahrer und Flieger
- 1958: Big Bill Broonzy, US-amerikanischer Blues-Musiker
- 1958: Lilly Dieckmann, deutsche Salonnière und Mäzenin
- 1959: François Lecot, französischer Automobilrennfahrer
- 1961: Rudolf Kummerer, österreichischer Komponist
- 1961: Mario Sironi, italienischer Maler
- 1962: Dan Bain, kanadischer Eishockeyspieler
- 1962: William King Hale, US-amerikanischer Lokalpolitiker, Viehzüchter und Mörder
- 1962: Lei Feng, chinesischer Revolutionär
- 1963: Wsewolod Wjatscheslawowitsch Iwanow, russischer Schriftsteller
- 1963: John Powell, US-amerikanischer Pianist und Komponist
- 1963: Fritz Strich, deutscher Literaturwissenschaftler
- 1964: Samuel William Becker, US-amerikanischer Dermatologe
- 1965: Pawel Sergejewitsch Abankin, sowjetischer Admiral
- 1965: Fritz Rienecker, deutscher evangelischer Publizist, Pfarrer und Theologe
- 1966: Jan Kiepura, polnischer Tenor
- 1966: Gerhart Pohl, deutscher Schriftsteller und Lektor

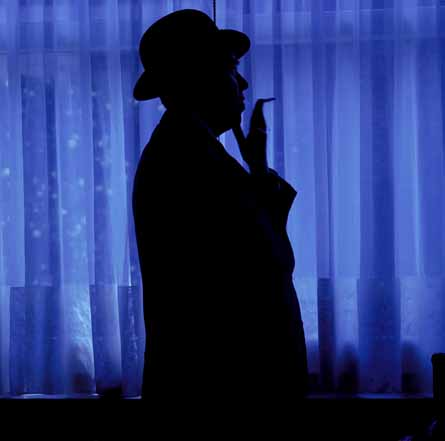
René Magritte († 1967)

- 1967: René Magritte, belgischer Maler des Surrealismus
- 1967: Manuel Prado y Ugarteche, peruanischer Staatspräsident
- 1968: Luis Gianneo, argentinischer Komponist
- 1968: Fritz Held, deutscher Politiker (FDP)
- 1970: Karl Andersen, norwegischer Cellist und Komponist
- 1971: Paul Lukas, ungarisch-US-amerikanischer Schauspieler
- 1971: Thomas Wayne, US-amerikanischer Rockabilly- und Pop-Sänger
- 1972: Frieda Hauke, deutsche Politikerin, MdR
- 1974: Otto Braun, deutscher Schriftsteller, Parteifunktionär, Militärberater und 1. Sekretär des Schriftstellerverbandes der DDR
- 1974ː Yuk Young-soo, südkoreanische First Lady
- 1975: Mujibur Rahman, Gründer von Bangladesch
- 1977: Maria Hofer, österreichische Organistin, Pianistin und Komponistin
- 1979: Asa Martin, US-amerikanischer Old-Time-Musiker
- 1981: Alfred Barr, US-amerikanischer Kunsthistoriker und Gründungsdirektor des Museum of Modern Art in New York
- 1981: Karl Gero von Urach, Oberhaupt des Hauses von Urach
- 1982: Jock Taylor, britischer Motorradrennfahrer

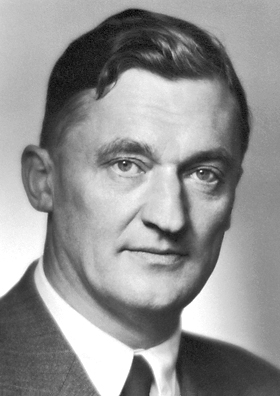
Hugo Theorell († 1982)

- 1982: Hugo Theorell, schwedischer Biochemiker, Nobelpreisträger
- 1983: Marc Porel, französischer Schauspieler
- 1986: Silvia Eisenstein, argentinisch-venezolanische Pianistin, Komponistin, Dirigentin und Musikpädagogin
- 1986: Winthrop Sargeant, US-amerikanischer Musikkritiker
- 1988: Hans Heinz Stuckenschmidt, deutscher Musikhistoriker
- 1989: Heinrich Krone, deutscher Politiker, Bundesminister, MdB
- 1989: Genda Minoru, japanischer Luftwaffengeneral und Politiker
- 1990: Wiktor Robertowitsch Zoi, russischer Rocksänger
- 1992: Klaus Liegibel, deutscher Motorradrennfahrer
- 1992: Giorgio Perlasca, italienischer Faschist und Retter tausender Juden in Budapest
- 1992: Erwin Stein, deutscher Politiker, MdL, Landesminister, Jurist und Richter des Bundesverfassungsgerichts
- 1993: Jack Austin, britischer Pionier des europäischen Buddhismus
- 1993: Robert Kempner, deutscher Rechtsanwalt, Stellvertreter des Chefanklägers bei den Nürnberger Kriegsverbrecherprozessen
- 1994: Paul Anderson, US-amerikanischer Gewichtheber
- 1994: Wilhelm Kämmerer, deutscher Ingenieur und Computerpionier der DDR

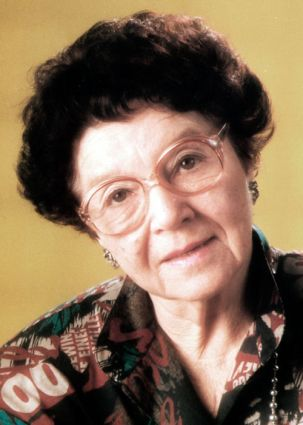
Liesel Christ († 1996)

- 1996: Liesel Christ, Frankfurter Volksschauspielerin
- 1996: Albert Osswald, deutscher Politiker, Ministerpräsident von Hessen
- 1997: Gisela Deege, deutsche Balletttänzerin
- 1997: Lubka Kolessa, kanadische Pianistin
- 1997: Çesk Zadeja, albanischer Komponist und Musikwissenschaftler
- 2000: Helmut Coing, deutscher Rechtswissenschaftler, Präsident der Hochschulrektorenkonferenz, Vorsitzender des Wissenschaftsrates
- 2000: Fred Gebhardt, deutscher Politiker, MdB
- 2000: Robert Swink, US-amerikanischer Filmeditor

### 21. Jahrhundert
- 2002: Heinz-Josef Adamski, deutscher Historiker, Volkskundler und Gymnasiallehrer
- 2002: Alberto Bertuccelli, italienischer Fußballspieler
- 2003: Gerhard Mauz, deutscher Journalist

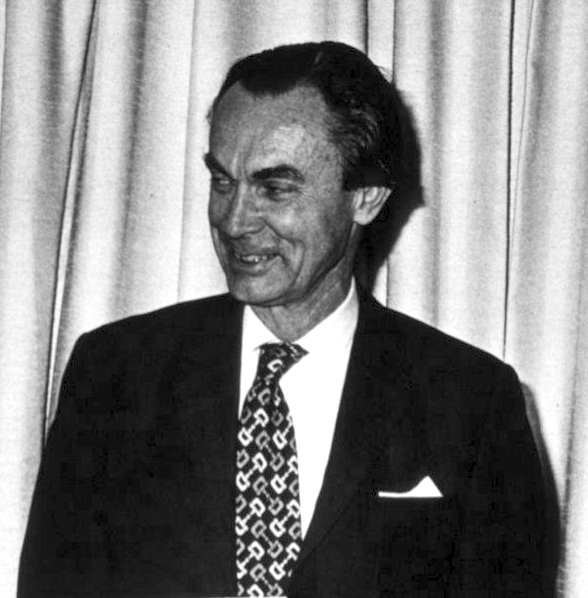
Sune Bergström († 2004)

- 2004: Sune Bergström, schwedischer Biochemiker, Nobelpreisträger
- 2004: Walter Gehlhoff, deutscher Diplomat
- 2004: Horst Glück, deutscher Politiker
- 2005: James Dougherty, US-amerikanischer Polizeibeamter, erster Ehemann von Marilyn Monroe
- 2005: Herta Ware, US-amerikanische Schauspielerin und Theaterintendantin
- 2006: Te Atairangikaahu, Königin der Maori auf Neuseeland
- 2006: Klaus Konrad, deutscher Politiker, MdL, MdB
- 2006: Faas Wilkes, niederländischer Fußballspieler
- 2009: Onkel Kånkel, schwedischer Punkmusiker
- 2010: Ghazi al-Gosaibi, saudi-arabischer Schriftsteller und Diplomat
- 2010: Franz Freiherr von Hammerstein-Equord, deutscher evangelischer Theologe
- 2011: Morgan Sterne, US-amerikanischer Schauspieler
- 2012: Harry Harrison, US-amerikanischer Science-Fiction-Schriftsteller
- 2012: Elisabeth von Janota-Bzowski, deutsche Künstlerin
- 2013: Sławomir Mrożek, polnischer Schriftsteller und Dramatiker
- 2013: Dominique Rub, Schweizer Nachrichtensprecherin
- 2014: Jan Ekier, polnischer Pianist, Komponist und Musikpädagoge
- 2015: Rafael Chirbes, spanischer Schriftsteller

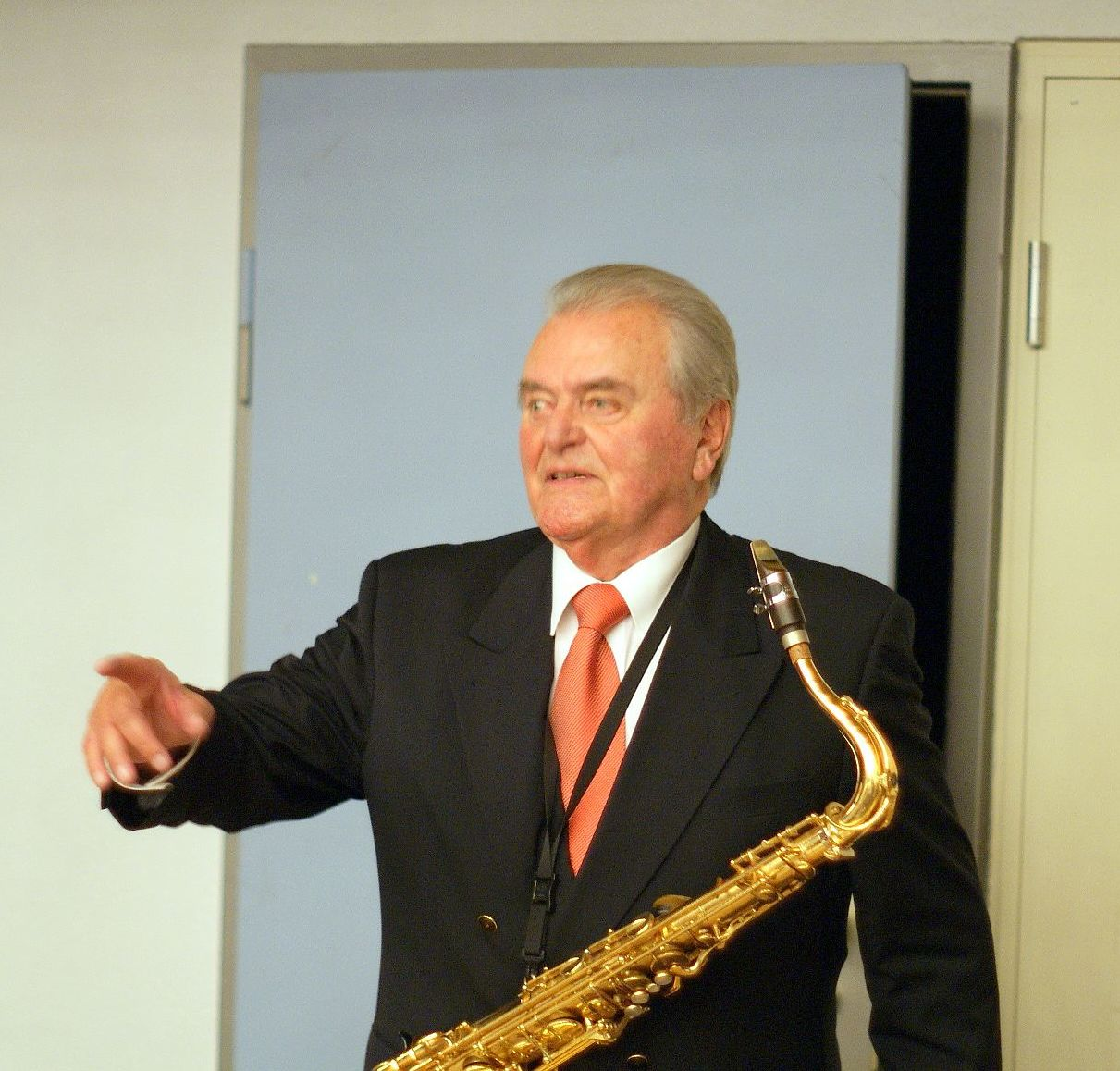
Max Greger († 2015)

- 2015: Max Greger, deutscher Jazz-Musiker und Big-Band-Leader
- 2015: Peter Hofmann, deutscher Chemiker
- 2016: Dalian Atkinson, englischer Fußballspieler
- 2016: Bobby Hutcherson, US-amerikanischer Jazzmusiker
- 2017: Gunnar Birkerts, lettisch-amerikanischer Architekt
- 2017: Arthur Honegger, Schweizer Schriftsteller, Journalist und Politiker
- 2017: Eberhard Jäckel, deutscher Historiker
- 2018: Edmond Haan, französischer Fußballspieler
- 2018: John Shipley Rowlinson, britischer Chemiker und Wissenschaftshistoriker
- 2019: Luigi Lunari, italienischer Dramaturg, Schriftsteller und Essayist
- 2019: Joachim Wienstroer, deutscher Ruderer

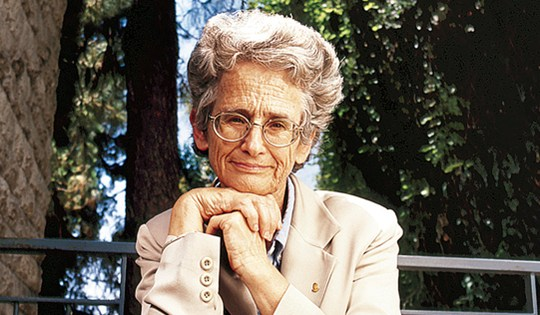
Ruth Gavison († 2020)

- 2020: Ruth Gavison, israelische Rechtswissenschaftlerin
- 2020: Dieter Pohl, deutscher Heimatforscher
- 2021: Gerd Müller, deutscher Fußballspieler
- 2021: Rafael Romero, venezolanischer Leichtathlet
- 2022: Karl Senne, deutscher Fernsehmoderator

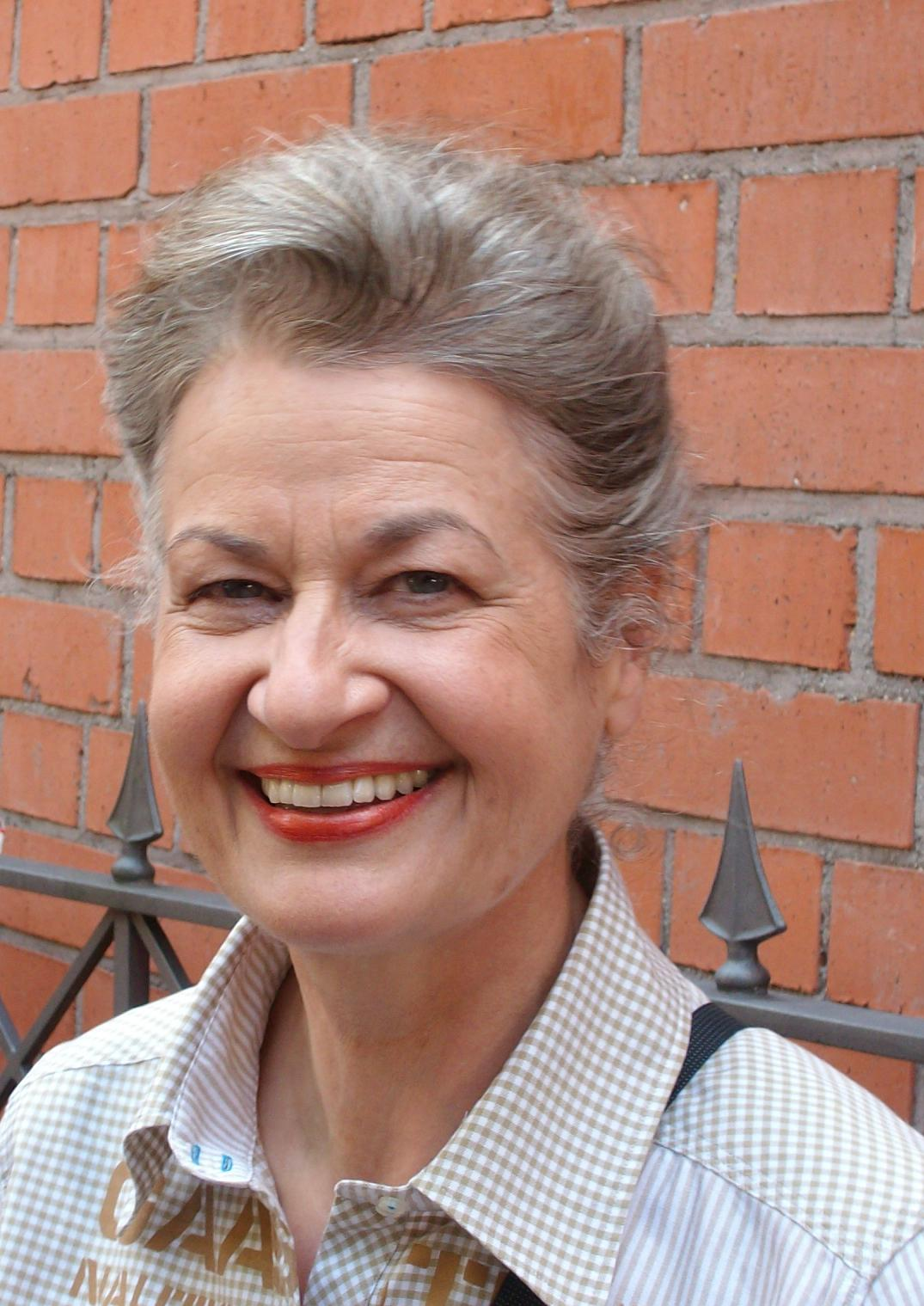
Ursula Cantieni († 2023)

- 2023: Ursula Cantieni, schweizerisch-deutsche Schauspielerin

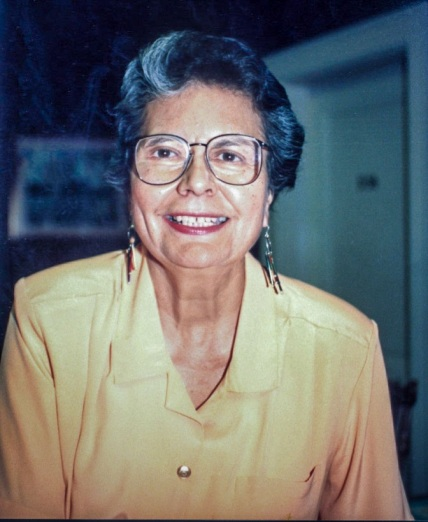
Ada E. Deer († 2023)

- 2023: Ada Deer, US-amerikanische Politikerin und Hochschullehrerin
- 2023: Léa Garcia, brasilianische Schauspielerin
- 2023: Arnold Östman, schwedischer Dirigent und Musikmanager
- 2024ː Daniela Larreal, venezolanische Radrennfahrerin
- 2025: Rainer Holbe, deutscher Journalist

## Feier- und Gedenktage
- Kirchliche Gedenktage
  - Hl. Maria (Mutter Jesu):
    - Mariä Himmelfahrt, Hochfest (anglikanisch, katholisch, orthodox)
    - Todestag der Maria, Gedenktag (evangelisch: ELCA, LCMS)

  - Sel. Isidor Bakanja, afrikanischer Märtyrer aus Kongo (katholisch)
  - Hl. Tarzisius, römischer Märtyrer und Schutzheiliger der Ministranten (katholisch)
  - Hermann V. von Wied, Erzbischof von Köln (evangelisch)
- Namenstage
  - Adam, Mechthild
- Staatliche Feier- und Gedenktage
  - Indien: Unabhängigkeit von Großbritannien (1947)
  - Italien: Ferragosto
  - Republik Kongo: Unabhängigkeit von Frankreich (1960)
  - Liechtenstein: Staatsfeiertag
  - Nordkorea und Südkorea: Unabhängigkeitstag von Japan (1945)
  - Polen: Tag der Polnischen Armee

Weitere Einträge enthält die Liste von Gedenk- und Aktionstagen.